# Pietre d'inciampo in Friuli-Venezia Giulia

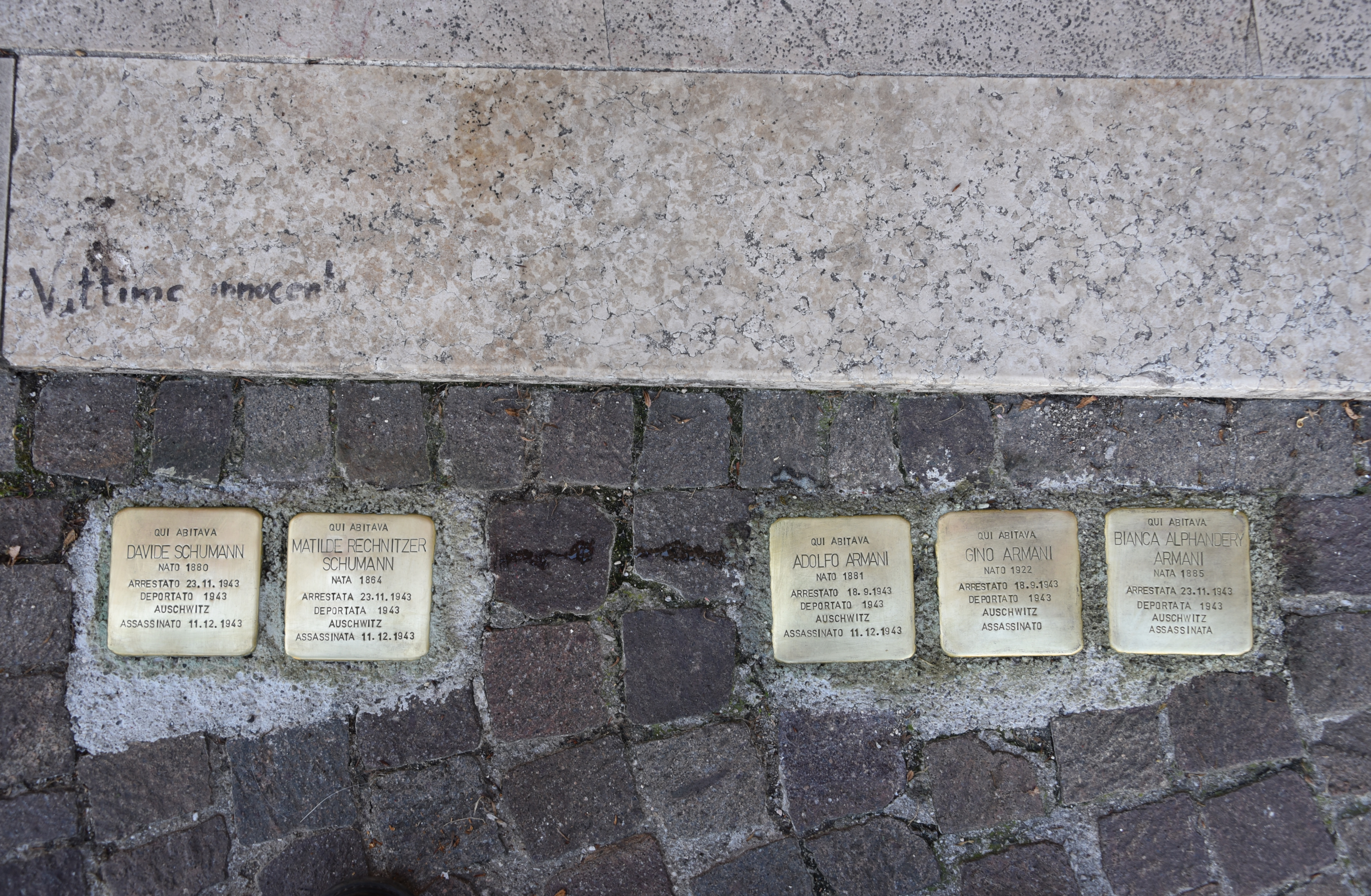
Pietre d'inciampo a Gorizia

La lista delle pietre d'inciampo in Friuli-Venezia Giulia contiene l'elenco delle pietre d'inciampo (in tedesco Stolpersteine) poste in Friuli-Venezia Giulia. Esse commemorano le vittime friulane e giuliane della persecuzione del regime nazista nell'ambito di un'iniziativa dell'artista tedesco Gunter Demnig estesa a tutta l'Europa. Le prime pietre d'inciampo in questa regione sono state collocate il 20 gennaio 2016 a Gorizia.

## Provincia di Gorizia
In provincia di Gorizia sono posate 106 pietre d'inciampo.

### Cormons
| Pietra d'inciampo | Pietra d'inciampo                                | Pietra d'inciampo | Pietra d'inciampo                                                                            | Note biografiche                                     |
| Data di posa      | Luogo di posa                                    | Stolpersteine     | Incisione                                                                                    | Note biografiche                                     |
| ----------------- | ------------------------------------------------ | ----------------- | -------------------------------------------------------------------------------------------- | ---------------------------------------------------- |
| 21 gennaio 2017   | Via San Giovanni, 12 45°57′50.65″N 13°28′08.85″E |                   | QUI ABITAVA GIUSEPPE PINCHERLE NATO 1879 ARRESTATO 1944 DEPORTATO AUSCHWITZ ASSASSINATO 1944 | Giuseppe Pincherle (???, 1879 - Auschwitz, ??? 1944) |

### Doberdò del Lago
Nel comune di Doberdò del Lago trovano 14 pietre d'inciampo, posate tra il 2018 e il 2022. L'iniziativa per le pietre d'inciampo in questo comune è stata promossa dal Circolo cattolico Hrast, con la collaborazione delle due sezioni ANPI di Doberdò e Vallone-Jamiano, dell’Aned con il patrocino del Comune (sindaco Fabio Vizintin).
L'incisione sulle pietre d'inciampo dedicate ai partigiani di Doberdò è in lingua slovena.
| Pietra d'inciampo | Pietra d'inciampo                                                     | Pietra d'inciampo | Pietra d'inciampo                                                                                                | Pietra d'inciampo                                                                           | Note biografiche |
| Data di posa      | Luogo di posa                                                         | Stolpersteine     | Incisione | Traduzione                                                                                  | Note biografiche |
| ----------------- | --------------------------------------------------------------------- | ----------------- | --- | ------------------------------------------------------------------------------------------- | --- |
| 23 gennaio 2018   | Via Trieste, 5 45°50′35.44″N 13°32′24.62″E                            |                   | TU JE PREBIVAL ANDREJ FRANDOLIČ ROJEN 1899 PREGNAN 12.10.1944 UMORJEN 1.2.1945 DACHAU                            | QUI ABITAVA ANDREJ FRANDOLIČ NATO 1899 DEPORTATO 12.10.1944 ASSASSINATO 1.2.1945 DACHAU     | Andrej Frandolič (Doberdò del Lago, 1899 - Dachau, 1 febbraio 1945), coniugato, quattro figli. Partigiano dal settembre del 1943, catturato dai tedeschi il 12 ottobre 1944 a Idria, deportato nel campo di concentramento di Dachau dove muore il 1 febbraio 1945. |
| 28 gennaio 2019   | Via Roma, 4 45°50′43.72″N 13°32′23.59″E                               |                   | TU JE PREBIVAL JOŽEF FERFOLJA ROJEN 1902 PREGNAN DACHAU UMORJEN 29.12.1944                                       | QUI ABITAVA JOŽEF FERFOLJA NATO 1902 DEPORTATO DACHAU ASSASSINATO 29.12.1944                | Jožef Ferfolja (Doberdò del Lago, 12 agosto 1902, - Dachau, 29 dicembre 1944), anche Giuseppe Ferfoglia,coniugato con Dora, sette figli. Partigiano nella Brgt. Autonoma della Divisione Garibaldi "Natisone", arrestato il 12 ottobre 1944, deportato al campo di concentramento di Dachau dove muore il 29 dicembre 1944. Il figlio Pepi, deportato a Cottbus, sopravvive al Lager. |
| 28 gennaio 2019   | Via Fratelli Cervi, 7 località Marcottini 45°51′39.14″N 13°32′57.23″E |                   | TU JE PREBIVAL RUDOLF LAVRENČIČ ROJEN 1895 PREGNAN BUCHENWALD-OHRDRUF UMORJEN 6.3.1945                           | QUI ABITAVA RUDOLF LAVRENČIČ NATO 1895 DEPORTATO BUCHENWALD-OHRDRUF ASSASSINATO 6.3.1945    | Rudolf Lavrenčič (Doberdò del Lago, 3 agosto 1895 - Ohrdruf, 6 marzo 1945), anche Rodolfo Laurencich, coniugato, sette figli tra i quali l'omonimo Rudolf col quale condivide l'adesione alla Resistenza, partigiani entrambi nelle file della Brigata Autonoma della Divisione Garibaldi "Natisone". Aarrestati entrambi il 12 ottobre 1944 e deportati il 18 ottobre 1944 al campo di concentramento di Buchenwald. Costretti al lavoro coatto nel campo di lavoro di Ohrdruf, entrambi sono assassinati il 6 marzo 1945. |
| 28 gennaio 2019   | Via Fratelli Cervi, 7 località Marcottini 45°51′39.14″N 13°32′57.23″E |                   | TU JE PREBIVAL RUDOLF LAVRENČIČ ROJEN 1924 PREGNAN BUCHENWALD UMORJEN 6.3.1945                                   | QUI ABITAVA RUDOLF LAVRENČIČ NATO 1924 DEPORTATO BUCHENWALD ASSASSINATO 6.3.1945            | Rudolf Lavrenčič (Doberdò del Lago, 1924 - Ohrdruf, 6 marzo 1945), anche Rodolfo, condivide il tragico destino del padre: condivide l'adesione alla Resistenza, partigiani entrambi nelle file della Brigata Autonoma della Divisione Garibaldi "Natisone". Aarrestati entrambi il 12 ottobre 1944 e deportati il 18 ottobre 1944 al campo di concentramento di Buchenwald. Costretti al lavoro coatto nel campo di lavoro di Ohrdruf, entrambi sono assassinati il 6 marzo 1945.                                           |
| 20 gennaio 2020   | Bonetti 67 località Bonetti 45°50′16.5″N 13°34′02.6″E                 |                   | TU JE PREBIVAL JOŽEF BONETA ROJEN 1900 PREGNAN V DACHAU UMORJEN 10.4.1945                                        | QUI ABITAVA JOŽEF BONETA NATO 1900 DEPORTATO A DACHAU ASSASSINATO 10.4.1945                 | Jožef Boneta (Bonetti 1900 - Dachau, 10 aprile 1945) |
| 20 gennaio 2020   | Piazza San Martino, 11 45°50′46.41″N 13°32′26.31″E                    |                   | TU JE PREBIVAL JOŽEF FERLETIČ ROJEN 1908 PREGNAN V MAUTHAUSEN-EBENSEE UMORJEN 27.2.1945                          | QUI ABITAVA JOŽEF FERLETIČ NATO 1908 DEPORTATO A MAUTHAUSEN-EBENSEE ASSASSINATO 27.2.1945   | Jožef Ferletič (Doberdò del Lago, 1908 - Ebensee, 27 febbraio 1945) |
| 20 gennaio 2020   | Via Brigata Proletaria, 6 45°50′34.6″N 13°32′27.38″E                  |                   | TU JE PREBIVAL ALOJZ JELEN ROJEN 1904 PREGNAN V BUCHENWALD UMORJEN 24.12.1944 HALBERSTADT                        | QUI ABITAVA ALOJZ JELEN NATO 1904 DEPORTATO A BUCHENWALD ASSASSINATO 24.12.1944 HALBERSTADT | Alojz Jelen (Doberdò del Lago, 1904 - Halberstadt, 24 dicembre 1944) |
| 27 gennaio 2021   | Bonetti 66-70 località Bonetti 45°50′16.5″N 13°34′02.6″E              |                   | TUKAJ JE PREBIVAL MARIO PAHOR ROJEN 1925 PREGNAN 22.2.1944 RIŽARNA USODA NEZNANA                                 | QUI ABITAVA MARIO PAHOR NATO 1925 DEPORTATO 22.2.1944 RISIERA DESTINO SCONOSCIUTO           | Mario Pahor (???, 1925 - ???, ???) |
| 27 gennaio 2021   | Palchisce 29 località Palchisce 45°51′22.09″N 13°34′05.69″E           |                   | QUI ABITAVA ALESSANDRO ZULIAN TUKAJ JE PREBIVAL BRUNO ŠULIGOJ ROJEN 1923 PREGNAN 22.2.1944 RIŽARNA USODA NEZNANA | QUI ABITAVA BRUNO ŠULIGOJ NATO 1923 DEPORTATO 22.2.1944 RISIERA DESTINO SCONOSCIUTO         | Bruno Šuligoj (???, 1923 - ???, ???) |
| 27 gennaio 2021   | Via Trieste, 16 45°51′22.09″N 13°34′05.69″E                           |                   | TUKAJ JE PREBIVAL ALOJZ LAVRENČIČ ROJEN 1914 PREGNAN BAUMHOLDER UMORJEN 28.2.1945                                | QUI ABITAVA ALOJZ LAVRENČIČ NATO 1914 DEPORTATO BAUMHOLDER ASSASSINATO 28.2.1945            | Alojz Lavrenčič (???, 1914 - Baumholder, 28 febbraio 1945) |
| 27 gennaio 2022   | Via Gorizia, 2 45°50′47.05″N 13°32′20.92″E                            |                   | TUKAJ JE PREBIVAL MARIO LAVRENČIČ ROJ. 1903 PREGNAN BUCHENWALD UMORJEN 4.4.1945                                  | QUI ABITAVA MARIO LAVRENČIČ NATO 1903 DEPORTATO BUCHENWALD ASSASSINATO 4.4.1945             | Mario Lavrenčič (???, 1903 - Buchenwald , 4 aprile 1945) |
| 27 gennaio 2022   | Via Matija Gubec, 10 località Marcottini 45°51′36.49″N 13°32′55.69″E  |                   | TUKAJ JE PREBIVAL STANKO DEVETAK ROJ. 1927 PREGNAN 30.9.1943 NEMČIJA USODA NEZNANA                               | QUI ABITAVA STANKO DEVETAK NATO 1927 DEPORTATO 30.9.1943 GERMANIA DESTINO SCONOSCIUTO       | Stanko Devetak ([???, 1927 - ???, ???) |
| 27 gennaio 2022   | Via Roma, 5 45°50′43.04″N 13°32′24.76″E                               |                   | TUKAJ JE PREBIVAL OTON JARC ROJ. 1928 PREGNAN LEONBERG UMORJEN 27.2.1945                                         | QUI ABITAVA OTON JARC NATO 1928 DEPORTATO LEONBERG ASSASSINATO 27.2.1945                    | Oton Jarc (???, 1928 - Leonberg, 27 febbraio 1945) |
| 27 gennaio 2022   | Via Trieste, 16 45°50′34.93″N 13°32′19.6″E                            |                   | TUKAJ JE PREBIVAL ANDREJ MOKOLE ROJ. 1915 PREGNAN FLOSSENBÜRG UMORJEN 25.2.1945                                  | QUI ABITAVA ANDREJ MOKOLE NATO 1915 DEPORTATO FLOSSENBÜRG ASSASSINATO 25.2.1945             | Andrej Mokole (???, 1915 - Flossenbürg, 25 febbraio 1945) |

### Fogliano Redipuglia
Nel comune di Fogliano Redipuglia sono presenti 9 pietre d'inciampo, posate tra il 2020 e il 2025,
| Pietra d'inciampo | Pietra d'inciampo                                                         | Pietra d'inciampo | Pietra d'inciampo                                                                                                 | Note biografiche |
| Data di posa      | Luogo di posa                                                             | Stolpersteine | Incisione | Note biografiche |
| ----------------- | ------------------------------------------------------------------------- | --- | --- | --- |
| 2020              | Via Redipulia 36 45°51′49.84″N 13°28′56.12″E                              | | QUI ABITAVA FIORENZO VISINTIN NATO 1907 ARRESTATO 1944 DEPORTATO MITTELBAU-DORA ASSASSINATO 30.4.1945 ILFELD      | Fiorenzo Visintin (???, 1907 - Mittelbau-Dora, 30 aprile 1945) |
| 2020              | Via Redipulia 36 45°51′49.84″N 13°28′56.12″E                              | | QUI ABITAVA AUGUSTO FONTANIN NATO 1892 ARRESTATO 1944 MONFALCONE DEPORTATO MAUTHAUSEN ASSASSINATO 21.4.1945 GUSEN | Augusto Fontanin (???, 1892, - Gusen, 21 aprile 1945) |
| 27 gennaio 2022   | Via III° Armata, 112 45°50′40.31″N 13°29′23.7″E                           | | QUI ABITAVA ARDUINO TREVISAN NATO 1910 ARRESTATO DIC. 1944 DEPORTATO NATZWEILER ASSASSINATO 30.3.1945             | Arduino Trevisan (???, 1910 - Natzweiler , 30 marzo 1945), una pietra d'inciampo dedicata ad Arduino è posata dal 2022 anche a Scandicci. |
| 27 gennaio 2022   | davanti alla Lapide ai caduti per la Libertà                              | | QUI ABITAVA SERGIO MARCUZZI NATO 1927 ARRESTATO DIC. 1944 DEPORTATO DACHAU ASSASSINATO 15.3.1945                  | Sergio Marcuzzi (???, 1927 - Dachau , 15 marzo 1945) |
| 27 gennaio 2023   | Via Bersaglieri, 49 45°51′49.86″N 13°28′45.73″E                           | | QUI ABITAVA ITALO FURLAN NATO 1920 ARRESTATO NOV. 1944 DEPORTATO DACHAU ASSASSINATO 24.11.1944                    | Italo Furlan (???, 1920 - Dachau, 24 novembre 1944), partigiano della Divisione Garibaldi. Il 3 ottobre del 1944, mentre cercava informazioni e rifornimenti con e per i suoi compagni è arrestato dalle SS. Detenuto prima a Gorizia, quindi Trieste prima della deportazione nel Reich, il 15 novembre, destinato a Dachau. Internato come "Schutz" – (Schutzhäftlinge), muore al campo il 24 novembre 1944. Conferito della Croce al merito di guerra. |
| 27 gennaio 2023   | davanti al Monumento ai caduti per la Libertà 45°50′46.41″N 13°32′26.31″E | | QUI ABITAVA ATTILIO MARIOTTI NATO 1921 ARRESTATO 25.9.1944 DEPORTATO NEUENGAMME ASSASSINATO 1.2.1945              | Attilio Mariotti (???, 13 novembre 1921 - Neuengamme, 1 febbraio 1945), operaio, partigiano. Catturato nel settembre del 1944, dopo la detenzione a Gorizia è deportato nel Reich destinato a Dachau. Trasferito a Neuengamme muore al campo il 1º febbraio 1945. |
| 27 gennaio 2025   | Via Doberdò, 32 45°51′55.59″N 13°28′58.83″E                               | | | Vito Benleva (Visignano d'Istria, 16 febbraio 1925 - Mauthausen, ottobre 1944) |
| 27 gennaio 2025   | davanti al Monumento ai caduti per la Libertà 45°50′46.41″N 13°32′26.31″E | | | Alberto Cogni (Fogliano Redipuglia, 29 ottobre 1912 - Natzweiler, marzo 1945), partigiano, coniugato con Natalina Ermacora; milita nella Divisione partigiana "Garibaldi Natisone". Dopo l'arresto subisce la deportazione nel Reich con destinazione Dachau e successivamente trasferito a Natzweiler, dove muore nel marzo 1945. |
| 27 gennaio 2025   | davanti al Monumento ai caduti per la Libertà 45°50′46.41″N 13°32′26.31″E | Alfredo Soranzio (Ronchi dei Legionari, 1906 - Dachau, aprile 1945), partigiano, coniugato con Marcella Trevisan; milita nella Divisione partigiana "Garibaldi Natisone" ed è componente della "Brigata Fratelli Fontanot". Aarrestato a Fogliano Redipuglia nel dicembre del 1944 è deportato nel Reich con destinazione Dachau e quindi trasferito a Natzweiler. Ritornato a Dachau muore nell’aprile nel 1945. | | |

### Gorizia
A Gorizia si trovano 27 pietre d'inciampo, posate tra il 2016 e il 2023.
Le pietre d'inciampo a Gorizia sono state promosse dall’associazione “Amici di Israele” con il patrocinio del Comune di Gorizia. Partecipava anche l'organizzazione Informest che ora ha sede proprio nella casa di una delle persone deportate.
| Pietra d'inciampo | Pietra d'inciampo                                                                                     | Pietra d'inciampo | Pietra d'inciampo | Note biografiche |
| Data di posa      | Luogo di posa                                                                                         | Stolpersteine     | Incisione | Note biografiche |
| ----------------- | --- | ----------------- | --- | --- |
| 20 gennaio 2016   | Via Graziadio Isaia Ascoli, 25 45°56′58.43″N 13°37′36.04″E                                            |                   | QUI ABITAVA BIANCHA ALPHANDERY ARMANI NATA 1885 ARRESTATA 23.11.1943 DEPORTATA 1943 AUSCHWITZ ASSASSINATA                     | Bianca Alphandery Armani (Firenze, 15 novembre 1885- Auschwitz, ???), famiglia ebrea, figlia di Giuseppe ed Elisa Grego, coniugata con Adolfo Armani, madre di Gino Armani. È tra le vittime della retata del 23 novembre 1943 a Gorizia ad opera delle SS. Arrestata con la famiglia, dal carcere di Trieste è deportata nel Reich il 7 dicembre 1943 con destinazione Auschwitz dove giunge l'11 dicembre 1943. Nessuno della famiglia sopravvive alla Shoah. |
| 20 gennaio 2016   | Via Graziadio Isaia Ascoli, 25 45°56′58.43″N 13°37′36.04″E                                            |                   | QUI ABITAVA ADOLFO ARMANI NATO 1881 ARRESTATO 18.9.1943 DEPORTATO 1943 AUSCHWITZ ASSASSINATO 11.12.1943                       | Adolfo Umberto Armani Heischmann (Gorizia, 23 novembre 1881 - Auschwitz, 11 dicembre 1943), figlio di Sigismondo e Carolina Bolaffio, coniugato con Bianca Alphandary, genitore di Gino. Arresto il 18 settembre 1943 è deportato, insieme alla moglie ed al figlio, nel Reich il 7 dicembre 1943 con destinazione Auschwitz dove giunge l'11 dicembre 1943. Assassinato al suo arrivo al campo. Nessuno della famiglia sopravvive alla Shoah. |
| 20 gennaio 2016   | Via Graziadio Isaia Ascoli, 25 45°56′58.43″N 13°37′36.04″E                                            |                   | QUI ABITAVA GINO ARMANI NATO 1922 ARRESTATO 18.9.1943 DEPORTATO 1943 AUSCHWITZ ASSASSINATO                                    | Gino Armani (Trieste, 29 aprile 1922 - Auschwitz, ???), figlio di Adolfo e Bianca Alphandary, condivide il tragico destino dei genitori. Non sopravvive alla Shoah. |
| 20 gennaio 2016   | Via Graziadio Isaia Ascoli, 25 45°56′58.43″N 13°37′36.04″E                                            |                   | QUI ABITAVA DAVIDE SCHUMANN NATO 1880 ARRESTATO 23.11.1943 DEPORTATO 1943 AUSCHWITZ ASSASSINATO 11.12.1943                    | Davide Schumann (Chklow (Bielorussia), 5 novembre 1880 - Auschwitz, 11 dicembre 1943), figlio di Isidoro e Sara Fleher, coniugato con Matilde Rechnitzer. Vittima con la moglie della retata nazista del 23 novembre 1943. Dopo la detenzione a Trieste, il 7 dicembre 1943 sono entrambi deportati ad Auschwitz. Assassinati entrambi nelle camere a gas al loro arrivo al campo, 11 dicembre 1943. |
| 20 gennaio 2016   | Via Graziadio Isaia Ascoli, 25 45°56′58.43″N 13°37′36.04″E                                            |                   | QUI ABITAVA MATILDE RECHNITZER SCHUMANN NATA 1864 ARRESTATA 23.11.1943 DEPORTATA 1943 AUSCHWITZ ASSASSINATA 11.12.1943        | Matilde Rechnitzer Schumann (Zalalövő, 26 ottobre 1864 - Auschwitz, 11 dicembre 1943), figlia di Enrico e Anna Bruckner, coniugata con Davide Schumann. Vittima con il marito della retata nazista del 23 novembre 1943. Dopo la detenzione a Trieste, il 7 dicembre 1943 sono entrambi deportati ad Auschwitz. Assassinati entrambi nelle camere a gas al loro arrivo al campo, 11 dicembre 1943. |
| 20 gennaio 2016   | Via Graziadio Isaia Ascoli, 15 45°56′55.78″N 13°37′33.61″E                                            |                   | QUI ABITAVA FRIEDA WEISSMANN IACOBONI NATA 1887 ARRESTATA 23.11.1943 DEPORTATA 1943 AUSCHWITZ ASSASSINATA BERGEN-BELSEN       | Frieda Weissmann Iacoboni (Čortkiv, 2 agosto 1887 - Bergen-Belsen, ???), figlia di Abramo Ginsberg e di Gittel Weissmann, coniugata con Leone Iacoboni, madre di Giacomo, Gisella e Sofia Iacoboni. Arrestata con le due figlie dai nazisti nella retata del 23 novembre 1943, con loro imprigionata a Trieste prima della deportazione nel Reich con destinazione campo di concentramento di Auschwitz dove arrivano l'11 dicembre 1943. Frieda muore nel campo di Bergen-Belsen. Solo il figlio Giacomo sopravvive alla Shoah..                                                                                           |
| 20 gennaio 2016   | Via Graziadio Isaia Ascoli, 15 45°56′55.78″N 13°37′33.61″E                                            |                   | QUI ABITAVA GISELLA IACOBONI NATA 1921 ARRESTATA 23.11.1943 DEPORTATA 1943 AUSCHWITZ ASSASSINATA                              | Gisella Iacoboni (Trieste, 23 maggio 1921 - Auschwitz, ???), figlia di Leone e Frieda Weissmann, sorella di Sofia e Giacomo. Arrestata il 23 novembre 1943 insieme alla madre, sorella e fratello, dal carcere di Gorizia prima, Trieste poi, il 7 dicembre 1943 è deportata con la famiglia ad campo di concentramento di Auschwitz. Non sopravvive alla Shoah, stessa sorte per madre e sorella. |
| 20 gennaio 2016   | Via Graziadio Isaia Ascoli, 15 45°56′55.78″N 13°37′33.61″E                                            |                   | QUI ABITAVA SOFIA IACOBONI NATA 1920 ARRESTATA 23.11.1943 DEPORTATA 1943 AUSCHWITZ ASSASSINATA BERGEN-BELSEN                  | Sofia Iacoboni (Trieste, 17 settembre 1920 - Bergen-Belsen, ???), figlia di Leone e Frieda Weissmann, sorella di Gisella e Giacomo. Insieme alla madre e ai fratelli è arrestata il 23 novembre 1943. Con loro detenuta nel carcere di Gorizia, poi Trieste, quindi deportata con i famigliari il 7 dicembre 1943 ad Auschwitz. Solo il fratello Giacomo sopravvive alla Shoah. |
| 20 gennaio 2016   | Via Garibaldi, 5 45°56′32.6″N 13°37′13.9″E                                                            |                   | QUI ABITAVA ELISA RICHETTI LUZZATTO NATA 1858 ARRESTATA 23.11.1943 DEPORTATA 1943 AUSCHWITZ ASSASSINATA 11.12.1943            | Elisa Richetti Luzzatto (Gorizia, 5 febbraio 1858 - Auschwitz, 11 dicembre 1943), figlia di Elia, coniugata con Giuseppe Luzzatto, madre di Rina Sara e Iginio. Il 23 novembre 1943 è arrestata insieme ai figli e portata nel carcere di Gorizia, a cui segue Trieste, quindi, il 7 dicembre 1943, la deportazione nel campo di concentramento di Auschwitz. Nessuno della famiglia sopravvive alla Shoah. |
| 20 gennaio 2016   | Via Garibaldi, 5 45°56′32.6″N 13°37′13.9″E                                                            |                   | QUI ABITAVA IGINIO LUZZATTO NATO 1886 ARRESTATO 23.11.1943 DEPORTATO 1943 AUSCHWITZ ASSASSINATO                               | Iginio Luzzatto (Gorizia, 8 giugno 1886 - Auschwitz, ???), figlio di Giuseppe ed Elisa Richetti, fratello di Rina Sara. È arrestato insieme a madre e sorella il 23 novembre 1943, portato nella prigione di Gorizia, quindi Trieste. Il 7 dicembre 1943 deportati nel campo di concentramento di Auschwitz, dove arrivano l'11 dicembre 1943. Nessuno della famiglia sopravvive alla Shoah. |
| 20 gennaio 2016   | Via Garibaldi, 5 45°56′32.6″N 13°37′13.9″E                                                            |                   | QUI ABITAVA SARA LUZZATTO NATA 1884 ARRESTATA 23.11.1943 DEPORTATA 1943 AUSCHWITZ ASSASSINATA                                 | Sara Luzzatto (Gorizia, 24 marzo 1884 - Auschwitz, ???), figlia di Giuseppe e di Elisa Richetti. Il 23 novembre 1943 è arrestata insieme alla madre e al fratello Iginio e incarcerati a Gorizia, in seguito Trieste, infine il 7 dicembre 1943 deportati nel campo di concentramento di Auschwitz. Nessuno della famiglia sopravvive alla Shoah. |
| 20 gennaio 2016   | Via Garibaldi, 5 45°56′32.6″N 13°37′13.9″E                                                            |                   | QUI ABITAVA EMMA LUZZATTO MICHELSTAEDTER NATA 1854 ARRESTATA 23.11.1943 DEPORTATA 1943 AUSCHWITZ MORTA DURANTE IL TRASPORTO   | Emma Luzzatto Michelstaedter (Gorizia, 17 ottobre 1854 - ???, ???), figlia di Cesare e Regina Jona, coniugata con Alberto Michelstaedter, quattro figli tra cui Elda e Carlo Michelstaedter. Il 23 novembre 1943 Emma è arrestata, incarcerata a Gorizia, in seguito Trieste, a cui segue, il 7 dicembre, la deportazione nel Reich con destinazione Auschwitz. Dubbia la sua comunque tragica sorte: forse deceduta durante il viaggio verso il Lager o forse assassinata all'arrivo nel Lager, 11 dicembre 1943. |
| 20 gennaio 2016   | Via Mazzini, 15 45°56′31.37″N 13°37′19.85″E                                                           |                   | QUI ABITAVA FERRUCCIO LEONI NATO 1877 ARRESTATO 24.11.1943 DEPORTATO 1943 AUSCHWITZ ASSASSINATO 11.12.1943                    | Ferruccio Leoni (Padova, 16 dicembre 1877 - Auschwitz, 11 dicembre 1943), figlio di Marco e Vittoria Bertocco, coniugato con Marcellina Tani. Arrestato il 24 novembre 1943, incarcerato a Trieste, il 7 dicembre 1943 è deportato ad Auschwitz, dove arriva l'11 dicembre 1943. Non sopravvive alla Shoah. |
| 21 gennaio 2017   | Corso Italia, 178 45°56′20.47″N 13°36′45.63″E                                                         |                   | QUI ABITAVA ANNA PAOLA LUZZATTO NATA 1864 ARRESTATA 1943 DEPORTATA AUSCHWITZ ASSASSINATA 11.12.1943                           | Anna Paola Luzzatto (Gorizia, 19 dicembre 1864 - Auschwitz, 11 dicembre 1943), figlia di Eugenia Liebmann e Aronne, il responsabile sanitario in città. Arrestata a Gorizia il 23 novembre 1943, incarcerata a Trieste, deportata ad Auschwitz-Birkenau è assassinata al suo arrivo al campo, 11 dicembre 1943. |
| 23 gennaio 2018   | Largo Culiat, 11 45°56′39.64″N 13°37′03.85″E                                                          |                   | QUI ABITAVA ELDA MICHELSTAEDTER MORPURGO NATA 1879 ARRESTATA 1943 DEPORTATA 1943 AUSCHWITZ ASSASSINATA 26.12.1944 RAVENSBRÜCK | Elda Michelstaedter Morpurgo (Gorizia, 2 ottobre 1879 - Ravensbrück, 26 dicembre 1944), figlia di Alberto e Emma Luzzatto, sorella del filosofo Carlo Michelstaedter, coniugata con Silvio Morpurgo. Arrestata a Gorizia il 9 novembre 1943 e detenuta prima a Gorizia, poi Trieste a cui segue la deportazione nel Reich, insieme alla madre. Muore al campo di Ravensbrück il 26 dicembre 1944. La madre muore sul convoglio verso il Lager. |
| 27 gennaio 2019   | Via del Santo, 4 45°56′55.05″N 13°37′38.45″E                                                          |                   | QUI ABITAVA MALVINA MICHELSTAEDTER GOLDBERGER NATA 1856 ARRESTATA 23.11.1943 DEPORTATA 1943 AUSCHWITZ ASSASSINATA 11.12.1943  | Malvina Michelstaedter Goldberger (Gorizia, 22 settembre 1856 - Auschwitz, 11 dicembre 1943), zia del filosofo Carlo Michelstaedter. Coniugata con Massimiliano Goldberger, italianizzato Colberti, madre di Irene e Adele. Eredita con le figlie, alla morte del marito, la conduzione del commercio di vini all'ingrosso. Malvina e le due figlie sono tra le vittime della retata nazista del 23 novembre 1943; detenute prima nel carcere di Gorizia e poi Trieste, quindi deportate, nel dicembre 1943, nel Reich con destinazione Auschwitz-Birkenau. Malvina è assassinata al suo arrivo al campo, 11 dicembre 1943. |
| 27 gennaio 2019   | Via del Santo, 4 45°56′55.05″N 13°37′38.45″E                                                          |                   | QUI ABITAVA ADELE GOLDBERGER NATA 1892 ARRESTATA 23.11.1943 DEPORTATA 1943 AUSCHWITZ DESTINO IGNOTO                           | Adele Goldberger (Fiume, 18 febbraio 1892 - ???, ???), figlia di Massimiliano e Malvina Michelstaedter, sorella di Irene. È arrestata con la madre e la sorella il 23 novembre 1943. Dopo la detenzione nel carcere di Gorizia e poi Trieste, sono tutte e tre deportate, nel dicembre 1943, nel Reich destinate ad Auschwitz. Non sopravviveranno alla Shoah. La madre è assassinata all'arrivo al campo, della sorte delle due sorelle nulla è dato più di sapere. |
| 27 gennaio 2019   | Via del Santo, 4 45°56′55.05″N 13°37′38.45″E                                                          |                   | QUI ABITAVA IRENE GOLDBERGER NATA 1887 ARRESTATA 23.11.1943 DEPORTATA 1943 AUSCHWITZ DESTINO IGNOTO                           | Irene Goldberger (Fiume, 7 gennaio 1887 - ???, ???), figlia di Massimiliano e Malvina Michelstaedter, sorella di Adele. È arrestata con la madre e la sorella il 23 novembre 1943. Dopo la detenzione nel carcere di Gorizia e poi Trieste, sono tutte e tre deportate, nel dicembre 1943, nel Reich destinate ad Auschwitz. Non sopravviveranno alla Shoah. La madre è assassinata all'arrivo al campo, della sorte delle due sorelle nulla è dato più di sapere. |
| 20 gennaio 2020   | Via Galilei, 4 45°56′33.2″N 13°37′01.7″E                                                              |                   | QUI ABITAVA EDVIGE JONA GENTILLI NATA 1868 ARRESTATA 23.11.1943 DEPORTATA 1943 AUSCHWITZ ASSASSINATA 11.12.1943               | Edvige Jona Gentilli (Gorizia, 17 luglio 1868 - Auschwitz, 11 dicembre 1943), figlia di Giacomo, coniugata con Alberto Jona, un figlio. Arrestata con la sorella a Gorizia nel corso del rastrellamento nazista del 23 novembre 1943, imprigionata prima a Gorizia, poi Trieste da dove, il 7 dicembre, è deportata nel Reich con destinazione Auschwitz. Entrambe le sorelle Gentilli sono assassinate al loro arrivo al campo l'11 dicembre 1943. |
| 20 gennaio 2020   | Via Galilei, 4 45°56′33.2″N 13°37′01.7″E                                                              |                   | QUI ABITAVA MARGHERITA GENTILLI NATA 1873 ARRESTATA 23.11.1943 DEPORTATA 1943 AUSCHWITZ ASSASSINATA 11.12.1943                | Margherita Gentilli (Gorizia, 20 dicembre 1873 - Auschwitz, 11 dicembre 1943), figlia di Giacomo, sorella di Edvige Jona Gentilli. Arrestata con la sorella a Gorizia nel corso del rastrellamento nazista del 23 novembre 1943, imprigionata prima a Gorizia, poi Trieste da dove, il 7 dicembre, è deportata nel Reich con destinazione Auschwitz. Entrambe le sorelle Gentilli sono assassinate al loro arrivo al campo l'11 dicembre 1943. |
| 19 novembre 2021  | Via Vittorio Veneto, 174 parco Basaglia ingresso ex ospedale psichiatrico 45°56′01.18″N 13°37′57.86″E |                   | QUI ABITAVA ELIO MICHELSTAEDTER NATO 1871 ARRESTATO 25.3.1944 DEPORTATO 1944 AUSCHWITZ ASSASSINATO                            | Elio Michelstaedter (Fiume, 24 aprile 1871 - Auschwitz, ???), figlio di Isacco e Anna Camerini, coniugato con Amelia Pavia. Ospitato con la moglie presso l'allora ospedale psichiatrico, con essa sfugge al rastrellamento nazista del 23 novembre 1943, ma sono entrambi arrestati il 25 marzo 1944. Incarcerati entrambi a Trieste quindi deportati ad Auschwitz. Entrambi non sopravvivono alla Shoah. |
| 19 novembre 2021  | Via Vittorio Veneto, 174 parco Basaglia ingresso ex ospedale psichiatrico 45°56′01.18″N 13°37′57.86″E |                   | QUI ABITAVA AMELIA PAVIA MICHELSTAEDTER NATA 1876 ARRESTATA 25.3.1944 DEPORTATA 1944 AUSCHWITZ ASSASSINATA                    | Amelia Pavia Michelstaedter (Gorizia, 15 luglio 1876 - Auschwitz, ???), figlia di Giuseppe e Betty Michelstaedter, coniugata con Elio Michelstaedter, condivide il destino tragico del coniuge. Ospitati entrambi presso l'allora ospedale psichiatrico, sfuggono al rastrellamento nazista del 23 novembre 1943, ma sono entrambi arrestati il 25 marzo 1944. Incarcerati entrambi a Trieste quindi deportati ad Auschwitz. Entrambi non sopravvivono alla Shoah. |
| 19 novembre 2021  | Via Vittorio Veneto, 174 parco Basaglia ingresso ex ospedale psichiatrico 45°56′01.18″N 13°37′57.86″E |                   | QUI ABITAVA ELSA VALOBRA NATA 1895 ARRESTATA 25.5.1944 DEPORTATA 1944 AUSCHWITZ DESTINO IGNOTO                                | Elsa Valobra (trieste, 16 maggio 1895 - ???, ???), figlia di Giulio e Emma Morpurgo. Ospitata presso l'allora ospedale psichiatrico provata dalle persecuzioni conseguenti l'emanazione delle leggi razziali fasciste del 1938, sfugge al rastrellamento del 23 novembre 1943, di cui è invece vittima la madre, ma viene arrestata il 25 marzo 1944 e deportata nel Reich con destinazione Auschwitz. Non sopravvive alla Shoah. |
| 19 novembre 2021  | Via Luigi Cadorna, 34 45°56′40.2″N 13°37′05.6″E                                                       |                   | QUI ABITAVA EMMA PIA MORPURGO VALOBRA NATA 1866 ARRESTATA 23.11.1943 DEPORTATA 1943 AUSCHWITZ ASSASSINATA 11.12.1943          | Emma Pia Morpurgo Valobra (Gorizia, 23 luglio 1886 - Auschwitz, 11 dicembre 1943),figlia di Giuseppe e Lina Doerfles, coniugata con Giulio Valobra, madre di Elsa Valobra. All'arresto del 23 novembre 1943 segue la deportazione ad Auschwitz. Assassinata al suo arrivo al campo l'11 dicembre 1943 precedendo di solo qualche mese la figlia Elsa che pure non sopravviverà alla Shoah. |
| 23 novembre 2022  | Via Manzoni, 18 45°56′26.05″N 13°36′47.73″E                                                           |                   | QUI ABITAVA PROSPERA VITALE BOLAFFIO NATA 1862 ARRESTATA 23.11.1943 DEPORTATA 1943 AUSCHWITZ ASSASSINATA 11.12.1943           | Prospera Vitale Bolaffio (Alessandria, 12 luglio 1862 - Auschwitz, 11 dicembre 1943), figlia di Michele e Anna Sacerdote, coniugata con Giacomo Bolaffio. Arrestata a Gorizia nel corso della retata del 23 novembre 1943, dopo la detenzione nel carcere cittadino è trasferita in quello di Trieste e da lì il 7 dicembre deportata ad Auschwitz dov'è assassinata nella camera a gas al suo arrivo al campo l'11 dicembre 1943. |
| 18 aprile 2023    | Via Lunga, 66 45°56′14.18″N 13°37′50.63″E                                                             |                   | QUI ABITAVA LADISLAO HERSKOVITZ NATO 1906 ARRESTATO 23.11.1943 DEPORTATO 1943 AUSCHWITZ ASSASSINATO 1943                      | Ladislao Herskovitz (Fiume, 10 dicembre 1906 - Auschwitz, dicembre 1943), anche Ladislao Ercoli, figlio di Samuele e Laura Starck, negoziante di mobili. Arrestato è detenuto prima a Gorizia, quindi Trieste prima della deportazione nel Reich destinazione Auschwitz dove giunge l'11 dicembre 1943. Non sopravvive alla Shoah. |

### Gradisca d'Isonzo
A Gradisca d'Isonzo sono presenti 6 pietre d'inciampo posate tra il 2022 e il 2025.
| Pietra d'inciampo | Pietra d'inciampo                                          | Pietra d'inciampo | Pietra d'inciampo                                                                    | Note biografiche |
| Data di posa      | Luogo di posa                                              | Stolpersteine     | Incisione                                                                            | Note biografiche |
| ----------------- | ---------------------------------------------------------- | ----------------- | ------------------------------------------------------------------------------------ | --- |
| 27 gennaio 2022   | Via Marziano Ciotti, 8 45°53′18.24″N 13°30′08.37″E         |                   | QUI ABITAVA ARRIGO MAREGA NATO 1920 DEPORTATO ASSASSINATO 9.1.1944                   | Arrigo Marega, come gli oltre 600mila soldati italiani che all'armistizio dell'8 settembre 1943 sono catturati e deportati nel Reich, Arrigo, con lo stato di internato militare italiano, è messo al lavoro coatto a Danzica. Muore sotto un bombardamento anglo-americano il 9 gennaio 1944.          |
| 27 gennaio 2022   | Via Roma, 4 45°53′34.89″N 13°29′53.21″E                    |                   | QUI ABITAVA AMEDEO QUARGNAL NATO 1926 DEPORTATO MAUTHAUSEN LIBERATO MORTO 27.7.1945  | Amedeo Quargnal, deportato a Mauthausen, muore pochi mesi dopo la liberazione. |
| 27 gennaio 2022   | Via Aquileia, 39 45°53′19.21″N 13°29′36.36″E               |                   | QUI ABITAVA LUCIANO PUSSIG NATO 1921 DEPORTATO GELSERKIRCHEN ASSASSINATO 4.11.1944   | Luciano Pussig, come gli oltre 600mila soldati italiani che all'armistizio dell'8 settembre 1943 sono catturati e deportati nel Reich, Luciano, con lo stato di internato militare italiano, è messo al lavoro coatto a Gelsenkirchen. Muore sotto un bombardamento anglo-americano il 4 novembre 1944. |
| 27 gennaio 2022   | Piazzale dell'Unità d'Italia, 14 45°53′20.6″N 13°30′05.6″E |                   | QUI ABITAVA EUGENIO VENUTI NATO 1904 DEPORTATO ASSASSINATO 19.3.1945 BERGEN - BELSEN | Eugenio Venuti, partigiano, animatore della Resistenza locale unitamente alla moglie Anna Maria Ragusa. Sono deportati entrambi: Eugenio a Bergen-Belsen, dove muore il 19 marzo 1945; la moglie sopravvive ad Auschwitz.                                                                               |
| 25 aprile 2025    | Piazzale dell'Unità d'Italia, 14 45°53′20.6″N 13°30′05.6″E |                   | QUI ABITAVA ANNA MARIA RAGUSA NATA 1907 DEPORTATA AUSCWITZ SOPRAVVISSUTA             | Anna Maria Ragusa Venuti, partigiana, moglie di Eugenio Venuti, animatori della Resistenza locale. Sono deportati entrambi: Anna Maria ad Auschwitz, sopravvive, il marito Eugenio a Bergen-Belsen, dove muore il 19 marzo 1945.                                                                        |
| 25 aprile 2025    | Piazzale dell'Unità d'Italia, 14 45°53′20.6″N 13°30′05.6″E | Mario Sacchetto   |                                                                                      | |

### Romans d'Isonzo
Il comune di Romans d'Isonzo ospita tre pietre d'inciampo posate il 1° febbraio 2025.
| Pietra d'inciampo | Pietra d'inciampo                                           | Pietra d'inciampo | Pietra d'inciampo                                                                              | Note biografiche |
| Data di posa      | Luogo di posa                                               | Stolpersteine     | Incisione                                                                                      | Note biografiche |
| ----------------- | ----------------------------------------------------------- | ----------------- | ---------------------------------------------------------------------------------------------- | --- |
| 1 febbraio 2025   | Via Cividale, 6 45°53′28.21″N 13°26′16.33″E                 |                   | QUI ABITAVA EGONE VALDEMARIN NATO 1920 ARRESTATO OTT. 1944 DEPORTATO AUSCHWITZ MORTO 23.3.1945 | Egone Valdemarin (Romans d'Isonzo, 21 maggio 1920 - Auschwitz, 23 marzo 1945), partigiano, figlio di Antonio e Anna Pellos, meccanico capo officina presso il Cantiere navale di Monfalcone, milita nella "Brigata partigiana Garibaldi-Trieste" fino all'arresto avvenuto nel corso di una manifestazione a Monfalcone e deportato nel Reich con destinazione Auschwitz. Dichiarato disperso dal 23 marzo 1945.                                                                        |
| 1 febbraio 2025   | Via Oberdan, 48 località Versa 45°54′00.67″N 13°24′59.46″E  |                   | QUI ABITAVA FAUSTO CUMIN NATO 1922 ARRESTATO 28.11.1944 DEPORTATO FLOSSENBÜRG MORTO 2.5.1945   | Fausto Cumin (Romans d'Isonzo località Versa, 25 gennaio 1922 - Waakirchen, 2 maggio 1945), arrestato il 28 novembre 1944 a Gorizia per attività sovversiva, è deportato nel Reich con destinazione Flossenbürg dove giunge il 21 dicembre. Classificato "Pol" – (Politisch), matricola 40137 è trasferito a gennaio a Gross-Rosen, quindi il 16 marzo è a Dachau. Liberato dagli americani muore il 2 maggio a Waakirchen. Riposa nel Cimitero militare italiano di Monaco di Baviera. |
| 1 febbraio 2025   | Via Lottieri, 6 località Fratta 45°54′29.34″N 13°26′17.82″E |                   | QUI ABITAVA ALDO CABAS NATO 1920 ARRESTATO 30.10.1944 DEPORTATO DACHAU ASSASSINATO 28.12.1944  | Aldo Cabas (Romans d'Isonzo località Fratta, 22 febbraio 1920 - Ohrdruf, 28 dicembre 1944), contadino, partigiano della "Brigata SAP Isonzo", all'arresto e la detenzione nel cacere di Gorizia segue la deportazione nel Reich con destinazione Dachau dove giunge il 18 novembre 1944. Trasferito poi a Buchenwald, classificato "Pol" – (Politisch), matricola 101535 ed infine è a Ohrdruf, dove muore il 28 dicembre 1944.                                                         |

### Ronchi dei Legionari
A Ronchi dei Legionari sono attualmente presenti 38 pietre d'inciampo, posate tra il 2019 e il 2025.
Ronchi dei Legionari, considerato uno degli epicentri della Resistenza italiana, città decorata con medaglia d’argento al valor militare per l’attività partigiana, durante la seconda guerra mondiale pagò un prezzo altissimo: nei lager nazisti arrivarono 158 deportati, 75 dei quali non fecero più ritorno. Già l’8 settembre 1943 si costituì la prima formazione partigiana: la Brigata Proletaria. Il 24 maggio 1944, la città è teatro di un feroce rastrellamento che coinvolse 68 persone. Alle 5 del mattino arrivarono le SS tedesche spalleggiate dai repubblichini italiani appartenenti alla famigerata "Banda Collotti", nota per la sua crudele repressione antipartigiana. Gli arrestati caricati sui camion diretti a Vermegliano, verso il centro e nella zona della "Casette" e imprigionati poi nel carcere del Coroneo, a Trieste, quindi il 31 maggio 1944 deportati nel Reich. In totale 158 persone deportate dalla cittadina che contava allora 8.000 abitanti: 75 di esse non torneranno più.
Nel maggio 2014, una lapide commemorativa è stata collocata dall'amministrazione comunale, in collaborazione con ANPI e ANED alla presenza di due sopravvissuti dei lager.
| Pietra d'inciampo | Pietra d'inciampo                                                                                       | Pietra d'inciampo | Pietra d'inciampo                                                                                               | Note biografiche |
| Data di posa      | Luogo di posa                                                                                           | Stolpersteine     | Incisione | Note biografiche |
| ----------------- | --- | ----------------- | --- | --- |
| 28 gennaio 2019   | Via Dante Alighieri, 12 (di fronte alla chiesa di Maria Madre della Chiesa) 45°49′47.31″N 13°30′03.83″E |                   | QUI FU ARRESTATO DOMENICO CANDOTTO NATO 1886 ARRESTATO 24.5.1944 DEPORTATO DACHAU ASSASSINATO 23.11.1944        | Domenico Candotto (???, ??? 1886 - Dachau, 23 novembre 1944), sposa Maria Turolo. La coppia ebbe cinque figli. Massimo e Renzo, morti partigiani, Ida e Corinna deportate ad Auschwitz con la madre Maria. Il figlio minore Mario con il padre Domenico invece furono deportati al campo di concentramento di Dachau dove Domenico muore il 23 novembre 1944. I figli Mario, Ida e Corinna sopravvissero. |
| 28 gennaio 2019   | Via Dante Alighieri, 12 (di fronte alla chiesa di Maria Madre della Chiesa) 45°49′47.31″N 13°30′03.83″E |                   | QUI FU ARRESTATO ANGELO GREGORIN NATO 1883 ARRESTATO 24.5.1944 DEPORTATO DACHAU ASSASSINATO 15.9.1944           | Angelo Gregorin (???, ??? 1883 - Dachau, 15 settembre 1944) |
| 28 gennaio 2019   | Via Dante Alighieri, 12 (di fronte alla chiesa di Maria Madre della Chiesa) 45°49′47.31″N 13°30′03.83″E |                   | QUI FU ARRESTATO ORLANDO SERAFIN NATO 1921 ARRESTATO 24.5.1944 DEPORTATO BUCHENWALD ASSASSINATO                 | Orlando Serafin (???, ??? 1921 - Buchenwald, 24 maggio 1944), partigiano fratello di Ida Serafin; così come la sorella troverà la morte nel Lager. Il 27 gennaio 2012, al fratello Silvio è consegnata una medaglia d'onore in sua memoria, conferita con decreto del Presidente della repubblica. |
| 28 gennaio 2019   | Via Dante Alighieri, 12 (di fronte alla chiesa di Maria Madre della Chiesa) 45°49′47.31″N 13°30′03.83″E |                   | QUI FU ARRESTATA MARIA TUROLO NATA 1890 ARRESTATA 24.5.1944 DEPORTATA AUSCHWITZ ASSASSINATA                     | Maria Turolo (???, ??? 1890 - Auschwitz, ???), sposa Domenico Candotto dal quale avrà cinque figli. Mentre il marito e il figlio sono deportati al campo di concentramento di Dachau, Maria, con le figlie Ida e Corinna, è deportata ad Auschwitz e assassinata come il marito; le figlie ed il figlio Mario sopravvissero. |
| 28 gennaio 2019   | Piazza Santo Stefano davanti all'antica chiesa 45°50′08.26″N 13°30′40.07″E                              |                   | QUI FU ARRESTATO ANGELO MINIUSSI NATO 1914 ARRESTATO 24.5.1944 DEPORTATO DACHAU ASSASSINATO 21.3.1945           | Angelo Miniussi (Fogliano, 6 dicembre 1914 - Dachau, 21 marzo 1945), figlio di Pino e Maria Saranz, una figlia. Arrestato a Vermegliano, deportato in Germania e detenuto al campo di concentramento di Dachau, a Allach, e Markirch. Assassinato il 21 marzo 1945. |
| 28 gennaio 2019   | Piazza Santo Stefano davanti all'antica chiesa 45°50′08.26″N 13°30′40.07″E                              |                   | QUI FU ARRESTATO GINO ZONTA NATO 1929 ARRESTATO 24.5.1944 DEPORTATO DACHAU MORTO 12.5.1945                      | Gino Zonta (???, ??? 1929 - Dachau, 12 maggio 1945), arrestato con il padre Lodovico Zonta, deportati entrambi nel Reich: Gino destinato al campo di campo di concentramento di Dachau dove muore il 12 maggio 1945, il padre destinato a Flossenbürg. |
| 28 gennaio 2019   | Piazza Santo Stefano davanti all'antica chiesa 45°50′08.26″N 13°30′40.07″E                              |                   | QUI FU ARRESTATO LODOVICO ZONTA NATO 1903 ARRESTATO 24.5.1944 DEPORTATO DACHAU ASSASSINATO 4.11.1944            | Lodovico Zonta (???, ??? 1903 - Dachau, 4 novembre 1944), padre di Gino Zonta e Paolino. Arrestato col figlio Gino, è deportato a Flossenbürg. Muore il 4 novembre 1944. Gino è ucciso a Dachau, Paolino sopravvisse. |
| 28 gennaio 2019   | Viale G.Garibaldi località Vermegliano 45°50′00.37″N 13°30′29.3″E                                       |                   | QUI ABITAVA ARCÙ TARDIVO NATO 1921 ARRESTATO 24.5.1944 DEPORTATO RISIERA DI SAN SABBA ASSASSINATO 28.6.1944     | Acrù Tardivo (???, ??? 1921 - Risiera di San Sabba, 28 giugno 1844), attivo nella Resistenza, due fratelli: Giacomo e Mario. Tutti e tre arrestati dai nazisti il 24 maggio del 1944, alle cinque del mattino, a seguito della delazione di due partigiani passati al nemico. Detenuto nel carcere Coroneo di Trieste. Insieme ai partigiani combattenti Angelo Cenedese e Oliviero De Bianchi è trasferito alla Risiera di San Sabba il 22 giugno 1944; uccisi lo stesso giorno, così come altri combattenti della Resistenza nel Litorale adriatico di origine italiano, sloveno oppure croato. Il fratello Mario, sopravvissuto, sarà presidente dell'ANED di Ronchi dei Legionari. Mario morì nel 2011, Giacomo nel 2016. |
| 28 gennaio 2019   | Via Brigata Modena, 2 45°49′57.9″N 13°30′27.23″E                                                        |                   | QUI ABITAVA GUGLIELMO TOMASIN NATO 1896 ARRESTATO 24.5.1944 DEPORTATO DACHAU MORTO 9.5.1945                     | Guglielmo Tomasin (???, ??? 1896 - Dachau, 9 maggio 1945), sposato, due figli: Valdi Tomasin e Maria Pia. Guglielmo e il figlio sono arrestati e deportati al campo di concentramento di Dachau. Entrambi assassinati nel campo. Maria Pia sopravvisse. |
| 28 gennaio 2019   | Via Brigata Modena, 2 45°49′57.9″N 13°30′27.23″E                                                        |                   | QUI ABITAVA VALDI TOMASIN NATO 1929 ARRESTATO 24.5.1944 DEPORTATO DACHAU MORTO 9.5.1945                         | Valdi Tomasin (???, ??? 1929 - Auschwitz, ???), arrestato e deportato nel Reich con il padre Guglielmo Tomasin, destinati al campo di concentramento di Dachau dove entrambi trovarono la morte. |
| 3 febbraio 2020   | Via Dante Alighieri, 12 (di fronte alla chiesa di Maria Madre della Chiesa) 45°49′47.31″N 13°30′03.83″E |                   | QUI ABITAVA GIOVANNI OLIVO NATO 1913 ARRESTATO 1944 DEPORTATO DACHAU MORTO 14.5.1945                            | Giovanni Olivo (Ronchi dei Legionari, ??? 1913 - Dachau, 14 maggio 1945), arrestato nel 1944, deportato a Dachau, Flossenbürg, infine assassinato a Dachau il 14 maggio 1945. |
| 3 febbraio 2020   | Via Dante Alighieri, 12 (di fronte alla chiesa di Maria Madre della Chiesa) 45°49′47.31″N 13°30′03.83″E |                   | QUI ABITAVA GIUSEPPE ZAMAR NATO 1906 ARRESTATO 24.5.1944 DEPORTATO DACHAU ASSASSINATO 15.2.1945                 | Giuseppe Zamar (Ronchi dei Legionari, ??? 1906 - Dachau, 15 febbraio 1945), arrestato nel maggio 1944, deportato a Dachau, trasferito a Natzweiler, Leonberg, infine assassinato a Dachau il 15 febbraio 1945. |
| 3 febbraio 2020   | Via Dante Alighieri, 12 (di fronte alla chiesa di Maria Madre della Chiesa) 45°49′47.31″N 13°30′03.83″E |                   | QUI ABITAVA ANTONIO FRANZI NATO 1911 ARRESTATO 24.5.1944 DEPORTATO DACHAU ASSASSINATO 28.1.1945                 | Antonio Franzi (Ronchi dei Legionari, ??? 1911 - Dachau, 28 gennaio 1945), arrestato nel maggio 1944, deportato a Dachau, trasferito a Allach, quindi Natzweiler, infine assassinato a Dachau il 28 gennaio 1945. |
| 3 febbraio 2020   | Via Dante Alighieri, 12 (di fronte alla chiesa di Maria Madre della Chiesa) 45°49′47.31″N 13°30′03.83″E |                   | QUI ABITAVA GIUSEPPE ZANET NATO 1919 ARRESTATO 24.5.1944 DEPORTATO DACHAU ASSASSINATO 15.2.1945                 | Giuseppe Zanet (Ronchi dei Legionari, ??? 1919 - Dachau, 15 febbraio 1945), arrestato nel maggio 1944, deportato a Dachau, trasferito a Allach, quindi Natzweiler, infine assassinato a Dachau il 15 febbraio 1945. |
| 3 febbraio 2020   | Via G.D'Annunzio, 15 45°49′37.51″N 13°30′10.9″E                                                         |                   | QUI ABITAVA ANGELO GHERGOLET NATO 1891 ARRESTATO 24.5.1944 DEPORTATO DACHAU ASSASSINATO 9.3.1945                | Angelo Ghergolet (Ronchi dei Legionari, ??? 1891 - Dachau, 9 marzo 1945), arrestato nel 1944, deportato a Dachau e qui assassinato il 9 marzo 1945. |
| 3 febbraio 2020   | Via XXIV Maggio 45°49′08″N 13°30′08.84″E                                                                |                   | QUI ABITAVA ANNAMARIA MAGNASSI NATA 1900 ARRESTATA 24.5.1944 DEPORTATA AUSCHWITZ ASSASSINATA 30.11.1945         | Annamaria Magnassi (Ronchi dei Legionari, ??? 1900 - Auschwitz, 30 novembre 1945), arrestata nel 1944, deportata ad Auschwitz e qui assassinata il 30 novembre 1944. |
| 3 febbraio 2020   | Via XXIV Maggio 45°49′08″N 13°30′08.84″E                                                                |                   | QUI ABITAVA EUFEMIA BRUMAT NATA 1903 ARRESTATA 24.5.1944 DEPORTATA AUSCHWITZ ASSASSINATA                        | Eufemia Brumat (Ronchi dei Legionari, ??? 1903 - Auschwitz, ???), arrestata nel 1944, deportata e assassinata ad Auschwitz. |
| 3 febbraio 2020   | Piazza Santo Stefano davanti all'antica chiesa 45°50′08.26″N 13°30′40.07″E                              |                   | QUI ABITAVA ARMANDO MATURO NATO 1908 ARRESTATO 24.5.1944 DEPORTATO DACHAU ASSASSINATO 8.2.1945                  | Armando Maturo (Ronchi dei Legionari, ??? 1891 - Dachau, 8 febbraio 1945), arrestato nel 1944, deportato a Dachau, quindi Allach e assassinato a Dachau l’8 febbraio 1945. |
| 24 maggio 2021    | Piazza Santo Stefano davanti all'antica chiesa 45°50′08.26″N 13°30′40.07″E                              |                   | QUI ABITAVA ATTILIO TOSOLIN NATO 1907 ARRESTATO 24.5.1944 DEPORTATO MAUTHAUSEN ASSASSINATO 31.3.1945            | Attilio Tosolin (Ronchi dei Legionari, ??? 1907 - Mauthausen, 31 marzo 1945) |
| 24 maggio 2021    | Piazza Santo Stefano davanti all'antica chiesa 45°50′08.26″N 13°30′40.07″E                              |                   | QUI ABITAVA FORTUNATO SORANZIO NATO 1905 ARRESTATO 24.5.1944 DEPORTATO DACHAU ASSASSINATO 24.2.1945             | Fortunato Soranzio (Ronchi dei Legionari, ??? 1905 - Dachau, 24 febbraio 1945) |
| 24 maggio 2021    | Via Dante Alighieri, 12 (di fronte alla chiesa di Maria Madre della Chiesa) 45°49′47.31″N 13°30′03.83″E |                   | QUI ABITAVA FRANCESCO MANAZZONI NATO 1891 ARRESTATO 24.5.1944 DEPORTATO DACHAU ASSASSINATO 16.4.1944            | Francesco Manazzoni (Ronchi dei Legionari, ??? 1891 - Dachau, 16 aprile 1944) |
| 24 maggio 2021    | |                   | QUI ABITAVA LUIGI QUINTO NATO 1907 ARRESTATO 24.5.1944 DEPORTATO MAUTHAUSEN ASSASSINATO                         | Luigi Quinto (Ronchi dei Legionari, ??? 1907 - Mauthausen, ???) |
| 24 maggio 2021    | |                   | QUI ABITAVA LEDI BEVILACQUA NATA 1922 ARRESTATA 24.5.1944 DEPORTATA AUSCHWITZ ASSASSINATA 28.2.1945             | Leda Bevilacqua (Ronchi dei Legionari, 10 settembre 1922 - Auschwitz, 28 febbraio 1945), nata nel rione di Vermegliano, fervente credente e attivista dell'Azione Cattolica, impiegata ai cantieri navali di Monfalcone. Arrestata il 24 maggio 1944 con lo zio e con tanti altri concittadini per sospetto collaborazionismo, avviata prima al carcere Coroneo a Trieste e poi ad Auschwitz dove giunge il 4 giugno. In un biglietto gettato dal treno che la deportava nel Reich, scrisse all’amica Iole Zanolla, presidente della Gioventù femminile: «Prima di partire ti mando questa mia. Spero ti arriverà. Parto per la Germania. Soffro tanto. Ma questa è la volontà di Dio. “Fiat”. Il corpo è sfinito: ma io con la preghiera riesco a portare il mio dolore. Il mio maggior tormento è quello di lasciare la nonna e di non poter ricevere Gesù: la mia unica forza. O Dio mio. Aiutami tu. Prega per me, Jole. E porta il saluto a tutte le socie». A metà agosto è avviata a Ravensbrück dove Muore il 28 febbraio 1945. |
| 24 maggio 2022    | Via Dante Alighieri, 12 (di fronte alla chiesa di Maria Madre della Chiesa) 45°49′47.31″N 13°30′03.83″E |                   | QUI ABITAVA ANGELO CENEDESE NATO 1925 ARRESTATO 24.5.1944 INTERNATO RISIERA SAN SABBA ASSASSINATO 21.9.1944     | Angelo Cenedese (Ronchi dei Legionari, ??? 1925 - Risiera di San Sabba, 21 settembre 1944) |
| 24 maggio 2022    | Via Dante Alighieri, 12 (di fronte alla chiesa di Maria Madre della Chiesa) 45°49′47.31″N 13°30′03.83″E |                   | QUI ABITAVA IDA SERAFIN NATA 1926 ARRESTATA 1.6.1944 DEPORTATA AUSCHWITZ ASSASSINATA 28.8.1944                  | Ida Serafin (???, 1926 - Auschwitz, 25 agosto 1944), sorella del partigiano Orlando Serafin. Come il fratello non fece ritorno dalla deportazione, precedendolo nella morte di un solo mese. |
| 24 maggio 2022    | Via delle Fornaci, 2 45°49′28.53″N 13°31′20.23″E                                                        |                   | QUI ABITAVA OLIVIERO DE BIANCHI NATO 1923 ARRESTATO 24.5.1944 INTERNATO RISIERA SAN SABBA ASSASSINATO 23.5.1944 | Oliviero De Bianchi (Ronchi dei Legionari, ??? 1923 - Risiera di San Sabba, 23 maggio 1944) |
| 24 maggio 2022    | Via delle Fornaci, 2 45°49′28.53″N 13°31′20.23″E                                                        |                   | QUI ABITAVA LUCIO TOLLOI NATO 1920 ARRESTATO 24.5.1944 DEPORTATO DACHAU ASSASSINATO 15.4.1945                   | Lucio Tolloi (Ronchi dei Legionari, ??? 1920 - Dachau, 15 aprile 1945) |
| 24 maggio 2022    | Piazza Santo Stefano davanti all'antica chiesa 45°50′08.26″N 13°30′40.07″E                              |                   | QUI ABITAVA ALDO GEPPERT NATO 1912 ARRESTATO GIUGNO 1944 DEPORTATO NATZWEILER-LEONBERG ASSASSINATO 30.3.1945    | Aldo Geppert (??? 1912 - Natzweiler-Leonberg, 23 maggio 1944), di origine milanese, arrivato nella Bisiacaria per fare il militare, a Redipuglia, incontra quella che sarebbe diventata la moglie, Maria Soranzio; trasferiti a Vermegliano poi, il 16 giugno del 1944, la deportazione. |
| 24 maggio 2023    | Via XXIV maggio, 36 45°49′11.78″N 13°30′01.66″E                                                         |                   | QUI ABITAVA LINO FURLAN NATO 1919 ARRESTATO 1944 DEPORTATO MAUTHAUSEN ASSASSINATO 18.3.1945                     | Lino Furlan (??? 1919 - Mauthausen, 18 marzo 1945), partigiano appartenente alla Brigata Garibaldi di Trieste deceduto nel lager di Mauthausen il 18 marzo 1945. |
| 24 maggio 2023    | Via Brigata Modena, 2 Vermegliano 45°49′57.9″N 13°30′27.23″E                                            |                   | QUI ABITAVA GUGLIELMO DEIURI NATO 1901 ARRESTATO 1944 DEPORTATO DACHAU ASSASSINATO 18.3.1945                    | Guglielmo Deiuri (??? 1901 - Dachau, 18 marzo 1945) |
| 24 maggio 2023    | Via del Capitello, 24 45°49′55.98″N 13°30′41.48″E                                                       |                   | QUI ABITAVA GIUSEPPE PACOR NATO 1921 ARRESTATO 1944 DEPORTATO MAUTHAUSEN ASSASSINATO 2.4.1945                   | Giuseppe Pacor (??? 1921 - Mauthausen, 2 aprile 1945) |
| 24 maggio 2023    | Via delle Fornaci, 4 45°49′23.93″N 13°31′30″E                                                           |                   | QUI ABITAVA BRUNO VIOLIN NATO 1919 ARRESTATO 1944 DEPORTATO DACHAU ASSASSINATO 19.5.1945                        | Bruno Violin (??? 1919 - Dachau, 19 maggio 1945) |
| 24 maggio 2023    | Via Dante Alighieri, 12 (di fronte alla chiesa di Maria Madre della Chiesa) 45°49′47.31″N 13°30′03.83″E |                   | QUI ABITAVA ATTILIO GAIARDO NATO 1922 ARRESTATO 1944 DEPORTATO BUCHENWALD ASSASSINATO 9.3.1945                  | Attilio Gaiardo (??? 1919 - Buchenwald, 9 marzo 1945) |
| 24 maggio 2025    | Via G.D'Annunzio, 15 45°49′37.51″N 13°30′10.9″E                                                         |                   | QUI ABITAVA FRANCO BRUNI NATO 1926 ARRESTATO 24.5.1944 DEPORTATO DACHAU MORTO 15.5.1945                         | Franco Bruni (Udine, 10 gennaio 1926 - Dachau, 15 maggio 1945), studente, partigiano, dopo l'armistizio dell'8 settembre 1943 si aggrega alla Brigata Proletaria partecipando alla Battaglia di Gorizia. Sfuggito al rastrellamento tedesco torna a casa e si unisce al gruppo dell’Intendenza Montes. Arrestato il 24 maggio 1944, è deportato ne Reich con destinazione Dachau, dove muore il 15 maggio 1945. |
| 24 maggio 2025    | Via della Santissima Trinità                                                                            |                   | QUI ABITAVA ROBERTO PELOS NATO 1925 ARRESTATO 1944 DEPORTATO MAUTHAUSEN ASSASSINATO                             | Roberto Pelos (??? 1925 - Mauthausen, ??? 1945), partigiano, montatore aeronautico, tra le fila della Brigata Proletaria partecipa alla Battaglia di Gorizia. Scampato all’accerchiamento, raggiunge il Battaglione Triestino. Arrestato è deportato ne Reich con destinazione Mauthausen. Non farà ritorno. |
| 24 maggio 2025    | Via San Lorenzo                                                                                         |                   | | Ilario Manià (???, 6 giugno 1869 - Bergen-Belsen, ???), arrestato a Trieste, deportato nel Reich con destinazione Dachau dove giunge il 30 gennaio 1944. Assassinato a Bergen-Belsen. |
| 24 maggio 2025    | Viale Garibaldi                                                                                         |                   | | Argo Tambarin (??? 1925 - Mauthausen, ???), studente, partigiano, dopo l'armistizio dell'8 settembre 1943 si aggrega alla Brigata Proletaria partecipando alla Battaglia di Gorizia. Arrestato è deportato nel Reich. Assassinato a Mauthausen. |
| 24 maggio 2025    | Via Berini                                                                                              |                   | | Renato Zanolla (Ronchi dei Legionari, 26 giugno 1921 - Mittelbau-Dora , aprile 1945), partigiano, dopo l'armistizio dell'8 settembre 1943 si aggrega alla Brigata Proletaria partecipando alla Battaglia di Gorizia. Arrestato è deportato nel Reich. Assassinato a Mittelbau-Dora nell'aprile 1945. |

### Sagrado
A Sagrado sono presenti 6 pietre d'inciampo, posate tra il 2022 e il 2023.
| Pietra d'inciampo | Pietra d'inciampo                                                       | Pietra d'inciampo | Pietra d'inciampo                                                                                       | Note biografiche                                                |
| Data di posa      | Luogo di posa                                                           | Stolpersteine     | Incisione                                                                                               | Note biografiche                                                |
| ----------------- | ----------------------------------------------------------------------- | ----------------- | --- | --------------------------------------------------------------- |
| 27 gennaio 2022   | Via Dante Alighieri, 19 davanti al Municipio 45°52′34.9″N 13°29′07.23″E |                   | QUI ABITAVA GIUSEPPE AZZAN NATO 1908 ARRESTATO 1944 DEPORTATO MAUTHAUSEN ASSASSINATO 3.11.1944          | Giuseppe Azzan (???, 1908 - Mauthausen, 3 novembre 1944)        |
| 27 gennaio 2022   | Via Dante Alighieri, 19 davanti al Municipio 45°52′34.9″N 13°29′07.23″E |                   | QUI ABITAVA MARIO BOZZI NATO 1923 ARRESTATO 1944 DEPORTATO DACHAU ASSASSINATO 3.4.1945                  | Mario Bozzi (???, 1923 - Dachau, 3 aprile 1945)                 |
| 27 gennaio 2022   | Via Dante Alighieri, 19 davanti al Municipio 45°52′34.9″N 13°29′07.23″E |                   | QUI ABITAVA UBALDA MOCCHIUT NATA 1909 ARRESTATA 1944 DEPORTATA BERGEN-BELSEN ASSASSINATA                | Ubalda Mocchiut (???, 8 novembre 1909 - Bergen-Belsen, ???)     |
| 27 gennaio 2022   | Via Dante Alighieri, 19 davanti al Municipio 45°52′34.9″N 13°29′07.23″E |                   | QUI ABITAVA VITTORIO POLENTARUTTI NATO 1920 ARRESTATO 1944 DEPORTATO FLOSSENBÜRG ASSASSINATO 12.4.1945  | Vittorio Polentarutti (???, 1920 - Flossenbürg, 12 aprile 1945) |
| 28 gennaio 2023   | Via Dante Alighieri, 64 45°52′30.46″N 13°29′04.81″E                     |                   | QUI ABITAVA DAVIDE ROSSIN NATO 1890 ARRESTATO 15.6.1944 DEPORTATO DACHAU ASSASSINATO 30.1.1945          | Davide Rossin (???, 1890 - Dachau, 30 gennaio 1945)             |
| 28 gennaio 2023   | Via Bersaglieri, 49 45°51′49.86″N 13°28′45.8″E                          |                   | QUI ABITAVA Giovanni Visintin NATO 1909 ARRESTATO 13.1.1945 DEPORTATO FLOSSENBÜRG ASSASSINATO 16.3.1944 | Giovanni Visintin (???, 1909 - Flossenbürg, 16 marzo 1944)      |

### Savogna d'Isonzo
Nel Comune di Savogna d'Isonzo sono presenti quattro pietre d'inciampo posate tra il 2022 e 2023.
| Pietra d'inciampo | Pietra d'inciampo                                                           | Pietra d'inciampo | Pietra d'inciampo                                                                          | Pietra d'inciampo                                                                    | Note biografiche |
| Data di posa      | Luogo di posa                                                               | Stolpersteine     | Incisione                                                                                  | Traduzione                                                                           | Note biografiche |
| ----------------- | --------------------------------------------------------------------------- | ----------------- | ------------------------------------------------------------------------------------------ | ------------------------------------------------------------------------------------ | --- |
| 26 gennaio 2022   | Via fratelli Rusjan, 34 Ulica bratov Rusjan, 34 45°53′59.18″N 13°36′30.56″E |                   | TUKAJ JE PREBIVAL JOŽEF FERFOLJA ROJ. 1901 DEPORTIRAN 1944 BUCHENWALD UMORJEN 25.2.1945    | QUI ABITAVA JOŽEF FERFOLJA NATO 1901 DEPORTATO 1944 BUCHENWALD ASSASSINATO 25.2.1945 | Jožef Ferfolja (???, 1901 - Buchenwald, 25 febbraio 1945), |
| 26 gennaio 2022   | Via Primo Maggio, 22a Prvomajska ulica, 22a 45°54′18.37″N 13°34′22.87″E     |                   | TUKAJ JE PREBIVAL PETER URŠIČ ROJ. 1904 DEPORTIRAN BUCHENWALD UMORJEN 7.2.1945             | QUI ABITAVA PETER URŠIČ NATO 1904 DEPORTATO BUCHENWALD ASSASSINATO 7.2.1945          | Peter Uršič (???, 1904 - Buchenwald, 7 febbraio 1945) |
| 26 gennaio 2023   | Savogna d'Isonzo                                                            |                   | TUKAJ JE PREBIVAL ALOJZ TOMSIČ ROJ. 1908 USTRELJEN 3.11.1944 RǏZARNA V TRSTU               | QUI ABITAVA ALOJZ TOMSIČ NATO 1908 FUCILATO 3.11.1944 RISIERA DI S.SABBA             | Alojz Tomsič (Merna, 1908 - Risiera di San Sabba, 3 novembre 1944), meccanico, partigiano, coniugato, due figli. Arrestato, detenuto al Coroneo di Trieste prima dell'internamento alla Risiera di San Sabba, dov'è torturato prima della fucilazione il 3 novembre 1944.                                                 |
| 26 gennaio 2023   | località Peci                                                               |                   | TUKAJ JE PREBIVAL PETER JUREN ROJ. 1905 DEPORTIRAN 1944 DACHAU UMORJEN 8.1.1945 BUCHENWALD | QUI ABITAVA PETER JUREN NATO 1905 DEPORTATO DACHAU ASSASSINATO 8.1.1945 BUCHENWALD   | Peter Juren (Merna, 1904 - Buchenwald, 8 gennaio 1945), nato nella frazione di Peci,contadino, partigiano, coniugato, quattro figli. Aarrestato Il 14 ottobre 1944 è carcerato a Gorizia e il 19 ottobre deportato nel Reich giungendo il 22 ottobre a Dachau. Trasferito a Buchenwald, muore nel campo l'8 gennaio 1945. |

### Turriaco
Turriaco accoglie tre pietre d'inciampo posate il 25 aprile 2021.
| Pietra d'inciampo | Pietra d'inciampo                                   | Pietra d'inciampo | Pietra d'inciampo                                                                                              | Note biografiche |
| Data di posa      | Luogo di posa                                       | Stolpersteine     | Incisione | Note biografiche |
| ----------------- | --------------------------------------------------- | ----------------- | --- | --- |
| 25 aprile 2021    | Via Dante Alighieri, 36 45°49′21.82″N 13°26′45.51″E |                   | QUI ABITAVA EMILIO TOMASELLA NATO 1900 ARRESTATO 23.5.1944 DEPORTATO DACHAU ASSASSINATO 12.2.1945              | Emilio Tomasella (???, 1900 - Dachau, 12 febbraio 1945), antifascista già dalla nascita del PNF, operaio dei Cantieri di Monfalcone, subisce la violenza delle squadracce di Mussolini, più volte arrestato, l'ultimo e definitivo il 23 maggio 1944. Deportato nel Reich con destinazione Dachau, classificato "Schutz" – (Schutzhäftlinge), assassinato il 12 febbraio 1945.. |
| 25 aprile 2021    | Viale Gramsci, 52 45°49′16.54″N 13°27′00.74″E       |                   | QUI ABITAVA GUERRINO PERCO NATO 1911 ARRESTATO 15.11.1944 DEPORTATO MAUTHAUSEN ASSASSINATO 24.1.1945 GUSEN     | Guerrino Perco (???, 1911 - Mauthausen, 24 gennaio 1945), antifascista, arrestato insieme a Faliero Martinuzzi ed entrambi deportati nel Reich con destinazione Mauthausen, classificato "Schutz" – (Schutzhäftlinge), Guerrino è assassinato il 24 gennaio 1945.. |
| 25 aprile 2021    | Piazza Libertà, 48 45°49′15.19″N 13°26′43.35″E      |                   | QUI ABITAVA FALIERO MARTINUZZI NATO 1910 ARRESTATO 15.11.1944 DEPORTATO MAUTHAUSEN ASSASSINATO 10.4.1945 GUSEN | Faliero Martinuzzi (???, 1910 - Mauthausen, 10 aprile 1945), antifascista, arrestato insieme a Guerrino Perco ed entrambi deportati nel Reich con destinazione Mauthausen, classificato "Schutz" – (Schutzhäftlinge),, Faliero è assassinato il 10 aprile 1945. |

## Provincia di Pordenone
In provincia di Pordenone sono state posate 89 pietre d'inciampo tra il 2020 e 2025.

### Azzano Decimo
| Pietra d'inciampo | Pietra d'inciampo                              | Pietra d'inciampo | Pietra d'inciampo                                                                                      | Note biografiche |
| Data di posa      | Luogo di posa                                  | Stolpersteine     | Incisione                                                                                              | Note biografiche |
| ----------------- | ---------------------------------------------- | ----------------- | --- | --- |
| 25 gennaio 2025   | Piazza Libertà 46 45°52′53.51″N 12°42′49.13″E  |                   | QUI ABITAVA LUDOVICO TRAVANI NATO 1923 DEPORTATO 1944 KNIN JUGOSLAVIA MORTO 9.10.1944                  | Lodovico Travani (Azzano Decimo, 13 ottobre 1923 - Knin, 9 ottobre 1944), figlio di Domenico Travani e Zaghis Silvia. Apparteneva al Battaglione Bersaglieri in Zara e, da soldato, risultava prigioniero dei tedeschi in località Knin, dove venne poi dichiarato morto il 9 ottobre 1944. |
| 27 gennaio 2025   | Via Enrico Toti 37 45°53′38.21″N 12°40′29.82″E |                   | QUI ABITAVA GINO LONGO NATO 1926 ARRESTATO 28.11.1944 DEPORTATO 8.12.1944 DACHAU ASSASSINATO 18.4.1945 | Gino Longo (Azzano Decimo, 23 novembre 1926 - Dachau 18 aprile 1945), figlio di Longo Giacomo e Andreuzza Domenica. All'età di diciotto anni, venne portato nel "campo di eliminazione" da civile ("non militare") e, dall'atto di morte, risulta deceduto "in seguito a esaurimento e sevizie" e "sepolto a salma esumata nel campo stesso".                                                                                          |
| 27 gennaio 2025   | Via Enrico Toti 37 45°53′38.21″N 12°40′29.82″E |                   | QUI ABITAVA GIUSEPPE SELLAN NATO 1908 INTERNATO SETT. 1943 LINTORF ASSASSINATO 28.3.1945 DUISBURG      | Giuseppe Sellan (Azzano Decimo, 20 aprile 1908 - Weidenburg, 28 marzo 1945), figlio di Sellan Luigi e Sam Emma. Fu un artista molto dotato, aveva frequentato una scuola d'arte e alcune delle sue opere si troverebbero anche nel santuario di Barbana. Dall'atto di morte, si legge che che morì "in seguito ad eventi bellici – bombardamento d'artiglieria". Le sue ossa riposano nella tomba di famiglia, nel cimitero di Tiezzo. |

### Budoia
A Budoia sono posate sette pietre d'inciampo, poste tra il 2021 e 2025.
| Pietra d'inciampo | Pietra d'inciampo                                                        | Pietra d'inciampo | Pietra d'inciampo                                                                                                   | Note biografiche |
| Data di posa      | Luogo di posa                                                            | Stolpersteine     | Incisione | Note biografiche |
| ----------------- | ------------------------------------------------------------------------ | ----------------- | --- | --- |
| 23 gennaio 2021   | Via Cialata 46°02′28″N 12°32′03.73″E                                     |                   | QUI ABITAVA ANGELO SANSON NATO 1924 DEPORTATO BUCHENWALD ASSASSINATO                                                | Angelo Sanson (Budoia, 13 gennaio 1924 - Sangerhausen, 27 dicembre 1944), figlio di Adriano e di Domenica Panizzut, operaio, antifascista. Arrestato a causa delle sue idee politiche è deportato nel Reich destinato al campo di Buchenwald, matricola 40093. Muore il 27 dicembre 1944 nel campo di Sangerhausen. |
| 28 gennaio 2022   | Via Rivetta, 49 Dardago di Budoia 46°03′19.49″N 12°32′22.01″E            |                   | QUI ABITAVA GINO BOCUS NATO 1925 ARRESTATO 15.11.1944 DEPORTATO 1944 DACHAU ASSASSINATO                             | Gino Bocus (Budoia, 29 luglio 1925 - ???), figlio di Angelo e Giuditta Zambon. Contadino, partigiano della divisione “Nino Nanetti”, è arrestato a Pordenone il 15 novembre 1944. Carcerato a Udine quindi deportato col treno n. 109 partito da Trieste l’8 dicembre 1944 con destinazione Dachau, ma di Gino non v'è traccia all'arrivo; tuttora è considerato disperso in Germania. |
| 28 gennaio 2022   | Via Tarabin, 37 Dardago di Budoia 46°03′19.21″N 12°31′59.72″E            |                   | QUI ABITAVA GUERRINO ZAMBON NATO 1916 ARRESTATO 12.9.1944 DEPORTATO 1944 DUISBURG ASSASSINATO 2.1.1945              | Guerrino Zambon (Dardago, 6 gennaio 1916 - Duisburg, 2 gennaio 1945), figlio di Girolamo e Andreanna Zambon, partigiano appartenente alla Divisione Nino Nanetti, è arrestato dalle SS a Pordenone il 12 settembre 1944. Carcerato a Pordenone, successivamente Udine, quindi il primo novembre deportato nel Reich destino campo di concentramento di Duisburg, sottocampo di Buchenwald. Da quel momento non si hanno più notizie di lui fino all’agosto del 1945, quando la Croce Rossa Italiana comunicò la sua morte alla famiglia. Guerrino Zambon muore il 2 gennaio 1945. Inizialmente sconosciuto il luogo di sepoltura, grazie alle ricerche della nipote, ora è seppellito al cimitero Militare Italiano d'Onore di Amburgo. |
| 28 gennaio 2023   | Via Dante Alighieri, 2 Santa Lucia di Budoia 46°01′59.75″N 12°31′57.49″E |                   | QUI ABITAVA BENVENUTO BUSETTI NATO 1913 DEPORTATO HEMER, ISERLOHN ASSASSINATO 10.3.1944                             | Benvenuto Busetti (Budoia, 19 dicembre 1913 - Iserlohn, 10 marzo 1944), nato a Santa Lucia di Budoia, arruolato nel 55º Reggimento Fanteria, divisione Marche, destinato al Fronte Balcanico, fatto prigioniero alla proclamazione dell'armistizio dell'8 settembre 1943, è internato nello “Stammlager VI C” e costretto ai lavori forzati in una miniera di carbone. Trasferito nello "Stalag VI A", a Hemer in Vestfalia muore il 10 marzo 1944. |
| 28 gennaio 2023   | Via Castello, 37 Dardago di Budoia 46°03′08.57″N 12°32′16.49″E           |                   | QUI ABITAVA SILVIO VETTOR NATO 1924 DEPORTATO WATENSTEDT ASSASSINATO 22.4.1945                                      | Silvio Vettor (Dardago, 23 maggio 1924 - Salzgitter, 22 aprile 1945), Catturato durante un rastrellamento, è deportato nel Reich destinato al campo di Salzgitter-Watenstedt, nella Bassa Sassonia e destinato al lavoro coatto. Muore il 22 aprile 1945 durante un bombardamento alleato. |
| 26 gennaio 2024   | Via Rivetta, 49 Dardago di Budoia 46°03′19.49″N 12°32′22.01″E            |                   | QUI ABITAVA GUIDO BOCUS NATO 1911 CATTURATO 10.9.1943 DEPORTATO PETRISBERG - TREVIRI ASSASSINATO 20.10.1944 BREBACH | Guido Bocus (Dardago, 19 novembre 1924 - Brebach, 20 ottobre 1944), figlio di Angelo e Santa Michelin, contadino, cugino di Gino Bocus. Caporal maggiore 74º Reggimento Fanteria, catturato nei giorni seguenti l'armistizio dell'8 settembre 1943 è deportato nel Reich destinato al lavoro coatto nello Stalag XII D a Petrisberg - Treviri. Muore il 20 ottobre 1944 durante un bombardamento alleato. Tumulato presso Neustadt an der Weinstraße, nel 2005 le sue spoglie sono riportate al paese natale. |
| 24 gennaio 2025   | Via Anzolet, 17 46°02′46.94″N 12°31′58.36″E                              |                   | QUI ABITAVA PARIGIO ERMINIO PUPPIN NATO 1912 DEPORTATO MAGDEBURG ASSASSINATO 25.7..1944                             | Parigio Erminio Puppin (Budoia, 5 febbraio 1912 - Magdeburgo, 25 luglio 1944), |

### Caneva
A Caneva sono state posate dieci pietre d'inciampo tra il 2021 e 2025.
| Pietra d'inciampo | Pietra d'inciampo                                                      | Pietra d'inciampo | Pietra d'inciampo | Note biografiche |
| Data di posa      | Luogo di posa                                                          | Stolpersteine     | Incisione | Note biografiche |
| ----------------- | ---------------------------------------------------------------------- | ----------------- | --- | --- |
| 21 gennaio 2021   | Via Longone, 2 località Longon Caneva 46°00′41.68″N 12°28′51.49″E      |                   | QUI ABITAVA EUGENIO ZAGHET NATO 1881 BRUCIATO VIVO 24.4.1945                                                                  | Eugenio Zaghet (Sarone di Caneva, 7 agosto 1881 - Sarone di Caneva, 24 aprile 1945), dal matrimonio con Caterina Polo nascono Mario e Norma. La mattina del 24 aprile, per rappresaglia a seguito degli scontri dei giorni precedenti con i partigiani che costano la vita a due tedeschi, i nazisti al comando di Alfred Dörnenburg, soprannominato “Foghin” per la sua tendenza a incendiare le case dei sospettati di complicità con i partigiani, fanno irruzione nell'isolata abitazione di Eugenio; con lui quella mattina ci sono la moglie, i nipoti Ermenegildo Zaghet, Enzo Carioti e la nuora Dosolina Manfè. La furia nazista si abbatte sulle loro vite: l'abitazione è data alle fiamme, nessuno degli abitanti ne esce vivo. |
| 21 gennaio 2021   | Via Longone, 2 località Longon Caneva 46°00′41.68″N 12°28′51.49″E      |                   | QUI ABITAVA CATERINA POLO NATA 188A BRUCIATA VIVA 24.4.1945                                                                   | Caterina Polo (Sarone di Caneva, 1884 - Sarone di Caneva, 24 aprile 1945), moglie di Eugenio Zaghet, condivide la tragica sorte del coniuge e familiari presenti nella casa la mattina del 24 aprile 1945 in cui si consuma la tragedia. |
| 21 gennaio 2021   | Via Longone, 2 località Longon Caneva 46°00′41.68″N 12°28′51.49″E      |                   | QUI ABITAVA ERMENEGILDO ZAGHET NATO 1944 BRUCIATO VIVO 24.4.1945                                                              | Ermenegildo Zaghet (Sarone di Caneva, 1944 - Sarone di Caneva, 24 aprile 1945), figlio di Mario e Dosolina Manfè, condivide la tragica sorte della madre e famigliari presenti nella casa la mattina del 24 aprile 1945 in cui si consuma la tragedia. |
| 21 gennaio 2021   | Via Longone, 2 località Longon Caneva 46°00′41.68″N 12°28′51.49″E      |                   | QUI ABITAVA DOSOLINA MANFE' NATA 1910 BRUCIATA VIVA 24.4.1945                                                                 | Dosolina Manfè (Sarone di Caneva, 2 settembre 1910 - Sarone di Caneva, 24 aprile 1945), moglie di Mario Zaghet, madre di Ermenegildo. Dopo aver convinto il marito a nascondersi, quella tragica mattina nella casa rimangono oltre a lei ed il figlio, i coniugi Zaghet con il nipote Enzo, con la convinzione che i soldati non avrebbero fatto nulla a due donne, un anziano e due bambini, ma la furia nazista non li risparmia. Alla violenta irruzione nella casa, tra scoppi di granate, raffiche di fucili automatici, bombe incendiarie, la casa con i cinque famigliari all'interno, è completamente divorata dalle fiamme. |
| 21 gennaio 2021   | Via Longone, 2 località Longon Caneva 46°00′41.68″N 12°28′51.49″E      |                   | QUI ABITAVA ENZO CARIOTI NATO 1943 BRUCIATO VIVO 24.4.1945                                                                    | Enzo Carioti (Sarone di Caneva, 2 settembre 1910 - Sarone di Caneva, 24 aprile 1945), figlio di Giovanni e Norma Zaghet. Si trova nella casa dei nonni la tragica mattina del rastrellamento nazista e ne subisce l'atroce violenta rappresaglia come i famigliari. |
| 27 gennaio 2024   | Via Dario Chiaradia, 8 Stevenà di Caneva 46°00′41.68″N 12°28′51.49″E   |                   | QUI ABITAVA CLELIA BIT NATA 1922 UCCISA IN RAPPRESAGLIA 6.3.1945 STEVENÀ DI CANEVA                                            | Clelia Bit (Stevenà di Caneva, 19 settembre 1922- Stevenà di Caneva, 6 marzo 1945), figlia di Antonio e Maria Croda, madre di una bimba, sorella di Vittorino Bit. La notte del 5 marzo e fino al mattino del 6 i tedeschi si rendono protagonisti di una feroce rappresaglia e sparatoria sulle abitazioni di Stevenà, in seguito allo scontro con i partigiani della sera precedente che costa la vita a due camerati. Clelia Bit, il fratellino Vittorino e la cugina Dina Croda si trovano, con altri famigliari, nella casa di Antonio colpita da un ordigno scagliato dai nazifascisti; sono le tre vittime innocenti della rabbiosa rappresaglia.                                                                                    |
| 27 gennaio 2024   | Via Dario Chiaradia, 8 Stevenà di Caneva 46°00′41.68″N 12°28′51.49″E   |                   | QUI ABITAVA VITTORIO BIT NATO 1940 UCCISO IN RAPPRESAGLIA 6.3.1945 STEVENÀ DI CANEVA                                          | Vittorio Bit (Stevenà di Caneva, 7 giugno 1940 - Stevenà di Caneva, 6 marzo 1945), figlio di Antonio e Maria Croda, fratello di Clelia Bit. È con la sorella e la cugina Dina Croda innocente vittima della furiosa rappresaglia dei nazifascisti della notte del 6 marzo 1945 sulla popolazione di Stevenà. |
| 27 gennaio 2024   | Via Dario Chiaradia, 8 Stevenà di Caneva 46°00′41.68″N 12°28′51.49″E   |                   | QUI ABITAVA DINA CRODA NATA 1932 UCCISA IN RAPPRESAGLIA 6.3.1945 STEVENÀ DI CANEVA                                            | Dina Croda (Stevenà di Caneva, ??? 1932 - Stevenà di Caneva, 6 marzo 1945), figlia Antonio e Giuseppina Della Pasqua. La famiglia è appena tornata dal Belgio a causa della guerra e si trova nella casa dei Bit la notte della rappresaglia nazifascista. Dina, con i cugini Clelia e Vittorino Bit rimane uccisa dallo scoppio della granata scagliata sulla casa. |
| 25 gennaio 2025   | Via Cansiglio, 4 località Sarone di Caneva 45°59′34.18″N 12°27′40.64″E |                   | QUI ABITAVA ANGELO ZOLDAN NATO 1924 ARRESTATO 12.10.1944 DEPORTATO 15.11.1944 DACHAU ASSASSINATO 7.4.1945                     | Angelo Zoldan (Sarone di Caneva, 12 agosto 1924 - Dachau, 7 aprile 1945) |
| 25 gennaio 2025   | Via Cansiglio, 4 località Sarone di Caneva 45°59′34.18″N 12°27′40.64″E |                   | QUI ABITAVA GIOVANNI DANELUZ NATO 1902 ARRESTATO 10.2.1944 DEPORTATO 1.6.1944 DACHAU, NATZWEILER ASSASSINATO 19.2.1945 DACHAU | Giovanni Daneluz (Sarone di Caneva, ??? 1902 - Dachau, 19 febbraio 1945) |

### Cordenons
| Pietra d'inciampo | Pietra d'inciampo                             | Pietra d'inciampo | Pietra d'inciampo | Note biografiche |
| Data di posa      | Luogo di posa                                 | Stolpersteine     | Incisione | Note biografiche |
| ----------------- | --------------------------------------------- | ----------------- | --- | --- |
| 30 gennaio 2025   | Via Rigolo, 1 45°59′23.8″N 12°42′34.4″E       |                   | QUI ABITAVA EZIO DE PIERO NATO 1919 ARRESTATO 30.6.1944 DEPORTATO 11.7.1944 BUCHENWALD ASSASSINATO 15.2.1945 FLOSSENBÜRG  | Ezio De Piero - (Cordenons, 13 settembre 1919 - Flossenbürg, 15 febbraio 1945), partigiano appartenente alle formazioni delle Brigate Osoppo. Arrestato è deportato nel Reich, destinato a Buchenwald dove giunge il 14 luglio 1944, quindi Flossenbürg, dove muore il 15 febbraio 1945. |
| 30 gennaio 2025   | Via Montello, 40 45°59′15.64″N 12°42′13.57″E  |                   | QUI ABITAVA VALENTINO DE PIERO NATO 1925 ARRESTATO 27.9.1944 DEPORTATO 31.10.1944 DACHAU ASSASSINATO 23.3.1945 NATZWEILER | Valentino De Piero - (Cordenons, 14febbraio 1925 -Natzweiler, 23 marzo 1945), partigiano della "Divisione Garibaldi". Arrestato è deportato nel Reich, destinato a Dachau dove giunge il 3 novembre 1944, quindi Natzweiler, dove muore il 23 marzo 1945.                                |
| 30 gennaio 2025   | Via Montello, 109 45°59′14.55″N 12°42′10.81″E |                   | QUI ABITAVA VANIGLIO RAMPOGNA NATO 1917 ARRESTATO 2.12.1944 DEPORTATO 8.12.1944 DACHAU MORTO 31.12.1944 LEONBERG          | Vaniglio Rampogna - (Cordenons, 3 settembre 1917 - Leonberg, 31 dicembre 1944), Arrestato è deportato nel Reich, destinato a Dachau dove giunge il 11 dicembre 1944, quindi trasferito a Leonberg, sottocampo di Natzweiler, dove muore il 31 dicembre 1944.>                            |
| 30 gennaio 2025   | Via Cervel, 3 45°59′10.74″N 12°42′11.94″E     |                   | QUI ABITAVA QUIRINO DOVILI VIVIAN NATO 1914 INTERNATO DANZICA MORTO 26.1.1945                                             | Quirino Dovilio Vivian - (Cordenons, 1914 - Danzica, 26 gennaio 1945), arruolato prima in Savoia Cavalleria, richiamato nei Cavalleggeri di Saluzzo. Catturato dopo l'armistizio dell'8 settembre 1943 e deportato nel Reich, internato a Danzica dove muore il 26 gennaio 1945.         |

### Fontanafredda
A Fontanafredda sono state posate tre pietre d'inciampo tra il 2023 e 2025.
| Pietra d'inciampo | Pietra d'inciampo                                          | Pietra d'inciampo | Pietra d'inciampo | Note biografiche |
| Data di posa      | Luogo di posa                                              | Stolpersteine     | Incisione | Note biografiche |
| ----------------- | ---------------------------------------------------------- | ----------------- | --- | --- |
| 28 gennaio 2023   | Via S.Pellico, 61 45°58′32.07″N 12°34′47.89″E              |                   | QUI ABITAVA LUIGI SFREDDO NATO 1911 DEPORTATO 1944 DACHAU ASSASSINATO 7.2.1945                                           | Luigi Sfreddo (Fontanafredda, 11 settembre 1911 - Dachau, 7 febbraio 1945), sarto a Villadolt di Fontanafredda, impossibilitato, causa poliomielite, all'attività partigiana, contribuisce alla resistenza sostenendo i partigiani con aiuti materiali e fornendo le informazioni ascoltate da Radio Londra. A seguito di una probabile delazione è arrestato nel corso del rastrellamento del 23 marzo 1944 seguente l'uccisione di alcuni soldati tedeschi. Incarcerato in un primo momento a Pordenone è deportato poi nel Reich destinato al campo di Dachau, internato quale oppositore politico. Muore il 7 febbraio del 1945. |
| 29 gennaio 2025   | Via Dante, 19 località Ranzano 45°59′50.38″N 12°32′11.56″E |                   | QUI ABITAVA ROMANO NADIN NATO 1908 ARRESTATO 17.2.1944 DEPORTATO 21.3.1944 DACHAU MORTO 28.5.1945                        | Romano Nadin (Fontanafredda, 2 luglio 1908 - Dachau, 28 maggio 1945) |
| 29 gennaio 2025   | Via G.Cardicci, 88 45°58′33.73″N 12°34′39.96″E             |                   | QUI ABITAVA DANIELE FARFOGLIA NATO 1914 ARRESTATO 12.2.1944 DEPORTATO 23.3.1944 DACHAU ASSASSINATO 22.10.1944 NEUENGAMME | Daniele Farfoglia |

### Maniago
A Maniago sono state posate 5 pietre d'inciampo tra il 2022 e 2024.
| Pietra d'inciampo | Pietra d'inciampo                                                | Pietra d'inciampo | Pietra d'inciampo                                                                                     | Note biografiche |
| Data di posa      | Luogo di posa                                                    | Stolpersteine     | Incisione                                                                                             | Note biografiche |
| ----------------- | ---------------------------------------------------------------- | ----------------- | --- | --- |
| 27 gennaio 2022   | Piazza Italia, 18 davanti al Municipio 46°10′15.6″N 12°42′29.6″E |                   | QUI FU ARRESTATO GIOVANNI PAGOTTO NATO 1906 TORTURATO DEPORTATO 1944 FLÖSSENBURG ASSASSINATO 9.3.1945 | Giovanni Pagotto (Vazzola, 1906 - Flossenbürg, 9 marzo 1945), mezzadro padre di otto figli, nonno di Tiziano e Antonio, segnalato a seguito di una delazione e accusato di aver ospitato nella sua casa una squadra partigiana è arrestato dai militi della X Mas, unità della RSI particolarmente impegnata contro la Resistenza partigiana. Giovanni è prima legato a un carro e picchiato nel cortile della sua abitazione, e poi portato, il giorno dopo, presso il comando nazifascista maniaghese, luogo di interrogatori, torture e infine della deportazione nel Raich destinazione lager di Flossenbürg, dove muore il 9 marzo 1945. |
| 27 gennaio 2022   | Piazza Italia, 18 davanti al Municipio 46°10′15.6″N 12°42′29.6″E |                   | QUI FU ARRESTATO ANTONIO PAGOTTO NATO 1927 TORTURATO DEPORTATO 1944 HERSBRUCK ASSASSINATO 19.3.1945   | Antonio Pagotto (Maniago, 1906 - Hersbruck, 19 marzo 1945), nipote di Giovanni Pagotto ne condivide la tragica sorte con Tiziano fino alla deportazione nel Raich destinazione lager di Hersbruck, sottocampo di Flossenbürg, dove muore il 19 marzo 1945. |
| 27 gennaio 2022   | Piazza Italia, 18 davanti al Municipio 46°10′15.6″N 12°42′29.6″E |                   | QUI FU ARRESTATO TIZIANO PAGOTTO NATO 1925 TORTURATO DEPORTATO 1944 HERSBRUCK ASSASSINATO 16.3.1945   | Tiziano Pagotto (Maniago, 1944 - Hersbruck, 16 marzo 1945), nipote di Giovanni Pagotto, ne condivide la tragica sorte con Antonio fino alla deportazione nel Raich destinazione lager di Hersbruck, sottocampo di Flossenbürg, dove muore il 16 marzo 1945. |
| 26 gennaio 2024   | Piazza Italia, 18 davanti al Municipio 46°10′15.6″N 12°42′29.6″E |                   | QUI LAVORAVA ALBINO TOMÉ NATO 1924 DEPORTATO 1945 FLOSSENBÜRG THERESIENSTADT MORTO 31.5.1945          | Albino Tomè (Maniago, 8 gennaio 1924 -Theresienstadt, 31 maggio 1945), figlio unico, impiegato comunale dopo aver completato gli studi a Padova. Partigiano della "V Brigata Osoppo - Friuli", è arrestato a Maniago il 5 dicembre del 1944 dalle SS mentre rientra dal lavoro dopo l’orario di coprifuoco. È deportato l'11 gennaio 1945 a Flossenbürg, quindi Il 20 aprile trasferito al campo di concentramento Theresienstadt, dove muore il 31 maggio 1945. |
| 28 gennaio 2024   | Via S.Antonio, 1 Fratta di Maniago 46°10′43.07″N 12°43′22.86″E   |                   | QUI ABITAVA MARIO TOFFOLO NATO 1925 DEPORTATO 1945 FLOSSENBÜRG ASSASSINATO 29.1.1945 MAUTHAUSEN       | Mario Toffolo (Maniago, 26 maggio 1925 - Mauthausen, 29 gennaio 1945), insieme al fratello gemello Osvaldo, svolge il lavoro di contadino. Partigiano della "Brigata Garibaldi Sud Arzino", è arrestato a Maniago il 12.12.1944, trasferito alle carceri di Udine e in seguito deportato a Flossenbürg infine Mauthausen dove muore il 29 gennaio 1945. |

### Brugnera
| Pietra d'inciampo | Pietra d'inciampo                              | Pietra d'inciampo | Pietra d'inciampo | Note biografiche |
| Data di posa      | Luogo di posa                                  | Stolpersteine     | Incisione | Note biografiche |
| ----------------- | ---------------------------------------------- | ----------------- | --- | --- |
| 27 gennaio 2023   | Via Fossadelle, 14 45°53′28.98″N 12°33′02.18″E |                   | QUI ABITAVA GUIDO MARTIN NATO 1926 ARRESTATO 2.12.1944 DEPORTATO 1944 DACHAU LIBERATO                                                                                     | Guido Martin (Maron di Brugnera 12 maggio 1926 - Sacca Sessola (VE), 16 dicembre 1948), il 2 dicembre 1944 è arrestato nel corso di un rastrellamento organizzato per catturare esponenti della Resistenza locale. Deportato nel Reich pochi giorni dopo è internato nel campo di Dachau, quindi nel sottocampo di Lauingen, nel nord della Baviera. Riconcquista la libertà alla liberazione del campo il 29 aprile 1945, ma a causa della TBC contratta in prigionia, il 16 dicembre 1948 muore nel Sanatorio di Sacca Sessola a Venezia. |
| 27 gennaio 2024   |                                                |                   | QUI ABITAVA DON EUGENIO MARIN NATO 1901 ARRESTATO 17.12.1944 DEPORTATO 1945 DACHAU LIBERATO                                                                               | Eugenio Marin (Casiacco di Vito d'Asio, 11 ottobre 1901 - ???, ???), parroco di Brugnera, figlio di Agostino e Angelica De Nardo, primogenito di quattro fratelli. Eugenio entra in seminario vescovile; dal dicembre 1920 all'agosto 1922 presta servizio militare nel genio telegrafista; l’8 agosto 1926 è ordinato sacerdote, il 26 ottobre 1940 don Marin è parroco di Maron. Arrestato 12 dicembre 1944, deportato a Dachau, liberato.                                                                                                |
| 27 gennaio 2024   |                                                |                   | Pietro Polesello (??? 1919 - Altengrabow, 4 ottobre 1944), contadino, artigliere, deportato allo Stalag XI B Fallingbostel, assassinato il 4 ottobre 1944 ad Altengrabow. | |
| 27 gennaio 2024   | Via Mazzini, 28 45°53′53.45″N 12°32′54.25″E    |                   | QUI ABITAVA AMERIGO BIASOTTO NATO 1924 ARRESTATO 2.12.1944 DEPORTATO 8.12.1944 DACHAU ASSASSINATO 20.4.1944 NATZWEILER                                                    | Amerigo Biasotto (Brugnera 9 gennaio 1924 - Natzweiler, 20 aprile 1945) |

### Polcenigo
| Pietra d'inciampo | Pietra d'inciampo                                         | Pietra d'inciampo | Pietra d'inciampo                                                                         | Note biografiche |
| Data di posa      | Luogo di posa                                             | Stolpersteine     | Incisione                                                                                 | Note biografiche |
| ----------------- | --------------------------------------------------------- | ----------------- | ----------------------------------------------------------------------------------------- | --- |
| 20 gennaio 2021   | Via Maggiore, 4 località Coltura 46°02′00″N 12°29′23.73″E |                   | QUI ABITAVA GIOVANNA BACHARACH NATA 1879 ARRESTATA 2.4.1944 DEPORTATA DESTINO SCONOSCIUTO | Giovanna Bacharach (Bensheim, 22 novembre 1879 - ???, ???), di origini ebrea, vedova Weinberg, dal 1913 vive a Polcenigo nella frazione di Coltura. Segretaria per molti anni in una delle vetrerie più antiche di Venezia, benvoluta in paese per la sua disponibilità e generosità, è arrestata, su delazione tramite lettere anonime che la denunciano come simpatizzante comunista, prelevata in casa dai nazifascisti il 4 aprile 1944. Trasferita a Fossoli vi rimane, per via della sua lingua madre tedesca, fino allo sgombero del campo, quindi trasferita a Bolzano dove rimane fino al marzo del 1945, quando è deportata con l'ultimo dei tragici treni della morte verso Auschwitz. Ignota la sua sorte. |

### Porcia
A Porcia si trovano 4 pietre d'inciampo, collocate nel 2025.
| Pietra d'inciampo | Pietra d'inciampo                            | Pietra d'inciampo | Pietra d'inciampo | Note biografiche |
| Data di posa      | Luogo di posa                                | Stolpersteine     | Incisione | Note biografiche |
| ----------------- | -------------------------------------------- | ----------------- | --- | --- |
| 31 gennaio 2025   | Via Marconi 45°57′31.07″N 12°36′52.45″E      |                   | A PORCIA ABITAVA LUIGI REMIGI NATO 1903 PARTIGIANO IMPICCATO 25.11.1944                                                              | Luigi Remigi nacque a Porcia il 29 ottobre 1903. Entrò tra i partigiani, con il nome di battaglia Charlot, nella Quarta Divisione, Quindicesima Brigata. Il 25 novembre 1944, venne catturato insieme a quattro giovani. Ritenuto il capo dei partigiani arrestati quel giorno, Remigi venne impiccato sotto il portico dell'allora municipio di Porcia. La moglie, Elisabetta Basso, fu costretta ad assistere. Il corpo rimase esposto, come monito, per tre giorni.                                   |
| 31 gennaio 2025   | Via Marconi 45°57′31.07″N 12°36′52.45″E      |                   | QUI FU ARRESTATA ELISABETTA BASSO NATA 1910 DEPORTATA 1944 FLOSSENBÜRG LIBERATA                                                      | Elisabetta Basso, conosciuta anche come Lisetta, nacque a Porcia il 22 maggio 1910, da Arturo Basso e Olivia Presot. Il 25 novembre 1944, dopo essere stata costretta ad assistere all'impiccagione del marito, fu arrestata e condotta nella prigione di Pordenone, con il numero di matricola 2502. Il 6 dicembre fu trasferita nel carcere di Udine e il 19 dicembre venne deportata nel campo di lavoro di Regensburg. Qui si ammalò gravemente di una malattia polmonare della quale morì nel 1949. |
| 31 gennaio 2025   | Calle del Carbon 45°57′34.12″N 12°36′52.56″E |                   | QUI ABITAVA ANTONIO LUIGI PROSDOCIMO NATO 1924 ARRESTATO 9.12.1945 DEPORTATO 16.12.1944 FLOSSENBÜRG ASSASSINATO 21.3.1945            | Antonio Luigi Prosdocimo |
| 31 gennaio 2025   | Calle del Carbon 45°57′34.12″N 12°36′52.56″E |                   | QUI ABITAVA ERMENEGILDO DOMENICO PROSDOCIMO NATO 1927 ARRESTATO 3.12.1945 DEPORTATO 16.12.1944 FLOSSENBÜRG LIBERATO MORTO 10.10.1945 | Ermenegildo Domenico Prosdocimo |

### Pordenone
A Pordenone si trovano 29 pietre d'inciampo, collocate tra il 2020 e il 2025.
| Pietra d'inciampo | Pietra d'inciampo                                                                 | Pietra d'inciampo | Pietra d'inciampo | Note biografiche |
| Data di posa      | Luogo di posa                                                                     | Stolpersteine     | Incisione | Note biografiche |
| ----------------- | --------------------------------------------------------------------------------- | ----------------- | --- | --- |
| 18 gennaio 2020   | Viale Grigoletti, 5 45°57′46.42″N 12°39′09.57″E                                   |                   | QUI ABITAVA ESTELLA STEINDLER IN LUGINBUHL NATA 1875 ARRESTATA 4.4.1944 INTERNATA RISIERA DI SAN SABBA DESTINO SCONOSCIUTO       | Estella Stendler Luginbuh (Trieste, 2 febbraio 1875 - ???, ???), di famiglia ebrea, nel 1904 sposa Emilio Luginbuhl pastore protestante della comunità cittadina, due figli: Eros, preside del liceo di Spalato morto nel 1943 in seguito ad una rappresaglia e Sirio deportato in Germania, ma liberato e rientrato nel 1945. Inizialmente non interessati dalle leggi razziali fasciste, con la morte del marito Estella è arrestata a pochi giorni dal decesso del consorte. Nonostante l'età avanzata e le cattive condizioni di salute è internata nella Risiera di San Sabba e probabilmente destinata alla deportazione nel Reich, ma di Estella nulla più è dato di sapere. |
| 18 gennaio 2020   | Via del Fante, 15 45°57′52.09″N 12°39′01.93″E                                     |                   | QUI ABITAVA FELICE BET NATO 1928 PARTIGIANO ARRESTATO 7.1.1945 DEPORTATO MAUTHAUSEN DESTINO SCONOSCIUTO                          | Felice Bet (Pordenone, 16 novembre 1928 - ???, ???), partigiano, in seguito dell'armistizio dell'8 settembre 1943, a soli 15 anni, si propone di raggiungere gli alleati al sud italia, ma si ferma al fronte di Cassino. Rientrato a Pordenone si unisce ai partigiani delle formazioni garbaldine. È arrestato il 7 gennaio 1945 dai militi repubblichini e per 2 giorni torturato alle Casermette, prima della carcerazione e della deportazione come da sentenza del tribunale militare nazista, ma non ci sono notizie sulla sua sorte. |
| 18 gennaio 2020   | Via Bertossi, 9 45°57′34.5″N 12°39′33.81″E                                        |                   | QUI INSEGNAVA TERZO DRUSIN NATO 1913 PARTIGIANO ARRESTATO 2.12.1944 ASSASSINATO 17.12.1944                                       | Terzo Drusin (Manzano, 28 gennaio 1913 - ???, 17 dicembre 1944), partigiano, figlio di Antonio ed Eugenia Passans, famiglia di contadini. Superando significative difficoltà si laurea infine in pedagogia alla Cattolica di Milano entrando in contatto con i movimenti antifascisti. Nel 1943 si trasferisce a Pordenone per insegnare. Sposa Lea Domenis dalla quae avrà una figlia. Dopo l'armistizio dell'8 settembre 1943 entra nella Resistenza tra le file della Brigata Ippolito Nievo. Nel dicembre del 1944 è catturato dalle Brigate Nere e ripetutamente torturato nelle stanze della casa del fascio locale fino a provocarne la morte il 17 dicembre 1944. Conferito della Medaglia d'oro al valor militare alla memoria. |
| 18 gennaio 2020   | Via Niccolò Tommaseo, 8 45°57′28.1″N 12°39′49.7″E                                 |                   | QUI ABITAVA FRANCESCO FOLLENI GUGLIELMO NATO 1925 PARTIGIANO ARRESTATO 23.12.1944 DEPORTATO MAUTHAUSEN DESTINO SCONOSCIUTO       | Francesco Folleni Guglielmo (Favaro Veneto, 1925 - ???, ???), partigiano, studente di Legge a Bologna, dopo l'armistizio dell'8 settembre 1943 si unisce ai partigiani col nome di battaglia “Romolo”. Catturato dalle Brigate Nere, dopo qualche giorno nel carcere cittadino è deportato nel Reich con destinazione Mauthausen da dove scrive alcune lettere. Non si hanno altre sue notizie. |
| 18 gennaio 2020   | Piazza XX Settembre, 2 45°57′31.88″N 12°39′34.74″E                                |                   | QUI ABITAVA ATTILIO GALLINI NATO 1926 PARTIGIANO ARRESTATO DIC. 1944 DEPORTATO FLOSSENBÜRG, DACHAU LIBERATO MORTO 22.7.1945      | Attilio Gallini (Pordenone, 17 marzo 1926 - Pordenone, 22 luglio 1945), partigiano, figlio di Giuseppe e Nella Botos. Dopo l'armistizio dell'8 settembre 1943 si unisce agli uomini della "IV Divisione Osoppo-Friuli 15ª Brigata". Nel novembre 194 è arrestato il fratello sedicenne, Attilio allora si offre ai nazifascisti in cambio della liberazione del fratello, che ottiene, ma dovrà subire sevizie e torture al suo posto fino alla deportazione nel Reich con destinazione Flossenbürg. Sopravvive al Lager e alla liberazione del campo fa ritorno a Pordenone, ma il compromesso stato di salute ne determina la morte prematura il 22 luglio 1945. |
| 18 gennaio 2020   | Piazza XX Settembre, 2 45°57′31.88″N 12°39′34.74″E                                |                   | QUI ABITAVA FRANCO CARLO MARTELLI NATO 1910 PARTIGIANO ARRESTATO 25.11.1944 FUCILATO 27.11.1944                                  | Franco Carlo Martelli (Catania, 30 dicembre 1911 - Pordenone, 27 novembre 1944), , partigiano, ufficiale di carriera è trasferito nel 1937 al Reggimento Cavalleggeri di Saluzzo di stanza a Pordenone. Promosso capitano partecipa all'invasione della Jugoslavia nel 1941, guadagnandosi un riconoscimento al valor militare. Dopo l'armistizio dell'8 settembre 1943 si avvicina alla Resistenza assumendo il nome di battaglia “Ferrini” tra le file della “Ippolito Nievo”, formazione appartenente alla 4ª Divisione "Osoppo Friuli", diventandone poi nel 1944 il comandante. In seguito a delazione è arrestato il 25 novembre 1944, condotto alle Casermette, di via Molinari dove subisce ripetute torture e sevizie fino alla fucilazione, due giorni dopo l'arresto, per non aver collaborato con i nazifascisti, affrontata al grido di "Viva l'Italia libera". Insignito della Medaglia d'oro al valor militare alla memoria. |
| 18 gennaio 2020   | Corso Vittorio Emanuele II, 49 45°57′17.39″N 12°39′36.42″E                        |                   | QUI ABITAVA VIRGINIO MICHELUZ NATO 1905 PARTIGIANO ARRESTATO 22.11.1944 DEPORTATO FLOSSENBÜRG, DACHAU LIBERATO MORTO GIUGNO 1945 | Virginio Micheluz (Pordenone, 2 agosto 1905 - Dachau, giugno 1945), figlio di Pietro e Maria Rosa Zin, gestore della tabaccheria succeduto al padre, coniugato con Anna Elsa Maranese, tre figli. Accusato di collaborare con i partigiani è arrestato il 23 novembre 1944 dalle Brigate nere. Dal carcere di Udine è deportato nel Reich con destinazione Flossenbürg dove è internato il 21 dicembre, matricola n° 40242. Trasferito a Hersbruck quindi Dachau. Alla liberazione del campo è ricoverato nell'ospedale americano, dove muore nel giugno 1945. Riposa nel cimitero militare italiano di Monaco di Baviera. |
| 20 gennaio 2021   | Via Montereale, 24 all'ingresso Ospedale di Pordenone 45°58′05.14″N 12°39′09.96″E |                   | QUI LAVORAVA ANTO ZILLI NATO 1922 ARRESTATO 22.11.1944 ASSASSINATO 23.12.1944                                                    | Anto Zilli (Fontanafredda, 9 gennaio 1922 - Giais di Aviano, 23 dicembre 1944), partigiano, figlio dell'ingegner Guido e della baronessa austriaca Nelda Weigelsberg, studente di Medicina e Chirurgia al quinto anno presso l’Università degli Studi di Padova, risponde, come il compagno di facoltà Bruno Barzotto, alla sollecitazione dell'allora rettore antifascista Concetto Marchesi di attivarsi nella Resistenza al nazifascismo. Anto, assumendo il nome di Guido, entra nelle file della 5ª Brigata Osoppo occupandosi di curare i partigiani feriti. Intorno alla metà del dicembre 1944 sono arrestati e carcerati a Pordenone i familiari: il padre, lo zio Giorgio, la madre. Il 23 dicembre Anto, dopo giorni di sevizie, perde la vita fucilato da un plotone di SS al comando del famigerato tenente medico Alfred Dörnenburg presso Giais di Aviano insieme ad altri tre partigiani. Non del tutto chiare le cause dell'esecuzione conseguente il suo arresto, se in conseguenza di una delazione, o al tentativo di Anto di trattare la liberazione dei familiari, oppure incappato in un'imboscata dei nazisti. Nel 1947 è proclamato "Dottore in Medicina e Chirurgia" honoris causa. |
| 20 gennaio 2021   | Via Montereale, 24 all'ingresso Ospedale di Pordenone 45°58′05.14″N 12°39′09.96″E |                   | QUI LAVORAVA BRUNO BARZOTTO NATO 1922 ARRESTATO 3.11.1944 DEPORTATO DACHAU LIBERATO MORTO 18.9.1947                              | Bruno Barzotto (Pasiano, 15 luglio 1822 - Pordenone, 18 settembre 1947), figlio di Francesco anch'egli vittima della follia nazista. Bruno è studente di Medicina e Chirurgia al quinto anno presso l’Università degli Studi di Padova, risponde, come il compagno di facoltà Anto Zilli, alla sollecitazione dell'allora rettore antifascista Concetto Marchesi di attivarsi nella Resistenza al nazifascismo. Col nome di battaglia Brenne abbraccia la causa resistenziale, prodigandosi nell'assistenza ai partigiani feriti, dall'interno dell'ospedale cittadino. Grazie ad un sotterfugio i fascisti fingendosi partigiani bisognosi di cure risalgono alla sua identità ed attività clandestina e procedono ad arrestarlo e recluderlo alle Casermette, di via Molinari dove subisce ripetute torture e sevizie prima della deportazione nel Reich destinato a Dachau. Alla liberazione del campo rientra a Pordenone, ma la tubercolosi contratta in internamento ne causa la prematura morte il 18 settembre 1947. Alla sua morte è proclamato "Dottore in Medicina e Chirurgia" honoris causa. |
| 24 gennaio 2022   | Via General Cantore, 28 45°58′06.22″N 12°40′36.44″E                               |                   | QUI ABITAVA ANTONIO PILAT NATO 1898 INTERNATO KAUFERING (GERMANIA) ASSASSINATO 20.3.1945                                         | Antonio Pilat (Pordenone, 20 maggio 1898 - Kaufering, 20 marzo 1945), manovale, calzolaio, figlio di Luigi e di Anna Bresin, coniugato con Isolina Sartor, cinque figli tra i quali Romeo che condividerà la tragica sorte del genitore. Già partecipe della Grande Guerra tra i Bersaglieri è arruolato anche per la seconda mobilitazione. Arrestato nel 1944, detenuto a Udine prima della deportazione nel Reich internato adibito al lavoro coatto presso Kaufering dove muore il 20 marzo 1945. |
| 24 gennaio 2022   | Via General Cantore, 28 45°58′06.22″N 12°40′36.44″E                               |                   | QUI ABITAVA ROMEO PILAT NATO 1926 INTERNATO KAUFERING (GERMANIA) ASSASSINATO 22.5.1945                                           | Romeo Pilat (Pordenone, 5 settembre 1926 - Kaufering, 22 maggio 1945), meccanico, secondogenito di Antonio Pilat e Isolina Sartor, condivide la tragica sorte del genitore. Arrestato, detenuto prima nelle carceri cittadine, quindi l'11 maggio 1944 trasferito a Tolmezzo prima della deportazione, il 25 settembre, al campo di lavoro di Kaufering dove muore il 22 maggio 1945 a tre mesi dell'assassinio del padre. |
| 24 gennaio 2022   | Via Scipio Slataper, 14 45°58′23.86″N 12°40′29.88″E                               |                   | QUI ABITAVA ARTURO BIASUTTI NATO 1905 INTERNATO WATENSTED-SALZGITTER ASSASSINATO 1.2.1945                                        | Arturo Biasutti (Pordenone, 19 ottobre 1905 - Salzgitter, 1º febbraio 1945), figlio di Luigi e di Maria Angela Furlan, coniugato con Regina Liut. Dopo l'armistizio dell'8 settembre 1943 è catturato e deportato nel Reich come lavoratore coatto ed internato nel campo di Watenstad-Salzgitter dove muore il 1º febbraio 1945. Riposa nel Cimitero militare italiano di Amburgo. |
| 24 gennaio 2022   | Via Piave, 13 45°58′09.35″N 12°40′19.78″E                                         |                   | QUI ABITAVA ANNIBALE TOFFOLO NATO 1912 INTERNATO TROISDORF ASSASSINATO 22.4.1945                                                 | Annibale Toffolo (Pordenone, 13 ottobre 1912 - Troisdorf, 22 aprile 1945), figlio di Sante e Antonia Pitton, nove tra fratelli e sorelle. Trentenne, nel 1942 per sfuggire la miseria emigra in Germania col fratello e trova lavoro come operaio. Dopo l'armistizio dell'8 settembre 1943 le condizioni cambiano e si trova internato come lavoratore coatto nel campo di Troisdorf. Fucilato il 22 aprile 1945. Riposa nel Cimitero militare italiano di Amburgo. |
| 24 gennaio 2022   | Via del Fante, 10 45°57′53.38″N 12°38′59.99″E                                     |                   | QUI ABITAVA LUIGI ANTONIO SANTAROSSA NATO 1895 DEPORTATO GERMANIA ASSASSINATO 2.8.1944 SERBIA>                                   | Luigi Antonio Santarossa (Pordenone, 6 agosto 1895 - Šabac, 2 agosto 1944), falegname, figlio di Pietro e di Vittoria Ardit, coniugato dal 1919 con Maria Mariuz. Arruolato, dopo l'armistizio dell'8 settembre 1943 si trova nella Serbia Centrale prigioniero nel campo di lavoro di Šabac, probabilmente uno dei milioni di lavoratori coatti che lavoravano per l'industria bellica del Reich (circa 1.200.000 di questi erano Italiani). Tale campo divenne poi un campo di concentramento in cui perirono non meno di 7.000 persone. Luigi Antonio muore il 2 agosto 1944. |
| 23 gennaio 2023   | Via Molinari, 27 45°57′46.71″N 12°39′37.92″E                                      |                   | QUI ABITAVA PRESILDO BOMBEN NATO 1918 DEPORTATO HINDENBURG ASSASSINATO 20.3.1945                                                 | Presildo Bomben (Pordenone, 16 ottobre 1918 - Hindenburg, 30 marzo 1945), figlio Antonio e Emilia Nocent, famiglia contadina di dieci figli tra fratelli e sorelle. Meccanico specializzato, arruolato come autiere, medaglia d'argento al valor militare. Catturato dopo l'armistizio dell'8 settembre 1943, internato nel campo di lavoro di Hindenburg. In seguito a incidente è ricoverato nell'infermeria del campo dove muore il 30 marzo 1945. |
| 23 gennaio 2023   | Corso Garibaldi, 55 45°57′40.07″N 12°39′21.19″E                                   |                   | QUI ABITAVA ANTEO PITTON NATO 1926 ARRESTATO 6.8.1944 DEPORTATO BUCHENWALD TEREZIN ASSASSINATO MAGGIO 1945                       | Anteo Pitton (Pordenone, 07 novembre 1926 - Terezin, 08 maggio 1945), figlio di Giorgio e Luigia Ceschin. È arrestato il 6 Novembre 1944, diciottenne, in casa mentre la famiglia è a tavola per la cena, ad opera dei nazisti coadiuvati dai militi della RSI e tradotto nel carcere di Gorizia, dove incontra altri due pordenonesi detenuti, Agostino Brieda e Dionisio Cancian con i quali condividerà il tragico destino della deportazione nel Reich, 15 novembre 1944 destinati al campo di Buchenwald come prigioniero politico, quindi trasferito a TerezinTerezin dove muore l’8 maggio 1945. |
| 23 gennaio 2023   | Via Roma, 4 45°57′24.21″N 12°39′42″E                                              |                   | QUI ABITAVA LUCIANO BUSETTO NATO 1923 DEPORTATO FÜLLEN ASSASSINATO 18.6.1944                                                     | Luciano Busetto (Pordenone, 31 luglio 1923 - Groß Fullen, 18 giugno 1944), figlio di Ernesto e Anita Bagnariol; arrestato in seguito all'armistizio dell'8 settembre 1943 è deportato nel Reich destinato al campo di Füllen,, dove muore il 18 giugno 1944. |
| 23 gennaio 2023   | Via Zara, 29 45°58′13.67″N 12°40′26.62″E                                          |                   | QUI ABITAVA DIONISIO CANCIAN NATO 1925 ARRESTATO 6.8.1944 DEPORTATO BUCHENWALD ASSASSINATO APR.1945                              | Dionisio Cancian (Torre di Pordenone, 4 giugno 1925 - Buchenwald, 23 aprile 1945), figlio di Giuseppe Luigi e Teresa Borean. Il 6 novembre 1944, diciannovenne, è arrestato dai tedeschi e fasscisti e tradotto al carcere di Gorizia dove conosce Agostino Brieda e Anteo Pitton, entrambi pordenovesi, che con lui condivideranno il suo tragico destino: la deportazione nel cmpo di Buchenwald immatricolato prigioniero politico, matricola 34825. Morte presunta durante il trasferimento a Terezin, 23 aprile 1945. |
| 23 gennaio 2023   | Via Baracca, 46 45°58′05.81″N 12°40′32.77″E                                       |                   | QUI ABITAVA ARTURO DE GERARD NATO 1919 DEPORTATO EISLEBEN ASSASSINATO 7.2.1944                                                   | Arturo De Gerard (Torre di Pordenone, 13 dicembre 1919 - Eisleben, 07 febbraio 1944), figlio di Bartolomeo e Antonia Dalla Nora, due fratelli, uno dei quali, Elio, subirà anch'esso la deportazione ma riuscirà a tornare. Arturo, di professione fornaio è arruolato nell'Artiglieria e inviato sul fronte iugoslavo, in Croazia. Dopo l'armistizio dell'8 settembre 1943 è catturato, arrestato e deportato nel Reich, internato nel Wilsleben Arbeitscommando 11/7, in Sassonia, dove muore il 7 febbraio 1944. |
| 23 gennaio 2024   | Via Stradelle, 44 45°58′29.03″N 12°40′32.36″E                                     |                   | QUI ABITAVA OLIVO REPOSI MUZZIN NATO 1925 DEPORTATO 1945 FLOSSENBÜRG GROSS-ROSEN ASSASSINATO 18.2.1945 DACHAU                    | Olivo Reposi Muzzin (Pordenone, 1925 - Dachau, 18 febbraio 1945) |
| 23 gennaio 2024   | Via Molinari,30 45°57′50.97″N 12°39′31.74″E                                       |                   | QUI ABITAVA ANTONIO ROSSI NATO 1925 ARRESTATO 14.11.1944 DEPORTATO FLOSSENBÜRG ASSASSINATO 23.2.1945                             | Antonio Lionello Rossi (Pordenone, 1925 - Flossenbürg, 23 febbraio 1945) |
| 23 gennaio 2024   | Vicolo Molinari, 8 45°57′48.94″N 12°39′34.53″E                                    |                   | QUI ABITAVA UMBERTO PERISSINOTTO NATO 1898 ARRESTATO 6.2.1945 DEPORTATO DACHAU ASSASSINATO 14.5.1945                             | Umberto Perissinotto (Pordenone, 1898 - Dachau, 14 maggio 1945) |
| 23 gennaio 2024   | Via Portogruaro, 3 45°56′54.25″N 12°40′12.33″E                                    |                   | QUI ABITAVA MARIO VENDRAME NATO 1925 DEPORTATO 1944 FLOSSENBÜRG ASSASSINATO 9.3.1945                                             | Mario Vendrame (???, 1925 - Flossenbürg, 9.3.1945) |
| 23 gennaio 2024   | Via San Gregorio Bassa, 17 45°56′21.13″N 12°39′13.32″E                            |                   | QUI ABITAVA RODOLFO MARCUZ NATO 1898 INTERNATO LINZ ASSASSINATO 18.4.1944                                                        | Alberto Valabrega (Pordenone, 1898 - Linz,18 aprile 1944) |
| 23 gennaio 2025   | Piazza della Motta, 4 45°57′21.94″N 12°39′42.43″E                                 |                   | QUI VIVEVA ALFREDO VENERUS NATO 1896 ARRESTATO 30.9.1944 DEPORTATO DACHAU, NEUENGAMMEN LIBERATO MORTO 23.6.1945 BASSUM           | Alfredo Venerus (Pordenone, 7 febbraio 1896 - Bassum, 23 giugno 1945), partigiano, docente all’accademia delle Belle arti di Venezia. Milita nella Resistenza tra le file delle formazioni della "Divisione Osoppo". Per liberare la moglie e il figlio arrestati, si consegna ed è incarcerato a Udine prima della deportazione nel Reich con destinazione Dachau, quindi Neuengamme. Viene liberato, ma muore, per le conseguenze dell'internamento, nell'ospedale di Bassum il 23 giugno 1945. |
| 23 gennaio 2025   | Via Santa Caterina, 1 45°57′35.15″N 12°39′45.49″E                                 |                   | | Giuseppe Iovine (Casagiove, 19 marzo 1902 - Limburg an der Lahn, 29 aprile 1944), militare catturato nei giorni immediatamente successivi all'armistizio dell'8 settembre 1943, deportato nel Reich, internato nello "Stalag XIIA" nei pressi di Limburg an der Lahn. Assassinato il 29 aprile 1944. |
| 23 gennaio 2025   | Via Dogana Vecchia, 1 45°57′09.85″N 12°38′58.5″E                                  |                   | | Attilio Furlan (Pordenone, 1912 - Flossenbürg, ???), partigiano nelle formazioni delle Brigate Osoppo, arrestato il 19 novembre 1944, deportato il 16 dicembre 1944 nel Reich con destinazione Flossenbürg. Deceduto in data ignota. |
| 23 gennaio 2025   | Via della Burida, 25 45°57′05.2″N 12°38′40.01″E                                   |                   | | Vittorio Cescut (???, 1920 - ???, ???) |
| 23 gennaio 2025   | Via Gere, 13 45°57′07.4″N 12°38′53.95″E                                           |                   | | Aldo Stella (Pordenone, 18 gennaio 1920 - ???, 16 gennaio 1945), soldato della marina militare, catturato sul fronte croato è deportato nel Reich nel settembre del 1943. Muore in internamento il 16 gennaio 1945. |

### Prata di Pordenone
| Pietra d'inciampo | Pietra d'inciampo                                           | Pietra d'inciampo | Pietra d'inciampo | Note biografiche |
| Data di posa      | Luogo di posa                                               | Stolpersteine     | Incisione | Note biografiche |
| ----------------- | ----------------------------------------------------------- | ----------------- | --- | --- |
| 25 gennaio 2023   | Via Cesare Battisti, 48 45°53′32″N 12°35′35.39″E            |                   | QUI ABITAVA ANGIOLINA GIUDITTA MORTARA NATA 1863 ARRESTATA 4.4.1944 INTERNATA RISIERA DI SAN SABBA DESTINO SCONOSCIUTO | Angiolina Giuditta Mortara (Viadana 20 ottobre 1863 - ???), ebrea, suocera del farmacista di Prata, che si pensa fosse il segretario del fascio locale, ma ciò nonostante, benché sorda e cieca, è arrestata a Prata, nella sua abitazione, il 4 aprile del 1944. L'anziana signora ebrea è prelevata dalle Camicie nere e caricata su un camion, davanti agli occhi increduli di alcuni passanti. Probabilmente non giunse a nessun campo di sterminio, pare, deceduta causa età e debolezza, nel giro di poche ore, a Maron di Brugnera, in qualche luogo adibito a caserma, ma si ipotizza anche potesse essere stata internata alla Risiera di San Sabba.           |
| 25 gennaio 2023   | Via Angelo Dino De Carli 45°53′58.44″N 12°36′04.74″E        |                   | QUI ABITAVA ANGELO DINO DE CARLI NATO 1915 PARTIGIANO FUCILATO 20.1.1944                                               | Angelo Dino De Carli (Budoia, 29 luglio 1925 - ???), partigiano della Divisione “Garibaldi Destra Tagliamento” (nome di battaglia “Ulisse”), partecipa a diverse azioni di guerriglia e di sabotaggio nella bassa pordenonese e nella Pedemontana, occupandosi del coordinamento fra i gruppi di pianura e quelli di montagna. La sera del 21 gennaio 1945, come era solito fare quando gli era possibile, è in visita alla madre; all'uscita, i fascisti e i tedeschi che lo attendevano appostati, avvisati da un delatore a conoscenza delle abitudini del giovane partigiano, con una raffica di mitra lo falciano sulla porta di casa.                             |
| 25 gennaio 2023   | Via Friuli, 99/1 Puia-villanova 45°52′40.62″N 12°34′09.74″E |                   | QUI ABITAVA FERRUCCIO GAVA NATO 1921 PARTIGIANO FUCILATO 14.1.1945                                                     | Ferruccio Gava (Prata di Pordenone, 3 novembre 1921 - Pordenone, 14 gennaio 1945), figlio di Domenico e Rosa Verardo, operaio, celibe, partigiano della Divisione “Garibaldi Destra Tagliamento” (nome di battaglia “Tigre”). È arrestato il 17 dicembre 1944 a Brugnera in seguito a un rastrellamento e recluso nel carcere di Pordenone. Subisce atroci e crudeli torture alla “Casermette” di Pordenone, sede dei fascisti delle Brigate Nere, ma non tradisce i compagni. È fucilato il 14 gennaio 1945 insieme agli altri otto giovani partigiani martiri per la libertà che subirono medesima sorte in quella che è ricordata come la "strage delle Casermette". |

### Sacile
A Sacile si trovano quattro pietre d'inciampo, posate tra il 2022 e 2024.
| Pietra d'inciampo | Pietra d'inciampo                                                    | Pietra d'inciampo | Pietra d'inciampo                                                                               | Note biografiche |
| Data di posa      | Luogo di posa                                                        | Stolpersteine     | Incisione                                                                                       | Note biografiche |
| ----------------- | -------------------------------------------------------------------- | ----------------- | ----------------------------------------------------------------------------------------------- | --- |
| 29 gennaio 2022   | Via Ettoreo, 4 45°57′22.03″N 12°30′02.98″E                           |                   | QUI FU ARRESTATO GINO COLTRO NATO 1908 IN RESISTENZA FUCILATO 29.10.1944                        | Gino Coltro |
| 29 gennaio 2022   | Via Ettoreo, 4 45°57′22.03″N 12°30′02.98″E                           |                   | QUI LAVORAVA MARCO MENEGHINI NATO 1887 ARRESTATO FUCILATO 16.4.1945                             | Marco Meneghini |
| 29 gennaio 2022   | Via martiri Sfriso 12/D, Stadio comunale 45°57′12.19″N 12°29′37.59″E |                   | QUI SI ALLENAVA ERMANNO SFRISO NATO 1923 CATTURATO ASSASSINATO 17.4.1945 S. GIOVANNI DI LIVENZA | Ermanno Sfriso |
| 30 gennaio 2024   | Via Bandida, 97 45°58′24.83″N 12°32′54.55″E                          |                   | QUI ABITAVA GENESIO SANTIN NATO 1909 DEPORTATO 1944 DACHAU ASSASSINATO 11.12.1944 NEUENGAMME    | Genesio Santin (Sacile, 15 maggio 1909 - Neuengamme, 11 dicembre 1944), contadino, partigiano, figlio di Gio Batta e di Luigia Biscontin, coniugato con Elisa Pizzinato. Partecipa alla Resistenza tra le file della 15ª Brigata Osoppo Friuli. Arrestato è deportato nel Reich, destinazione Dachau dove è immatricolato il 5 ottobre 1944 con il n° 112942. Trasferito a Neuengamme quindi al sottocampo di Ladelund dove muore l'11 novembre 1944. È sepolto in una delle nove fosse comuni ai margini del cimitero della cittadina di Ladelund.. |

### San Vito al Tagliamento
Il comune di San Vito al Tagliamento ospita dodici pietre d'inciampo, posate tra il 2024 e il 2025.
| Pietra d'inciampo | Pietra d'inciampo                                               | Pietra d'inciampo | Pietra d'inciampo                                                                                         | Note biografiche |
| Data di posa      | Luogo di posa                                                   | Stolpersteine     | Incisione                                                                                                 | Note biografiche |
| ----------------- | --------------------------------------------------------------- | ----------------- | --- | --- |
| 27 gennaio 2024   | Via della Ferrovia, 13 45°53′58.83″N 12°51′29.81″E              |                   | QUI ABITAVA ALESSANDRO "DIDO" FALCOMER PARTIGIANO NATO 1924 DEPORTATO BRUNSHAUSEN ASSASSINATO 4.4.1945    | Alessandro Falcomer (Sesto al Reghena, 19 giugno 1924 - Brunshausen, 4 aprile 1945), partigiano della "Divisione Garibaldi Dido" a seguito dell'arresto è deportato nel Reich con destinazione Dachau dove giunge il 5 ottobre 1944, quindi è a Buchenwald, a cui segue Bad Gandersheim ed infine Brunshausen dove muore il 4 aprile 1945. |
| 27 gennaio 2024   | Via Dogna, 8 45°55′32.9″N 12°53′00.55″E                         |                   | QUI ABITAVA LUIGI BAGAT PARTIGIANO NATO 1924 DEPORTATO NEUENGAMME ASSASSINATO 16.1.1945                   | Luigi Bagat (Saint-Martin-de-Valgalgues, 24 settembre 1924 - Sachsenhausen, 16 gennaio 1945), partigiano della "Divisione Garibaldi", arrestato a San Vito al Tagliamento, deportato nel Reich con destinazione Dachau dove giunge il 5 ottobre 1944. Trasferito a Neuengamme quindi Sachsenhausen, dove muore il 16 gennaio 1945. |
| 27 gennaio 2024   | Via Santa Sabina, 11 45°55′06.48″N 12°51′30.28″E                |                   | QUI ABITAVA ITALO MARTINIS NATO 1912 PARTIGIANO DEPORTATO BUCHENWALD ASSASSINATO 25.2.1945                | Italo Martinis (Morsano al Tagliamento, 5 agosto 1912 - Ohrdruf, 21 gennaio 1945), partigiano della "Divisione Osoppo", deportato nel Reich con destinazione Dachau dove giunge il 3.11.1944, trasferito a Buchenwald, quindi Ohrdruf, dove muore il 21 gennaio 1945. |
| 27 gennaio 2024   | Via Roma, 18 45°54′56.16″N 12°51′29.73″E                        |                   | QUI ABITAVA DANIELE ZANNIER NATO 1906 DEPORTATO MALCHOW MORTO 27.5.1945                                   | Daniele Zannier (San Vito al Tagliamento, 17 luglio 1906 - Malchow, 27 maggio 1945), deportato nel Reich con destinazione Dachau dove giunge il 18 febbraio 1944, trasferito a Natzweiler, quindi è a Mittelbau-Dora ed infine al sottocampo di Malchow, dove muore il 27 maggio 1945. |
| 27 gennaio 2024   | Via Anton Lazzaro Moro, 28 45°54′54.63″N 12°51′35.4″E           |                   | QUI ABITAVA EMILIO STUFFERI NATO 1891 DEPORTATO FLOSSENBÜRG ASSASSINATO 23.1.1945                         | Emilio Stufferi (San Vito al Tagliamento, 11 dicembre 1891 - Flossenbürg, 23 gennaio 1945), deportato nel Reich con destinazione Dachau dove giunge il 16 agosto 1944, trasferito poi a Flossenbürg, dove muore il 23 gennaio 1945. |
| 27 gennaio 2024   | Via Antonio Altan, 39 45°54′49.6″N 12°51′26.29″E                |                   | QUI ABITAVA BRUNO "TONI" SBRIZ PARTIGIANO NATO 1923 DEPORTATO MAUTHAUSEN ASSASSINATO 6.3.1945             | Bruno Sbriz (San Vito al Tagliamento, 17 settembre 1923 - Mauthausen, 6 marzo 1945), partigiano della Divisione Osoppo "Toni", deportato nel Reich con destinazione Mauthausen dove giunge il 7 febbraio 1945. Muore al campo il 6 marzo 1945. |
| 12 aprile 2025    | Via Provinciale, 14 località Gleris 45°53′43.02″N 12°52′20.59″E |                   | QUI ABITAVA GIUSEPPE DEL MEI "PANTERA" NATO 1924 PARTIGIANO ASSASSINATO 7.9.1944 SESTO AL REGHENA         | Giuseppe Del Mei (San Vito al Tagliamento, 1924 - Bagnarola di Sesto al Reghena, 7 settembre 1944), comandante partigiano delle Divisioni "Garibaldi Osoppo", insignito della Medaglia d'oro al valor militare alla memoria. |
| 12 aprile 2025    | Via Vittorio Veneto, 10 45°54′47.49″N 12°52′26.86″E             |                   | QUI ABITAVA FRANCESCO BERTO "DON" NATO 1915 PARTIGIANO ASSASSINATO 29.4.1945 SAN VITO AL TAGLIAMENTO      | Francesco Berto (???, 1915 - San Vito al Tagliamento, 29 aprile 1945), partigiano. |
| 12 aprile 2025    | Via Pasubio, 21 45°55′03.58″N 12°52′31.75″E                     |                   | QUI ABITAVA LINO TREVISAN "OTTOBRINO" NATO 1912 PARTIGIANO ASSASSINATO 22.12.1944 SAN VITO AL TAGLIAMENTO | Lino Trevisan (San Vito al Tagliamento, 1912 - San Vito al Tagliamento, 22 dicembre 1944), partigiano, figlio di Giuseppe e Teresa Portolan , inquadrato nella "Divisione Garibaldi Destra Tagliamento", il 22 dicembre 1944 Lino, nome di battaglia “Ottobrino” è ucciso da un milite tedesco mentre tenta di sfuggire all'arresto. I suoi compagni, per ricordarlo, gli intitolano la formazione partigiana nella quale militava. |
| 12 aprile 2025    | Viale Giacomo Matteotti, 5 45°55′11.13″N 12°52′00.46″E          |                   | QUI ABITAVA GIOVANNI NONIS NATO 1908 INTERNATO MILITARE DEPORTATO LONEN ASSASSINATO 9.2.1944              | Giovanni Nonis (San Vito al Tagliamento, 5 settembre 1908 - Lünen, 9 febbraio 1908), alpino, alla cattura segue l'internamento nello Stalag XII-A. Assassinato il 9 febbraio 1944. |
| 12 aprile 2025    | Via Savorgnano, 47 45°54′35.39″N 12°51′26.21″E                  |                   | QUI ABITAVA ARIO POLO "ZACCARIA" NATO 1897 PARTIGIANO ASSASSINATO 10.4.1945 SAN QUIRINO                   | Ario Polo (San Vito al Tagliamento, località Savorgnano 1912 - Roveredo in Piano, 10 aprile 1945), autotrasportatore, partigiano, nome di battaglia "zaccaria". immediatamente dopo la proclamazione dell'armistizio dell'8 settembre 1943 inizia a raccogliere le armi dei reduci della guerra che serviranno poi alle formazioni partigiane nelle quali entra ai primi di giugno del 1944 tra le fila della "Divisione Osoppo". Tra i fondatori del battaglione "Tagliamento", da cui origina la XIVª brigata "Martelli", si occupa principalmente della logistica delle formazioni e diventa riferimento per i giovani ardenti partigiani. Ferito in un incidente è ricoverato in ospedale, dal quale è prelevato con l'inganno da un ufficiale tedesco e finisce torturato e assassinato a colpi di martello e pugnalato. La salma è rinvenuta a Roveredo in Piano al ritirarsi dei tedeschi. |
| 12 aprile 2025    | Piazzale Taliano Linteris, 11 45°54′46.43″N 12°51′23.12″E       |                   | QUI ABITAVA ELIO GREGORIS "LEARCO" NATO 1921 PARTIGIANO ASSASSINATO 3.10.1944 SAN VITO AL TAGLIAMENTO     | Elio Gregoris (San Vito al Tagliamento, 1912 - San Vito al Tagliamento, 22 dicembre 1944), partigiano, nome di battaglia “Learco”, figlio di Angelo e Rosa Chiarotto. Inquadrato nella Brigata garibaldina “Anthos”, il 2 ottobre del 1944 è arrestato dalle SS mentre consegna armi ad alcuni partigiani. Portato alla sede del comando tedesco subisce interrogatori e torture fino all'impiccagione avvenuta il 10 ottobre 1944. Il suo corpo rimane esposto a monito dei passanti per alcuni giorni. |

## Provincia di Trieste
In provincia di Trieste dal 2018 al 2025 sono posate 179 pietre d'inciampo.

### Duino-Aurisina

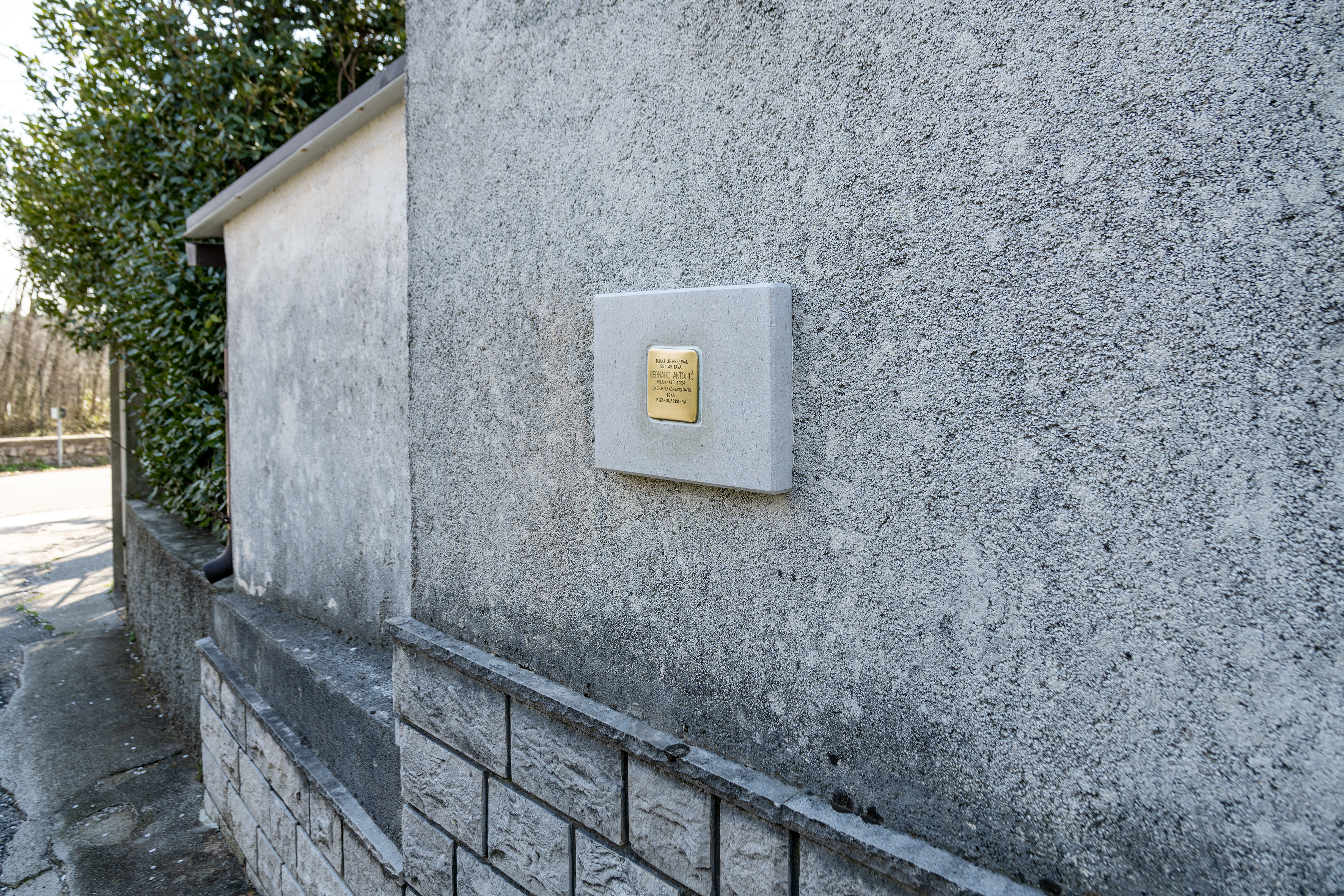
Una pietra d'inciampo a Malchina, collocata sul muro

La prime 13 pietre d'inciampo in Duino-Aurisina / Devin - Nabrežina sono state collocate il 27 gennaio 2023.
Alla commemorazione con il titolo Da ne gre nikoli v pozabo njihovo trpljenje ... / Per non dimenticare mai la loro sofferenza... hanno partecipato gli alunni della Scuola Media con lingua d'insegnamento slovena Igo Gruden ed Elementare con lingua d'insegnamento slovena Virgil Šček, i cori Fantje izpod Grmade e Fantovska skupina Devin Nabrežina. La manifestazione e la posa è stata organizzata da ANED, VZPI-ANPI Devin Nabrežina Duino Aurisina, le Comunelle di Medeazza/Medjevas, Duino/Devin, Visogliano/Vižovlje, Ceroglie/Cerovlje, Malchina/Mavhinje, Precenicco/Prečnik, Prepotto-Ternova/Praprot-Trnovca, Aurisina/Nabrežina, i circoli SŠKD Timava Medjevas Štivan, ŠKD Cerovlje Mavhinje, SKD Igo Gruden, ŠD Sokol, Godbeno društvo Nabrežina, Združenje staršev Nabrežina, Župnija Sv. Roka, SKD Vigred, Vaška skupnost Praprot e con il patrocinio del Comune.

| Pietra d'inciampo | Pietra d'inciampo                                                                                    | Pietra d'inciampo | Pietra d'inciampo | Note biografiche |
| Data di posa      | Luogo di posa                                                                                        | Stolpersteine     | Incisione | Note biografiche |
| ----------------- | --- | ----------------- | --- | --- |
| 27 gennaio 2023   | Medeazza / Medjevas 9 in piazza, davanti alla Madonnina 45.798044°N 13.605033°E                      |                   | V MEDJEVASI JE PREBIVAL A MEDEAZZA ABITAVA JOSIP FERFOLJA ROJ./NATO 1926 UMORJEN/ASSASSINATO 7.4.1945 RIŽARNA/RISIERA                          | Josip Ferfolja, nato il 18 aprile 1926, di Jožef e Matilda Furlan, di Medeazza 6. Dai documenti d'archivio del Comitato di liberazione di Aurisina risulta che dal 1943 aiutava dall'esterno il movimento partigiano. Nell'archivio di Albin Bubnič viene invece indicato che nel settembre 1943 entrò nelle file partigiane dove operò nell'ambito del terzo plotone d'artificieri del Carso. La prima delle due fonti riporta che la polizia tedesca lo arrestò a seguito di tradimento alla fine di gennaio 1945, mentre la sorella Lidija, al processo contro i crimini alla Risiera, nel 1976, testimoniò che i nazisti lo arrestarono nel giugno 1944 per poi inviarlo al carcere del Coroneo. Solamente a guerra conclusa la famiglia riuscì a sapere, tramite un conoscente e dalla Croce Rossa Italiana, che era perito al campo di San Sabba. Egli venne assassinato il 7 aprile 1945. |
| 27 gennaio 2023   | Sistiana / Sesljan 45a sul marciapiede davanti al negozio 45.771561°N 13.637346°E                    |                   | TUKAJ JE PREBIVAL QUI ABITAVA MAKSIMILIJAN GABROVEC ROJ./NATO 1906 PREGNAN/DEPORTATO 1944 DACHAU UMORJEN/ASSASSINATO 28.3.1945                 | Maksimilijan Gabrovec, nato a Sistiana il 7 gennaio 1906, di Jakob e Marija Ostrouška. Dai documenti del Comitato di liberazione di Aurisina si desume che sostenne attivamente in loco il movimento partigiano. Dopo l'arresto nel marzo 1944 venne portato a Dachau. Morì il 28 marzo 1945 per infiammazione dell'apparato digerente. Suo cugino Ivan Furlan, di Visogliano, scomparve alla Risiera. Il fratello Oskar venne parimenti rinchiuso in un lager e morì alcuni anni dopo la liberazione per le conseguenze della prigionia. |
| 27 gennaio 2023   | Visogliano / Vižovlje 9 presso il pozzo sulla strada principale 45.776212°N 13.64628°E               |                   | V VIŽOVLJAH JE PREBIVAL A VISOGLIANO ABITAVA IVAN FURLAN ROJ./NATO 1920 UMORJEN/ASSASSINATO 15.7.1944 RIŽARNA RISIERA                          | Ivan Furlan, nato il 24 febbraio 1920 a Visogliano, di Martin e Frančiška Gabrovec. Dai documenti dell'Archivio Bubnič traspare che entrò nelle file partigiane nell'ottobre 1943, operando in un gruppo di sabotaggio. Sua sorella Ema dichiarò per il Primorski dnevnik, nel marzo 1976, che Ivan venne catturato dai tedeschi il 18 giugno 1944 fra San Pelagio e Prepotto. A Trieste passò attraverso una vera e propria via crucis: le carceri del Coroneo, la sede delle SS a Piazza Oberdan e la Risiera. Quando la sorella cercò notizie su di lui a San Sabba le dissero che era in procinto di essere mandato in un campo di lavoro in Germania. Solamente dopo, attraverso conoscenti, seppe della morte nel campo di sterminio triestino. Egli morì il 15 luglio 1944. |
| 27 gennaio 2023   | Ceroglie / Cerovlje 30 a destra del portone, sul muro 45.788975°N 13.642221°E                        |                   | V CEROVLJAH JE PREBIVAL A CEROGLIE ABITAVA ANTON TERČON ROJ./NATO 1906 PREGNAN/DEPORTATO FLOSSENBÜRG UMORJEN/ASSASSINATO 1945                  | Anton Terčon, nato a Ceroglie il 9 ottobre 1906, di Jožef e Filomena Lupinc, sarto. Negli Anni Trenta diresse corsi per sarti nell'ambito della scuola complementare per apprendisti scalpellini di Aurisina. La nipote Lidija presume che durante la guerra abbia sostenuto dall'esterno il movimento partigiano. Dalla documentazione tedesca emerge che, dopo essere stato rinchiuso a Trieste, il 14 gennaio 1945 giunse a Flossenbürg. Dopo poco più di due settimane venne trasferito nel sottocampo di Hersbruck. La data di morte non è nota. Egli lasciò la moglie Marija Šemec con la quale, dopo il matrimonio nel 1929, creò famiglia. |
| 27 gennaio 2023   | Malchina / Mavhinje 50 a destra del portone, sul muro 45.783619°N 13.656488°E                        |                   | TUKAJ JE PREBIVAL QUI ABITAVA BERNARD ANTONIČ ROJ./NATO 1924 UMORJEN/ASSASSINATO 1945 RIŽARNA/RISIERA                                          | Bernard Antonič, di Malchina 50, nato il 20 maggio 1924 a San Pelagio (dove la famiglia visse prima di trasferirsi a Malchina), di Jožef e Antonija Peric. Egli lavorò al cantiere navale di Monfalcone. Dall'archivio Bubnič emerge che a seguito dell'Armistizio, nel settembre 1943, entrò nel distaccamento partigiano del Litorale meridionale e che il 29 dicembre 1944 venne catturato dai tedeschi. Un altro documento indica che apparteneva al plotone degli artificieri operante sul Carso. A seguito della cattura venne condotto a Trieste. Morì alla Risiera nell'aprile 1945; la data di morte non è nota in quanto varie fonti indicano diverse date. Al processo per i crimini in questo campo di sterminio, nel 1976, testimoniò come parte civile suo fratello Aleksander. |
| 27 gennaio 2023   | Precenico / Prečnik 5 sotto la targa commemorativa 45.775948°N 13.684644°E                           |                   | V PREČNIKU JE PREBIVALA A PRECENICO ABITAVA ROZAMILA LEGIŠA ROJ./NATA 1922 UMORJENA /ASSASSINATA 17.5.1944 RIŽARNA/RISIERA                     | Rozamila Legiša, di Precenico, dove nacque il 7 febbraio 1922, di Henrik e Felicita Adamič, cuoca nel porto di Trieste. Da un servizio pubblicato sul Primorski dnevnik in occasione dei 60 anni dalla nascita, viene riportato che nell'aprile 1944 si unì ai partigiani. Non molto tempo dopo venne catturata dalle SS per essere condotta a Trieste. Secondo la testimonianza della madre sarebbe stata rinchiusa al Coroneo e da lì trasferita alla Risiera. Roza riuscì persino a mandare alla madre una breve lettera attraverso canali segreti. Al processo contro i crimini alla Risiera, nel marzo 1976, Felicita Legiša dichiarò di aver chiesto notizie della figlia nello stesso campo di sterminio, rivolgendosi ad un sottufficiale tedesco: “Questi ritornò con la carta d'identità della mia Roza. Notai che ad essa era attaccato un fogliettino nero… Così seppi della morte di mia figlia.” Secondo i dati del giornalista e ricercatore Albin Bubnič, venne vista l'ultima volta il 17 maggio 1944. |
| 27 gennaio 2023   | Precenico / Prečnik 5 sotto la targa commemorativa 45.775948°N 13.684644°E                           |                   | V PREČNIKU JE PREBIVALA A PRECENICO ABITAVA FRIDERIKA GRUDEN ROJ./NATA 1918 UMORJENA/ASSASSINATA 10.3.1944 RAVENSBRÜCK                         | Friderika Gruden, nata il 18 dicembre 1918 a Precenico, di Alojz e Ivanka Šušteršič. Nel Libro dei deportati, vol. II, a cura di Brunello Mantelli e Nicola Tranfaglia, Mursia, 2011, è indicato che venne arrestata a Trieste, mentre nelle scarse fonti tedeschi che partì da Trieste verso la Germania il 16 gennaio 1945 con un trasporto ferroviario; nel numeroso gruppo di deportate vi era anche Marija Legiša di Sistiana. Diverse fonti riportano che morì a Ravensbrück il 10 marzo dello stesso anno. Nei lager tedeschi venne deportato anche il marito Valter, che sopravvisse, e il fratello Albert, che morì poco dopo di lei a St. Valentin, sottocampo di Mauthausen. |
| 27 gennaio 2023   | Ternova Piccola / Trnovca 4 sul muro a destra del portone 45.764445°N 13.706282°E                    |                   | V TRNOVCI JE PREBIVAL A TERNOVA ABITAVA AVGUST ŠKRK ROJ./NATO 1912 PREGNAN/DEPORTATO 1944 MAUTHAUSEN UMORJEN /ASSASSINATO 1945 GUSEN           | Avgust Škrk, Ternova 8, nato l'8 agosto 1912, di Dominik e Ana Buccaro, scalpellino. Durante la guerra sostenne il movimento partigiano attraverso un'attività in loco. Secondo la testimonianza del nipote Berto, i tedeschi lo prelevarono presso la trattoria Suban nel villaggio natale. Dai documenti della Croce Rossa Internazionale emerge che il 30 novembre 1944 giunse a Mauthausen; da lì venne trasferito nel sottocampo di Gusen dove morì l'ultimo anno di guerra. La data di morte non è del tutto certa: secondo le fonti tedesche sarebbe deceduto nel marzo o persino nel maggio1945. Portava il numero 111.575. |
| 27 gennaio 2023   | Ternova Piccola / Trnovca 4 sul muro a destra del portone 45.764445°N 13.706282°E                    |                   | V TRNOVCI JE PREBIVAL A TERNOVA ABITAVA IVAN PAVLINA ROJ./NATO 1888 PREGNAN/DEPORTATO 1944 DACHAU UMORJEN/ASSASSINATO 7.5.1944                 | Ivan Pavlina, nato a Precenico il 15 ottobre 1888, di Anton e Ana Antončič, agricoltore. A seguito del matrimonio con Karolina Škrk si trasferì a Ternova. Durante il periodo bellico aiutò dall'esterno le truppe partigiane; nel fienile di casa sistemò un bunker che diventò punto d'appoggio degli appartenenti al VOS partigiano. I documenti resistenziali indicano che il 19 ottobre 1943 venne arrestato dai tedeschi. In base a quanto riferito dal nipote Ivo, il motivo della cattura va attribuito al fatto che venne trovato in loco un berretto partigiano. Dopo aver subito torture al carcere del Coroneo venne mandato a Dachau nel gennaio 1944. Lì morì il 7 maggio 1944. Uno dei suoi figli cadde nelle cd. unità partigiane d'oltremare l'ultimo anno di guerra. |
| 27 gennaio 2023   | Prepotto / Praprot davanti al monumento dei caduti 45.764593°N 13.693225°E                           |                   | V PRAPROTU JE PREBIVAL A PREPOTTO ABITAVA IVAN KANTE ROJ./NATO 1889 UMORJEN/ASSASSINATO 11.1.1944 GUSEN                                        | Ivan Kante, nato a Prepotto il 3 gennaio 1889, di Ivan e Marija Peric, abitanti al numero civico 18; di professione era scalpellino, coniugato con Matilda Gergič di Brje. Nel volume Il libro dei deportati (a cura di B. Mantelli e N. Tranfaglia) viene indicato che venne arrestato nel comune di origine. Dalle poche fonti emerge che sia deceduto a Gusen, sottocampo di Mauthausen, il 10 gennaio 1944. Portava il numero 1.740. |
| 27 gennaio 2023   | Prepotto / Praprot davanti al monumento dei caduti 45.764593°N 13.693225°E                           |                   | V PRAPROTU JE PREBIVAL A PREPOTTO ABITAVA MAKSIMILIJAN BLAŽINA ROJ./NATO 1913 PREGNAN/DEPORTATO 1944 DACHAU UMORJEN/ASSASSINATO 14.3.1945      | Maksimilijan Blažina, nato a Visogliano il 15 ottobre 1913, di Emil e Viktorija Lozej. Dopo il matrimonio con Marija Gruden si stabilì a Prepotto. I documenti partigiani indicano che dal settembre 1943 operò come informatore. Nel 1944 venne arrestato dalla polizia tedesca e rinchiuso al Coroneo. Successivamente venne condotto a Dachau dove giunse l’11 dicembre 1944. Morì il 14 marzo 1945 per polmonite (secondo i documenti della Croce Rossa Internazionale). Attraverso l'inferno dei lager tedeschi (Ravensbrück e Buchenwald) passò anche sua sorella Dorina, classe 1923, che sopravvisse. |
| 27 gennaio 2023   | Aurisina / Nabrežina 106 sul marciapiede a sinistra dell'entrata della banca 45.750133°N 13.672544°E |                   | V NABREŽINI JE PREBIVAL AD AURISINA ABITAVA EDVARD KOJANEC ROJ./NATO 1929 PREGNAN/DEPORTATO 1944 SANGERHAUSEN UMORJEN/ASSASSINATO 18.11.1944   | Edvard Kojanec fu la più giovane vittima dei campi di concentramento del comune di Duino Aurisina. Non per caso nei documenti del lager viene indicato come “Schuler”. Edvard nacque ad Aurisina il 10 marzo 1929, lo stesso anno di Anna Frank (anche al momento della scomparsa i due avevano quasi la stessa età). La famiglia, in cui, oltre a lui, c'erano il padre Stanislav, la madre Marija Gruden, un fratello e una sorella, abitava ad Aurisina Stazione 77. Dai documenti del Comitato di liberazione di Aurisina risulta che nella primavera 1944 entrò nelle file partigiane e che durante un'offensiva a metà giugno di quell'anno venne catturato dai tedeschi; tuttavia, questo dato non è confermato. Nei documenti tedeschi emerge che nel luglio 1944 giunse a Buchenwald e che da lì venne trasferito a Mittelbau. Fece parte di un gruppo che costruiva edifici. Morì a Sangerhausen, sottocampo di Mittelbau, il 18 novembre 1944.                                                               |
| 27 gennaio 2023   | Aurisina / Nabrežina 106 sul marciapiede a sinistra dell'entrata della banca 45.750133°N 13.672544°E |                   | V NABREŽINI JE PREBIVAL AD AURISINA ABITAVA REMIGIO PITTORITTO ROJ./NATO 1925 PREGNAN/DEPORTATO 1944 NEUENGAMME UMORJEN ASSASSINATO 22.12.1944 | Remigio Pittoritto, nato il 31 dicembre 1925 a San Gottardo, oggi periferia di Udine, di Ettore e Maria Zucchiatti. Fu battezzato nella vicina chiesa del Santo Cuore. Di professione era carpentiere. Facendo parte di una famiglia di ferrovieri si trasferì spesso, da ultimo ad Aurisina. La famiglia era stabilita al casello fra Aurisina Stazione e Bristie. Nei documenti del Comitato di liberazione di Aurisina viene indicato che nel giugno 1944 si aggregò ai partigiani garibaldini. Venne catturato nei pressi di Attimis per essere poi mandato in Germania. Morì nel campo di Neuengamme presso Amburgo il 22 dicembre 1944 per polmonite. |

### Muggia
A Muggia sono presenti 4 pietre d'inciampo, tutte posate il 27 gennaio 2022.
| Pietra d'inciampo | Pietra d'inciampo                                   | Pietra d'inciampo | Pietra d'inciampo                                                                               | Note biografiche |
| Data di posa      | Luogo di posa                                       | Stolpersteine     | Incisione                                                                                       | Note biografiche |
| ----------------- | --------------------------------------------------- | ----------------- | ----------------------------------------------------------------------------------------------- | --- |
| 27 gennaio 2022   | Via Dante Alighieri, 1 45°36′13.97″N 13°46′06.87″E  |                   | QUI ABITAVA ALDO PETECH NATO 1924 DETENUTO RISIERA DI SAN SABBA ASSASSINATO 22.11.1944          | Aldo Petech (Muggia, 20 settembre 1924 - Risiera di San Sabba, 22 novembre 1944) |
| 27 gennaio 2022   | Via Dante Alighieri, 15 45°36′14.05″N 13°46′04.51″E |                   | QUI ABITAVA GIUSEPPE GABBIANO NATO 1925 DEPORTATO DACHAU ASSASSINATO 31.12.1944                 | Giuseppe Gabbiano (Muggia, 5 febbraio 1925 - Dachau, 31 dicembre 1944) |
| 27 gennaio 2022   | Via D’Annunzio, 7 45°36′14.05″N 13°46′04.51″E       |                   | QUI ABITAVA VITTORIO ROBBA NATO 1879 ARRESTATO 7.5.1944 DEPORTATO DACHAU ASSASSINATO 14.10.1944 | Vittorio Robba (Muggia, 16 agosto 1879 - Dachau, 14 ottobre 1944), genitore di Carlo Robba. Entrambi vittime della follia nazista: insieme arrestati e deportati, entrambi assassinati a Dachau a solo qualche giorno di distanza l'uno dall'altro. |
| 27 gennaio 2022   | Via D’Annunzio, 7 45°36′14.05″N 13°46′04.51″E       |                   | QUI ABITAVA CARLO ROBBA NATO 1918 ARRESTATO 7.5.1944 DEPORTATO DACHAU ASSASSINATO 22.9.1944     | Carlo Robba (Muggia, 11 agosto 1918 - Dachau, 22 settembre 1944), figlio di Vittorio Robba. Entrambi vittime della follia nazista: insieme arrestati e deportati, entrambi assassinati a Dachau a solo qualche giorno di distanza l'uno dall'altro. |

### San Dorligo della Valle
A San Dorligo della Valle fino ad ora sono state posate 3 pietre il 30 gennaio 2021 nella piazza di Bagnoli ed altre 2 pietre a Dolina, il 29 settembre 2024.
| Pietra d'inciampo | Pietra d'inciampo                                                                         | Pietra d'inciampo | Pietra d'inciampo | Pietra d'inciampo                                                                                    | Note biografiche        |
| Data di posa      | Luogo di posa                                                                             | Stolpersteine     | Incisione | Traduzione                                                                                           | Note biografiche        |
| ----------------- | ----------------------------------------------------------------------------------------- | ----------------- | --- | --- | ----------------------- |
| 30 gennaio 2021   | Bagnoli della Rosandra / Boljunec in piazza vicino alla fontanella 45.61474°N 13.859255°E |                   | TUKAJ JE PREBIVAL AVGUSTIN SANCIN ROJEN 1902 PREGNAN 28.05.1944 RIŽARNA UMORJEN 12.12.1944 MAUTHAUSEN                                            | QUI ABITAVA AVGUSTIN SANCIN NATO 1902 DEPORTATO 28.05.1944 RISIERA ASSASSINATO 12.12.1944 MAUTHAUSEN | Avgustin Sancin         |
| 30 gennaio 2021   | Bagnoli della Rosandra / Boljunec in piazza vicino alla fontanella 45.61474°N 13.859255°E |                   | TUKAJ JE PREBIVALA VIKTORIJA ŽERJAL SANCIN ROJENA 1919 PREGNANA 28.05.1944 UMORJENA 21.06.1944 RIŽARNA                                           | QUI ABITAVA VIKTORIJA ŽERJAL SANCIN NATA 1919 DEPORTATA 28.05.1944 ASSASSINATA 21.06.1944 RISIERA    | Viktorija Žerjal Sancin |
| 30 gennaio 2021   | Bagnoli della Rosandra / Boljunec in piazza vicino alla fontanella 45.61474°N 13.859255°E |                   | TUKAJ JE PREBIVALA MARIJA SLAVEC ROJENA 1912 PREGNANA 28.05.1944 UMORJENA 21.06.1944 RIŽARNA                                                     | QUI ABITAVA MARIJA SLAVEC NATA 1912 DEPORTATA 28.05.1944 ASSASSINATA 21.06.1944 RISIERA              | Marija Slavec           |
| 29 settembre 2024 | Dolina sopra la piazza, difronte al monumento ai caduti 45.600475°N 13.859366°E           |                   | V DOLINI JE PREBIVALA A SAN DORLIGO ABITAVA ALBINA PRAŠELJ JERCOG ROJ./NATA 1912 PREGNANA/DEPORTATA 1944 RIŽARNA UMORJENA/ASSASSINATA 30.11.1944 | | Albina Prašelj Jercog   |
| 29 settembre 2024 | Dolina sopra la piazza, difronte al monumento ai caduti 45.600475°N 13.859366°E           |                   | V DOLINI JE PREBIVALA A SAN DORLIGO ABITAVA SAVA SANCIN ROJ./NATA 1920 PREGNANA/DEPORTATA 1944 RIŽARNA UMORJENA/ASSASSINATA 22.6.1944            | | Sava Sancin             |

### Trieste
A Trieste sono presenti 157 pietre d'inciampo. La prima pietra d'inciampo venne collocata il 23 gennaio 2018.

## Provincia di Udine
In provincia di Udine sono posate 65 pietre d'inciampo tra il 2020 e il 2025.

### Buja
Il paese di Buja ospita sei pietre d'inciampo posate il 26 gennaio 2025.
| Pietra d'inciampo | Pietra d'inciampo                                                 | Pietra d'inciampo | Pietra d'inciampo | Note biografiche |
| Data di posa      | Luogo di posa                                                     | Stolpersteine     | Incisione | Note biografiche |
| ----------------- | ----------------------------------------------------------------- | ----------------- | --- | --- |
| 26 gennaio 2025   | Piazza Avilla davanti alla Chiesa 46°12′20.1″N 13°06′27.6″E       |                   | AD AVILLA ABITAVA ARMANDO TONINO NATO 1926 ARRESTATO 13.9.1944 DEPORTATO 1944 DACHAU,BUCHENWALD ASSASSINATO 1945 OHRDRUF             | Armando Tonino (Buja, 29 agosto 1926 - Ohrdruf , 1945), partigiano della Brigata Garibaldi "Anita Garibaldi", nome di battaglia "Bette", figlio di Ferdinando e Elisabetta Forte, operaio, celibe. Disperso a Buchenwald.                                       |
| 26 gennaio 2025   | Piazza Avilla davanti alla Chiesa 46°12′20.1″N 13°06′27.6″E       |                   | AD AVILLA ABITAVA LUIGI ONDEVIENI NATO 1893 ARRESTATO 20.1.1945 DEPORTATO MAUTHAUSEN ASSASSINATO 1945                                | Luigi Ondevieni (Buja, 7 febbraio 1893 - Mauthausen, 21 gennaio 1945), figlio di Luigi e Francesca Spizzo, commerciante, coniugato. |
| 26 gennaio 2025   | Piazza Avilla davanti alla Chiesa 46°12′20.1″N 13°06′27.6″E       |                   | AD AVILLA ABITAVA EUGENIO BALDASSI NATO 1911 DEPORTATO 1943 DACHAU DEPORTATO 1945 NATZWEILER,ENSINGEN ASSASSINATO 4.3.1945 VAIHINGEN | Eugenio Baldassi (Buja, 24 agosto 1911 - Natzweiler, 4 marzo 1945), partigiano delle Brigate Osoppo Friuli, operaio, figlio di Barnaba e Amalia Bulfone. Tumulato al campo nella fossa comune.                                                                  |
| 26 gennaio 2025   | Piazza Santo Stefano davanti Municipio 46°12′32.2″N 13°07′32.89″E |                   | AD AVILLA ABITAVA ASCANIO PAPINUTTI NATO 1893 ARRESTATO 4.12.1944 DEPORTATO 1944 BUCHENWALD ASSASSINATO 7.10.194S LENGESTEIN         | Ascanio Papinutti (Buja, 21 ottobre 1893 - Buchenwald, 7 ottobre 1944), partigiano delle Brigate Osoppo Friuli, Brg. "Savorgnan", nome di battaglia "Ascanio", figlio di Pietro e Clorinda Tessaro, coniugato, geometra.                                        |
| 26 gennaio 2025   | Piazza Santo Stefano davanti Municipio 46°12′32.2″N 13°07′32.89″E |                   | AD AVILLA ABITAVA FELICITA CALLIGARO NATA 1904 ARRESTATA 1944 DEPORTATA AUSCHWITZ ASSASSINATA 23.02.1945                             | Felicita Calligaro Pressacco (Buja, 5 giugno 1904 - Auschwitz, 23 febbraio 1945), partigiana delle Brigate Osoppo Friuli, figlia di Eugenio e Antonia Agostinis, vedova, insegnante. Assassinata ad Auschwitz il 23 febbraio 1945. Riposa nel cimitero di Buja. |
| 26 gennaio 2025   | Piazza Santo Stefano davanti Municipio 46°12′32.2″N 13°07′32.89″E | Gemma Calligaro   | | |

### Campoformido
| Pietra d'inciampo | Pietra d'inciampo                                                   | Pietra d'inciampo | Pietra d'inciampo | Note biografiche |
| Data di posa      | Luogo di posa                                                       | Stolpersteine     | Incisione | Note biografiche |
| ----------------- | ------------------------------------------------------------------- | ----------------- | --- | --- |
| 29 gennaio 2024   | Largo Municipio, 9 davanti al Municipio 46°01′11.08″N 13°09′36.39″E |                   | A CAMPOFORMIDO ABITAVA EUTIMIO PAGANI NATO 1892 ARRESTATO 1.11.1944 DEPORTATO 7.2.1945 MAUTHAUSEN ASSASSINATO 9.2.1945 AMSTETTEN | Eutimio Pagani (Lestizza, 2 ottobre 1892 - Amstetten, 9 febbraio 1945), coniugato con Anna Grion e padre di sette figli. È aresstato in casa il 1º novembre 1944 incarcerato a Udine prima della deportazione, il 7 febbraio 1945, nel Raich destinato a Mauthausen. Muore nel sottocampo di Amstetten il 9 febbraio 1945: il suo corpo non è stato recuperato. |

### Cervignano del Friuli
| Pietra d'inciampo | Pietra d'inciampo                                                                           | Pietra d'inciampo | Pietra d'inciampo | Note biografiche |
| Data di posa      | Luogo di posa                                                                               | Stolpersteine     | Incisione | Note biografiche |
| ----------------- | ------------------------------------------------------------------------------------------- | ----------------- | --- | --- |
| 27 gennaio 2024   | Via Roma, 66 45°49′22.35″N 13°20′18.2″E                                                     |                   | QUI ABITAVA ENNIO ONGARO NATO 1926 ARRESTATO 1944 DEPORTATO BUCHENWALD ASSASSINATO                                     | Ennio Ongaro (Cervignano del Friuli, 1926 - Buchenwald, ???), è prelevato davanti a casa nel settembre 1944 e trasferito a Gorizia prima della deportazione nel Raich con destinazione Buchenwald. Più nulla si saprà di lui. Morte presunta dichiarata nel 1950. |
| 27 gennaio 2024   | Via Gradisca ingresso Porta Cistigna località Torat, Strassoldo 45°51′42.28″N 13°19′26.83″E |                   | A STRASSOLDO ABITAVA GERALDO BULZICH NATO 1887 ARRESTATO 19.1.1944 DEPORTATO MAUTHAUSEN ASSASSINATO 8.12.1944          | Geraldo Bulzich (Jugoslavia, 1887 - Mauthausen, 8 dicembre 1944), padre di Girolamo, nato nell'ex Jugoslavia risiede in località Torat a Strassoldo. Con l'accusa di nascondere armi dei partigiani nella stalla della sua casa, è arrestato insieme al figlio il 19 gennaio 1944 dai nazisti che gli incendiano anche la casa. Dalle carceri di Trieste dove è incarcerato è deportato nel Raich destinato a Mauthausen dove trova la morte l'8 dicembre 1944. |
| 27 gennaio 2024   | Via Gradisca ingresso Porta Cistigna località Torat, Strassoldo 45°51′42.28″N 13°19′26.83″E |                   | A STRASSOLDO ABITAVA GIROLAMO BULZICH NATO 1910 ARRESTATO 19.1.1944 DEPORTATO MAUTHAUSEN ASSASSINATO 10.4.1944 EBENSEE | Girolamo Bulzich (Joannis, 1910 - Ebensee, 10 aprile 1944), figlio di Geraldo ne condivide la tragica sorte. All'arresto insieme al padre segue la deportazione nel campo di Mauthausen, quindi Ebensee dove muore il 10 aprile 1944. |

### Forni Avoltri
Il paese di Forni Avoltri ospita undici pietre d'inciampo posate il 5 maggio 2025 in memoria dei partigiani fornivesi assassinati nei Lager nazisti.
| Pietra d'inciampo | Pietra d'inciampo                                             | Pietra d'inciampo | Pietra d'inciampo | Note biografiche                                                                           |
| Data di posa      | Luogo di posa                                                 | Stolpersteine     | Incisione | Note biografiche                                                                           |
| ----------------- | ------------------------------------------------------------- | ----------------- | --- | ------------------------------------------------------------------------------------------ |
| 5 maggio 2025     | Corso Italia, 22 ingresso Municipio 46°35′04.7″N 12°46′42.5″E |                   | A FORNI AVOLTRI ABITAVA MARIO CANEVA NATO 1918 ARRESTATO 4.12.1944 DEPORTATO 1945 MAUTHAUSEN ASSASSINATO 6.3.1945 GUSEN             | Mario Caneva (Forni Avoltri, 17 marzo 1918 - Gusen, 6 marzo 1945), partigiano.             |
| 5 maggio 2025     | Corso Italia, 22 ingresso Municipio 46°35′04.7″N 12°46′42.5″E |                   | A FORNI AVOLTRI ABITAVA PRIMO ERSILIO DEL FABBRO NATO 1921 ARRESTATO 4.12.1944 DEPORTATO 1945 MAUTHAUSEN ASSASSINATO 2.4.1945 GUSEN | Primo Ersilio Del Fabbro (Forni Avoltri, 1921 - Gusen, 2 aprile 1945), partigiano.         |
| 5 maggio 2025     | Corso Italia, 22 ingresso Municipio 46°35′04.7″N 12°46′42.5″E |                   | A FORNI AVOLTRI ABITAVA TULLIO PALLOBER NATO 1927 ARRESTATO 4.12.1944 DEPORTATO 1945 MAUTHAUSEN ASSASSINATO 6.4.1945 GUSEN          | Tullio Pallober (Forni Avoltri, 22 ottobre 1927 - Gusen, 6 aprile 1945), partigiano.       |
| 5 maggio 2025     | Corso Italia, 22 ingresso Municipio 46°35′04.7″N 12°46′42.5″E |                   | A FORNI AVOLTRI ABITAVA GILDO ROMANIN NATO 1925 ARRESTATO 4.12.1944 DEPORTATO 1945 MAUTHAUSEN ASSASSINATO 28.3.1945 GUSEN           | Gildo Romanin (Forni Avoltri, 9 ottobre 1925 - Gusen, 28 marzo 1945), partigiano.          |
| 5 maggio 2025     | Corso Italia, 22 ingresso Municipio 46°35′04.7″N 12°46′42.5″E |                   | A FORNI AVOLTRI ABITAVA GUERRINO ROMANIN NATO 1923 ARRESTATO 3.12.1944 DEPORTATO 1945 MAUTHAUSEN ASSASSINATO 27.2.1945 GUSEN        | Guerrino Romanin (Forni Avoltri, 26 dicembre 1923 - Gusen, 27 febbraio 1945), partigiano.  |
| 5 maggio 2025     | Corso Italia, 22 ingresso Municipio 46°35′04.7″N 12°46′42.5″E |                   | A FORNI AVOLTRI ABITAVA GUIDO ROMANIN NATO 1921 ARRESTATO 1944 DEPORTATO MAUTHAUSEN ASSASSINATO 24.6.1944                           | Guido Romanin (Forni Avoltri, 1921 - Mauthausen, 24 marzo 1944), partigiano.               |
| 5 maggio 2025     | Corso Italia, 22 ingresso Municipio 46°35′04.7″N 12°46′42.5″E |                   | A FORNI AVOLTRI ABITAVA SILVIO ROMANIN NATO 1924 ARRESTATO 4.12.1944 DEPORTATO 1945 MAUTHAUSEN ASSASSINATO 20.3.1945 GUSEN          | Silvio Romanin (Forni Avoltri, 9 giugno 1924 - Gusen, 20 marzo 1945), partigiano.          |
| 5 maggio 2025     | Corso Italia, 22 ingresso Municipio 46°35′04.7″N 12°46′42.5″E |                   | A FORNI AVOLTRI ABITAVA SILVIO ROMANIN NATO 1926 ARRESTATO 4.12.1944 DEPORTATO 1945 MAUTHAUSEN ASSASSINATO 17.3.1945 GUSEN          | Silvio Romanin (Forni Avoltri, 17 settembre 1926 - Gusen, 17 marzo 1945), partigiano.      |
| 5 maggio 2025     | Corso Italia, 22 ingresso Municipio 46°35′04.7″N 12°46′42.5″E |                   | A FORNI AVOLTRI ABITAVA MARIO SOTO CORONA NATO 1921 ARRESTATO 4.12.1944 DEPORTATO 1945 MAUTHAUSEN ASSASSINATO 5.5.1945              | Mario Sotto Corona (Forni Avoltri, 19 marzo 1921 - Mauthausen, 5 maggio 1945), partigiano. |
| 5 maggio 2025     | Corso Italia, 22 ingresso Municipio 46°35′04.7″N 12°46′42.5″E |                   | A FORNI AVOLTRI ABITAVA AMEDEO TAMUSSIN NATO 1925 ARRESTATO 4.12.1944 DEPORTATO 1945 MAUTHAUSEN ASSASSINATO 30.3.1945 SANT AEGYD    | Amedeo Tamussin (Forni Avoltri, 24 agosto 1925 - Sankt Aegyd, 30 marzo 1945), partigiano.  |
| 5 maggio 2025     | Corso Italia, 22 ingresso Municipio 46°35′04.7″N 12°46′42.5″E |                   | A FORNI AVOLTRI ABITAVA MARIO CANEVA NATO 1918 ARRESTATO 4.12.1944 DEPORTATO 1945 MAUTHAUSEN ASSASSINATO 6.3.1945 GUSEN             | Mario Caneva (Forni Avoltri, 17 marzo 1918 - Gusen, 6 marzo 1945), partigiano.             |

### Marano Lagunare
| Pietra d'inciampo | Pietra d'inciampo                         | Pietra d'inciampo | Pietra d'inciampo                                                                             | Note biografiche |
| Data di posa      | Luogo di posa                             | Stolpersteine     | Incisione                                                                                     | Note biografiche |
| ----------------- | ----------------------------------------- | ----------------- | --------------------------------------------------------------------------------------------- | --- |
| 29 gennaio 2022   | Via Sinodo, 3 45°45′49.66″N 13°09′59.37″E |                   | QUI ABITAVA MARCO BIANCHI NATO 1899 ARRESTATO 2.8.1944 DEPORTATO DACHAU ASSASSINATO 22.1.1945 | Marco Bianchi (Marano Lagunare, 1899 - Dachau, 22 gennaio 1945), nato da una famiglia borghese di patrioti, educato agli alti valori morali e civici, dopo il diploma e la chiamata alle armi, presta servizio da Ufficiale combattendo nella Grande Guerra ricevendo una decorazione al valor militare. Inviso al fascismo per la sua malcelata avversione, partecipa col grado di Maggiore anche al secondo conflitto mondiale. Dopo l'armistizio dell'8 settembre 1943, fedele ai propri principi morali, prende parte alla Guerra di liberazione italiana collaborando con le formazioni partigiane della Divisione Osoppo. È arrestato nel 1944 dalle SS trasferito nelle carceri di Via Spalato a Udine e poi alla Risiera di San Sabba. Da Trieste, infine è deportato nel Reich destinato a Dachau in qualità di deportato politico. Muore il 22 gennaio 1945 nell’infermeria del lager dopo tre giorni di agonia a causa del pestaggio da parte del kapò del campo. Nel gennaio 2023 anche la città di Udine posa una pietra d'inciampo a suo ricordo davanti all'abitazione in cui visse. |

### Pasian di Prato
| Pietra d'inciampo | Pietra d'inciampo                                             | Pietra d'inciampo | Pietra d'inciampo | Note biografiche                                                                                          |
| Data di posa      | Luogo di posa                                                 | Stolpersteine     | Incisione | Note biografiche                                                                                          |
| ----------------- | ------------------------------------------------------------- | ----------------- | --- | --- |
| 27 gennaio 2024   | Via Roma, 48 davanti al Municipio 46°02′57.01″N 13°11′27.59″E |                   | A PASIAN DI PRATO ABITAVA MAURO BRAMANTE NATO 1924 ARRESTATO 28.7.1944 DEPORTATO BUCHENWALD, DACHAU LIBERATO                            | Mauro Bramante (Basiliano, 9 novembre 1924 - Pasian di Prato, 20 settembre 1945), ferroviere, partigiano. |
| 27 gennaio 2024   | Via Roma, 48 davanti al Municipio 46°02′57.01″N 13°11′27.59″E |                   | A PASIAN DI PRATO ABITAVA EGIDIO CAUTERO NATO 1924 ARRESTATO 11.12.1944 DEPORTATO FLOSSENBÜRG ASSASSINATO 30.4.1945 DACHAU              | Egidio Cautero (Udine, 14 marzo 1924 - Dachau, 30 aprile 1945)                                            |
| 27 gennaio 2024   | Via Roma, 48 davanti al Municipio 46°02′57.01″N 13°11′27.59″E |                   | A PASIAN DI PRATO ABITAVA ARISTIDE COMUZZI NATO 1924 ARRESTATO 12.10.1944 DEPORTATO DACHAU, BUCHENWALD ASSASSINATO 10.2.1945 NATZWEILER | Aristide Comuzzi (Pasian di Prato, 25 maggio 1924 - Natzweiler, 10 febbraio 1945)                         |

### Tavagnacco
| Pietra d'inciampo | Pietra d'inciampo                                                       | Pietra d'inciampo | Pietra d'inciampo | Note biografiche |
| Data di posa      | Luogo di posa                                                           | Stolpersteine     | Incisione | Note biografiche |
| ----------------- | ----------------------------------------------------------------------- | ----------------- | --- | --- |
| 2 giugno 2023     | Piazza Indipendenza, 1 davanti al municipio 46°06′04.54″N 13°12′55.15″E |                   | A TAVAGNACCO ABITAVA ERMANNO RASPELLI NATO 1895 ARRESTATO 1944 DEPORTATO DACHAU ASSASSINATO 7.5.1944 KEMPTEN          | Ermanno Raspelli (???, 1879 - Kempten, 7 maggio 1944), per sospetta attività antinazista è deportato nel Reich e destinato a Dachau. Muore nel sottocampo di Kottern-Weidach nei pressi di Kempten il 7 maggio 1944. |
| 2 giugno 2023     | Piazza Indipendenza, 1 davanti al municipio 46°06′04.54″N 13°12′55.15″E |                   | A TAVAGNACCO ABITAVA LUIGI DI BENEDETTO NATO 1918 ARRESTATO 9.11.1944 DEPORTATO 1944 BUCHENWALD ASSASSINATO 18.3.1945 | Luigi Di Benedetto (???, 1918 - Dachau, 18 marzo 1945), per sospetta attività antinazista è deportato nel Reich e destinato a Buchenwald, dove muore il 18 marzo 1945.                                               |
| 2 giugno 2023     | Piazza Indipendenza, 1 davanti al municipio 46°06′04.54″N 13°12′55.15″E |                   | A TAVAGNACCO ABITAVA LINEO CUBERLI NATO 1908 ARRESTATO 30.1.1945 DEPORTATO DACHAU ASSASSINATO 23.4.1945               | Lineo Cuberli (???, 1908 - Dachau, 23 aprile 1945), per sospetta attività antinazista è deportato nel Reich e destinato a Dachau, dove muore il 23 aprile 1945.                                                      |

### Udine
In Udine si trovano 37 pietre d'inciampo posate tra il 2020 e il 2025.
| Pietra d'inciampo | Pietra d'inciampo                                          | Pietra d'inciampo | Pietra d'inciampo | Note biografiche |
| Data di posa      | Luogo di posa                                              | Stolpersteine     | Incisione | Note biografiche |
| ----------------- | ---------------------------------------------------------- | ----------------- | --- | --- |
| 19 gennaio 2020   | Via Veneto, 253 46°01′40.07″N 13°15′11.44″E                |                   | QUI ABITAVA ONELIO BATTISACCO NATO 1920 ARRESTATO 2.1.1945 DEPORTATO MAUTHAUSEN ASSASSINATO 21.3.1945                                                  | Onelio Battisacco (???, 1920 - Mauthausen, 21 marzo 1945) |
| 19 gennaio 2020   | Via San Martino, 28 46°03′15.51″N 13°14′29.65″E            |                   | QUI ABITAVA LEONE JONA NATO 1882 ARRESTATO 9.1.1944 DEPORTATO AUSCHWITZ ASSASSINATO 7.9.1944                                                           | Leone Jona (???, 1882 - Auschwitz, 7 settembre 1944) |
| 19 gennaio 2020   | Via Pozzuolo, 16 Sant'Osvaldo 46°03′08.7″N 13°13′43.75″E   |                   | QUI ABITAVA LUIGI BASANDELLA NATO 1921 ARRESTATO 30.1.1945 DEPORTATO MAUTHAUSEN-GUSEN ASSASSINATO 25.4.1945                                            | Luigi Basandella (???, 1921 - Gusen, 25 aprile 1945) |
| 19 gennaio 2020   | Via Bologna, 27 Beivars 46°05′36.53″N 13°16′06.19″E        |                   | QUI ABITAVA GIUSEPPE QUAIATTINI NATO 1916 ARRESTATO DEPORTATO 1944 DACHAU, SPAICHINGEN ASSASSINATO 21.1.1945                                           | Giuseppe Quaiattini (???, 1916 - Spaichingen, 21 gennaio 1945) |
| 19 gennaio 2020   | Via Bergamo, 11 46°05′06.28″N 13°12′12.23″E                |                   | QUI ABITAVA SILVIO RIZZI NATO 1926 ARRESTATO 26.1.1945 DEPORTATO MAUTHAUSEN ASSASSINATO 25.3.1945                                                      | Silvio Rizzi (???, 1926 - Mauthausen, 25 marzo 1945), nome di battaglia “Treno”, partigiano diciannovenne attivo nella Brigata Garibaldi del quartiere Rizzi di Udine. Arrestato dalle SS il 26 gennaio 1945, è deportato nel Reich destinato a Mauthausen, ove morirà due mesi dopo, il 25 marzo. Alla fine degli anni '50 Eliseo Rizzi, zio di Silvio, redige il proprio diario scritto su un quaderno di uso scolastico nel ricordo del nipote Silvio. |
| 19 gennaio 2020   | Via Girardini, 46°03′50.23″N 13°13′47.67″E                 |                   | QUI ABITAVA CECILIA DEGANUTTI NATA 1914 ARRESTATA 6.1.1945 INTERNATA RISIERA DI SAN SABBA ASSASSINATA 4.4.1945                                         | Cecilia Deganutti (Udine, 26 ottobre 1914 - Risiera di San Sabba, 4 aprile 1945), educata al senso del dovere dalla famiglia, nel 1942 è infermiera volontaria della Croce Rossa. Dopo l'armistizio dell'8 settembre 1943, con i nomi di copertura di “Giovanna d’Arco” e “Rita” entra nelle file della Resistenza ed impiegata in azioni ad alto rischio. Non imbraccerà mai un'arma. Arrestata ed imprigionata subisce sevizie e torture, ma non rivelerà nulla dei compagni e dell'attività resistenziale. È arsa viva nel forno crematorio della Risiera il 4 aprile 1945. Partigiana medaglia d'oro al valor militare alla memoria per il suo eroismo e per il suo altruismo e medaglia d'oro della Croce Rossa Italiana. |
| 19 gennaio 2020   | Via Brenari, 14 46°03′38.18″N 13°13′54.5″E                 |                   | QUI ABITAVA SILVANO CASTIGLIONE NATO 1923 ARRESTATO 11.1.1945 DEPORTATO MAUTHAUSEN ASSASSINATO 5.5.1945                                                | Silvano Castiglione (???, 1923 - Mauthausen, 5 maggio 1945), muore il giorno stesso della liberazione del campo di sterminio. |
| 19 gennaio 2020   | Via Cairoli, 4 46°03′54.08″N 13°14′25.88″E                 |                   | QUI ABITAVA LUIGI COSATTINI NATO 1913 ARRESTATO 27.2.1944 DEPORTATO 1944 BUCHENWALD ASSASSINATO APR. 1945 ASCHERSLEBEN                                 | Luigi Cosattini (???, 1913 - Buchenwald, aprile 1945) |
| 19 gennaio 2020   | Via Carducci, 2 46°03′39.86″N 13°14′22.9″E                 |                   | QUI ABITAVA GIOVANNI BATTISTA BERGHINZ NATO 1918 ARRESTATO 28.7.1944 INTERNATO RISIERA DI SAN SABBA ASSASSINATO 12.8.1944                              | Giovanni Battista Berghinz (Montecatini Terme, 8 febbraio 1918 - Risiera di San Sabba, 12 agosto 1944), arruolatosi nel Regio Esercito è impiegato come Ufficiale nella Campagna d'Africa Orientale. Conseguito il brevetto di osservatore aereo, nel corso della Seconda Guerra Mondiale presta servizio presso diversi aeroporti anche esteri. Dopo l'armistizio dell'8 settembre 1943, entra nelle file delle formazioni partigiane della Brigata Osoppo col nome di battaglia Bami. Nel 1944 riesce a laurearsi in Giurisprudenza presso l'Università di Bologna. Nello stesso anno è catturato e imprigionato prima a Udine, quindi subisce sevizie e torture nel carcere di Trieste, ridotto in fin di vita, il 12 agosto è prelevato dalle SS e condotto alla Risiera di San Sabba dove è assassinato il giorno stesso. Sarà insignito di Medaglia d'oro al valor militare alla memoria. A suo nome sono intitolate: una caserma in Udine; una via a Montecatini; un'aula del Liceo Classico Jacopo Stellini di Udine; un'aula della scuola alberghiera di Montecatini. |
| 19 gennaio 2020   | Via Savorgnana, 10 46°03′44.6″N 13°14′09.51″E              |                   | QUI ABITAVA ELIO MORPURGO NATO 1858 ARRESTATO 26.3.1944 MORTO MARZO 1944 DURANTE IL TRASPORTO AD AUSCHWITZ                                             | Elio Morpurgo (Udine, 10 ottobre 1858 - Risiera di San Sabba, 29 marzo 1944), di famiglia ebraica, fu sindaco di Udine, Deputato del regno, Sottosegretario, Senatore. Nonostante la sua adesione al fascismo e lo status di ebreo discriminato, pur in età avanzata è arrestato e condotto alla Risiera di San Sabba quindi destinato Auschwitz, ma muore durante il trasporto in data imprecisata. Il tribunale stabilì successivamente la data di morte nel giorno del suo arresto |
| 22 aprile 2022    | Via Treppo, 4 ex sede Questura 46°03′51.59″N 13°14′22.76″E |                   | QUI ERA IN SERVIZIO FILIPPO ACCORINTI NATO 1916 ARRESTATO 22.7.1944 DEPORTATO 1944 DACHAU ASSASSINATO 20.4.1945 MAUTHAUSEN-MELK                        | Filippo Accorinti (???, 1916 - Melk, 20 aprile 1945), vice Commissario aggiunto, prende servizio presso l’ufficio di P.S. di frontiera a Tarvisio, il 27 maggio 1942. A seguito della situazione che si viene a creare dopo l'armistizio dell'8 settembre 1943, viene trasferito a Udine. Alle 18 del 22 luglio 1944 viene arrestato insieme al commissario aggiunto Camillo Galli e al vice commissario Mario Savino; trasferito nel carcere di via Spalato e, successivamente, col convoglio che parte dalla stazione di Udine, il 26 agosto è deportato nel Reich con destinazione Dachau, quindi Mauthausen, dove risulta presente il 14 settembre. Nel nuovo campo è destinato, dal 21 settembre 1944, al progetto Quarz, uno dei nomi di copertura dell'attività di scavo delle gallerie ideate per proteggere le fabbriche di armi dalle incursioni aeree alleate. Nel Libro dei Morti di Mauthausen, al numero 14081, all’ultima riga di pagina 1122, sono annotati il suo nome, l’ora del decesso e la causa della morte. Il certificato compilato il 27 settembre 1949 dall’Ufficio Anagrafe Speciale di Arolsen, distretto di Waldeck, attesta il decesso del vice commissario Filippo Accorinti, avvenuto il 20 aprile 1945 alle ore 2 e minuti zero. [Anna Colombi, 2022 - Pietre d'Inciampo a Udine, alla memoria dei Poliziotti morti nei campi di concentramento, Udine 2022, ISBN 9788895752389, pp. 30-31] |
| 22 aprile 2022    | Via Treppo, 4 ex sede Questura 46°03′51.59″N 13°14′22.76″E |                   | QUI ERA IN SERVIZIO ALBERTO BABOLIN NATO 1917 ARRESTATO 2.8.1944 DEPORTATO 1944 DACHAU ASSASSINATO 19.5.1945 MAUTHAUSEN-MELK                           | Alberto Babolin (Teolo, 13 novembre 1917 - Melk, 19 maggio 1945), guardia di PS, di Vittorio ed Emilia Pelizza. Il 2 agosto 1944 è arrestato e, dopo una breve detenzione nel carcere di via Spalato, deportato con il convoglio che parte dalla stazione di Udine il 26 agosto 1944, insieme ai colleghi arrestati, tra luglio e agosto, perché sospettati di avere relazioni con le formazioni partigiane operanti nella zona. Eentra nel campo di Dachau il 29 agosto del 1944 con il numero 94466, quindi il 16 settembre trasferito a Mauthausen e successivamente è a Melk ai lavori forzati per l'operazione Quarz: uno dei nomi con cui viene indicato un progetto che consiste nello scavo di tunnel per ricoverare le linee di produzione delle fabbriche d’armi. Il certificato di morte compilato il 26 gennaio 1945 informa che il prigioniero Alberto Babolin, ha cessato di vivere il 19 gennaio 1945, alle 20 precise, a seguito di polmonite. [Anna Colombi, 2022 - Pietre d'Inciampo a Udine, alla memoria dei Poliziotti morti nei campi di concentramento, Udine 2022, ISBN 9788895752389, pp. 32-33] |
| 22 aprile 2022    | Via Treppo, 4 ex sede Questura 46°03′51.59″N 13°14′22.76″E |                   | QUI ERA IN SERVIZIO BRUNO BODINI NATO 1909 ARRESTATO 24.7.1944 DEPORTATO 1944 DACHAU ASSASSINATO 20.2.1945 BUCHENWALD-OHRDRUF                          | Bruno Bodini ((???, 1909 - Ohrdruf, 20 febbraio 1945)), Vice Brigadiere. |
| 22 aprile 2022    | Via Treppo, 4 ex sede Questura 46°03′51.59″N 13°14′22.76″E |                   | QUI ERA IN SERVIZIO GIUSEPPE CASCIO NATO 1908 ARRESTATO 24.7.1944 DEPORTATO 1944 DACHAU ASSASSINATO 12.2.1945 MAUTHAUSEN-MELK                          | Giuseppe Cascio (???, 1908 - Melk, 12 febbraio 1945), applicato di PS |
| 22 aprile 2022    | Via Treppo, 4 ex sede Questura 46°03′51.59″N 13°14′22.76″E |                   | QUI ERA IN SERVIZIO MARIO COMINI NATO 1916 ARRESTATO 1944 DEPORTATO DACHAU ASSASSINATO 15.10.1944 KOTTERN-WEIDACH                                      | Mario Comini (???, 1916 - Kottern-Weidach, 15 ottobre 1944), guardia di PS |
| 22 aprile 2022    | Via Treppo, 4 ex sede Questura 46°03′51.59″N 13°14′22.76″E |                   | QUI ERA IN SERVIZIO ANTONINO D'ANGELO NATO 1912 ARRESTATO 22.7.1944 DEPORTATO 1944 DACHAU ASSASSINATO 16.4.1945 MAUTHAUSEN-MELK                        | Antonino d'Angelo (???, 1912 - Melk, 16 aprile 1945), Commissario |
| 22 aprile 2022    | Via Treppo, 4 ex sede Questura 46°03′51.59″N 13°14′22.76″E |                   | QUI ERA IN SERVIZIO ANSELMO PISANI NATO 1912 ARRESTATO 2.8.1944 DEPORTATO 1944 DACHAU ASSASSINATO 2.1.1945 MAUTHAUSEN-MELK                             | Anselmo Pisani (???, 1912 - Melk, 2 gennaio 1945), Guardia di PS |
| 22 aprile 2022    | Via Treppo, 4 ex sede Questura 46°03′51.59″N 13°14′22.76″E |                   | QUI ERA IN SERVIZIO MARIO SAVINO NATO 1914 ARRESTATO 22.7.1944 DEPORTATO 1944 DACHAU ASSASSINATO 15.3.1945 MAUTHAUSEN-EBENSEE                          | Mario Savino (???, 1914 – Ebensee, 15 marzo 1945), Vice Commissario |
| 22 aprile 2022    | Via Treppo, 4 ex sede Questura 46°03′51.59″N 13°14′22.76″E |                   | QUI ERA IN SERVIZIO GIUSEPPE SGROI NATO 1910 ARRESTATO 24.7.1944 DEPORTATO 1944 DACHAU ASSASSINATO 16.4.1945 MAUTHAUSEN-EBENSEE                        | Giuseppe Sgroi (???, 1910 – Ebensee, 16 aprile 1945), Commissario |
| 28 gennaio 2023   | Via Mercatovecchio, 12 46°03′50.13″N 13°14′04.14″E         |                   | QUI ABITAVA MARCO BIANCHI NATO 1899 ARRESTATO 2.8.1944 DEPORTATO 1944 DACHAU ASSASSINATO 22.1.1945                                                     | Marco Bianchi (Marano Lagunare, ??? 1899 - Dachau, 22 gennaio 1945), nato da una famiglia borghese di patrioti, educato agli alti valori morali e civici, dopo il diploma e la chiamata alle armi, presta servizio da Ufficiale combattendo nella Grande Guerra ricevendo una decorazione al valor militare. Inviso al fascismo per la sua malcelata avversione, partecipa col grado di Maggiore anche al secondo conflitto mondiale. Dopo l'armistizio dell'8 settembre 1943, fedele ai propri principi morali, prende parte alla Guerra di liberazione italiana collaborando con le formazioni partigiane della Divisione Osoppo. È arrestato nel 1944 dalle SS trasferito nelle carceri di Via Spalato a Udine e poi alla Risiera di San Sabba. Da Trieste, infine è deportato nel Reich destinato a Dachau in qualità di deportato politico. Muore il 22 gennaio 1945 nell’infermeria del lager dopo tre giorni di agonia a causa del pestaggio da parte del kapò del campo. Nel gennaio 2022 anche la città natia di Marano Lagunare posa una pietra d'inciampo a suo ricordo davanti all'abitazione in cui nacque. |
| 28 gennaio 2023   |                                                            |                   | QUI ABITAVA FEDERICO DE PAULI NATO 1913 ARRESTATO 13.1.1945 DEPORTATO DACHAU ASSASSINATO 19.4.1945                                                     | Federico De Pauli (???, 1913 - Dachau, 19 aprile 1945) |
| 28 gennaio 2023   |                                                            |                   | QUI ABITAVA CARLO CHIARUTTINI NATO 1921 ARRESTATO 10.1.1945 DEPORTATO MAUTHAUSEN ASSASSINATO 17.4.1945                                                 | Carlo Chiaruttini (???, 1921 - Mauthausen, 17 aprile 1945) |
| 28 gennaio 2023   |                                                            |                   | QUI ABITAVA ANTONIO DANELUTTI NATO 1923 ARRESTATO 29.9.1944 DEPORTATO 1944 MAUTHAUSEN ASSASSINATO 1.3.1945                                             | Antonio Danelutti (???, 1923 - Mauthausen, 1 marzo 1945) |
| 28 gennaio 2023   |                                                            |                   | QUI ABITAVA GIOVAN BATTISTA PERIZ NATO 1898 ARRESTATO 14.1.1945 DEPORTATO MAUTHAUSEN ASSASSINATO 3.3.1945                                              | Giovan Battista Periz (???, 1898 - Mauthausen, 3 marzo 1945) |
| 28 gennaio 2023   |                                                            |                   | QUI ABITAVA MARIO ZANUTTINI NATO 1911 ARRESTATO 27.1.1945 DEPORTATO MAUTHAUSEN ASSASSINATO 2.3.1945                                                    | Mario Zanuttini (???, 1911 - Mauthausen, 2 marzo 1945) |
| 28 gennaio 2023   |                                                            |                   | QUI ABITAVA WALTER VIRGILI NATO 1923 ARRESTATO 30.1.1945 DEPORTATO MAUTHAUSEN ASSASSINATO 9.4.1945 GUSEN>                                              | Walter Virgili (???, 1923 - Gusen, 9 aprile 1945) |
| 28 gennaio 2023   |                                                            |                   | QUI ABITAVA GIORDANO GREMESE NATO 1913 ARRESTATO 9.8.1944 DEPORTATO 1944 DACHAU,NATZWEILER ASSASSINATO 17.4.1945 FLOSSENBÜRG                           | Giordano Gremese (???, 1913 - Flossenbürg, 17 aprile 1945) |
| 24 gennaio 2025   | Via Tolmezzo, 87 46°04′30.46″N 13°13′49.87″E               |                   | QUI ABITAVA VITTORIO COSS NATO 1918 ARRESTATO 29.8.1944 DEPORTATO 1944 DACHAU ASSASSINATO NEUENGAMME                                                   | Vittorio Coss (Salerno, 7 luglio 1918 - Neuengamme, ???), partigiano, residente a Udine, fattorino. Dopo l'armistizio dell'8 settembre 1943 entra nella Resistenza tra le file della "divisione Garibaldi “Natisone”", nome di battaglia "Sesto". Catturato il 29 agosto 1944, deportato nel Reich con destinazione Dachau quindi Neuengamme. Ignota la data di morte. |
| 24 gennaio 2025   | Via Cividale, 91 46°04′12.13″N 13°15′00.66″E               |                   | QUI ABITAVA DOMENICO NORO NATO 1923 ARRESTATO 18.6.1944 DEPORTATO 1944 BUCHENWALD ASSASSINATO 1.3.1945 MITTELBAU-DORA                                  | Domenico Noro (???, 1923 - Mittelbau-Dora, 1 marzo 1945), partigiano. |
| 24 gennaio 2025   | Piazza Duomo, 1 46°03′44.48″N 13°14′16.05″E                |                   | QUI ABITAVA GAETANO SCOLARI NATO 1891 ARRESTATO 5.8.1944 DEPORTATO 1944 DACHAU,NATZWEILER FLOSSENBÜRG-GRÖDITZ ASSASSINATO 16.3.1945 BUCHENWALD-OHRDRUF | Gaetano Scolari (Treviso, 12 febbraio 1891 - Ohrdruf, 16 marzo 1945), partigiano. |
| 24 gennaio 2025   | San Rocco, 8/3 46°03′32.42″N 13°13′35.09″E                 |                   | QUI ABITAVA FAUSTO SPIVACH NATO 1901 ARRESTATO 7.11.1943 DEPORTATO 1944 FLOSSENBÜRG ASSASSINATO ZSCHAChWITZ                                            | Fausto Spivach (???, 1901 - Flossenbürg - Zschachwitz, ???) |
| 24 gennaio 2025   | Via Volturno, 45 46°03′22.07″N 13°13′39.84″E               |                   | QUI ABITAVA FRANCESCO TELESCA NATO 1908 ARRESTATO 2.8.1944 DEPORTATO 1944 DACHAU,NATZWEILER ASSASSINATO 5.4.1945 FLOSSENBÜRG-GRÖDITZ                   | Francesco Telesca (Matera, 23 novembre 1908 - Flossenbürg-Gröditz, 5 aprile 1945) |
| 25 gennaio 2025   | Via Ciconi, 3 46°03′27.38″N 13°14′13.79″E                  |                   | QUI ABITAVA MICHELE TOLDO NATO 1889 ARRESTATO 2.8.1944 DEPORTATO 1944 DACHAU,NATZWEILER ASSASSINATO 17.4.1945 FLOSSENBÜRG-GRÖDITZ                      | Michele Toldo (Belluno, 17 ottobre 1889 - Flossenbürg-Gröditz, 17 aprile 1945) |
| 25 gennaio 2025   | Via Marangoni, 115 46°03′36.82″N 13°13′47.05″E             |                   | QUI ABITAVA RENATO ROSSINI NATO 1899 ARRESTATO 5.8.1944 DEPORTATO 1944 DACHAU,NATZWEILER ASSASSINATO 15.3.1945 FLOSSENBÜRG-GRÖDITZ                     | Renato Rossini (Siena, 22 giugno 1899 - Flossenbürg-Gröditz, 15 marzo 1945) |
| 25 gennaio 2025   | Via Villalta, 46 46°03′59.02″N 13°13′37.59″E               |                   | QUI ABITAVA EDGARDO ENRICO PASINATO NATO 1903 ARRESTATO 29.8.1944 DEPORTATO 1944 DACHAU,NEUNGAMME ASSASSINATO 5.3.1945 BERGEN-BELSEN                   | Edgardo Enrico Pasinato (Pozzuolo del Friuli, 11 gennaio 1903 - Bergen-Belsen, 5 marzo 1945), partigiano. |
| 25 gennaio 2025   | Via Gemona, 28 46°04′01.8″N 13°14′00.14″E                  |                   | QUI ABITAVA GALLIANO VINCENZO TOMADA NATO 1899 ARRESTATO 1.11.1944 DEPORTATO 1945 MAUTHAUSEN ASSASSINATO 7.4.1945 AMSTETTEN                            | Galliano Vincenzo Tomada (Udine, 3 giugno 1899 - Amstetten, 7 aprile 1945), partigiano. |
| 25 gennaio 2025   | Via Manin, 3 46°03′49.44″N 13°14′14.44″E                   |                   | QUI ABITAVA ANIELLO ORRICO NATO 1887 ARRESTATO 5.8.1944 DEPORTATO 1944 DACHAU ASSASSINATO 5.4.1945                                                     | Aniello Orrico (???, 1887 - Dachau, 5 aprile 1945), partigiano. |